# Ustka
Ustkaⓘ (em cassúbio: Ùskô ou Ùszcz, em alemão: Stolpmünde) é um município no norte da Polônia. Pertence à voivodia da Pomerânia, no condado de Słupsk. É a sede da comuna rural de Ustka, na histórica Pomerânia Ocidental.
Ustka está localizada na costa de Słowiński, na foz do rio Słupia até o mar Báltico. É uma cidade portuária, uma estância termal climática e balneológico (salmoura e lama), um balneário à beira-mar e um centro de férias.
Estende-se por uma área de 11,1 km², com 13 574 habitantes, segundo o censo de 31 de dezembro de 2024, com uma densidade populacional de 1 224hab./km².
Desde 13 de julho de 2003, Ustka e Słupsk estão ligadas por um acordo conhecido como Cidade Dupla. As duas cidades são conectadas por transporte ferroviário e de ônibus.
Em Lędowo, perto de Ustka, está localizado o Centro de Treinamento Naval, o principal centro de treinamento da Marinha.
No início da Idade Média, Ustka era um assentamento de pescadores cassúbios pertencente à castelania de Słupsk e que compartilhava seu destino histórico com a vizinha Słupsk. Hoje, a atmosfera de um antigo assentamento portuário ainda pode ser encontrada entre as casas de pescadores no bairro delimitado pelas ruas Marynarki Polskiej e Czerwonych Kosynierów. O traçado das ruas da vila medieval foi preservado e, devido ao seu valor histórico, foi colocado sob proteção de conservação.
Atualmente, é um local frequentado por turistas devido à sua proximidade com o mar Báltico, à conveniência de comunicação e ao número de acomodações, hotéis e pousadas, além de restaurantes e tabernas.

## Localização
Ustka fica no mar Báltico, na parte ocidental da costa Słowiński. Em Ustka, o rio Słupia deságua no mar. O córrego Czarna também deságua no mar na parte oeste da cidade.
Conforme dados de 1 de janeiro de 2015, a área da cidade era de 10,19 km², dos quais 46% são florestas e 11% são terras agrícolas. A área urbana representa 0,44% da área do condado de Słupsk e 16,4% de sua população.
O traçado urbano consiste em: 88 ruas, 2 praças (Dąbrowskiego, Wolności) e 3 vias (Promenada Nadmorska, Bulwar Portowy, Trakt Solidarności). Antigos distritos da cidade: Grabienko, Mokrzyca, Ustka-Lesniczówka.
A cidade está localizada no canto noroeste da voivodia da Pomerânia, no condado de Słupsk e faz fronteira com a comuna rural de Ustka.
Durante a administração polonesa do pós-guerra, pertenceu à voivodia de Koszalin de 1950 a 1975 e à voivodia de Słupsk de 1975 a 1998.

## Demografia
Conforme os dados do Escritório Central de Estatística da Polônia (GUS) de 31 de dezembro de 2024, Ustka é uma cidade pequena com uma população de 13 574 habitantes (18.º lugar na voivodia da Pomerânia e 309.º na Polônia), tem uma área de 11,1 km² (23.º, último lugar na voivodia da Pomerânia e 574.º lugar na Polônia) e uma densidade populacional de 1 224 hab./km² (20.º lugar na voivodia da Pomerânia e 217.º lugar na Polônia). Entre 2002–2024, o número de habitantes diminuiu 17,1%.
Os habitantes de Ustka constituem cerca de 14,12% da população do condado de Słupsk, constituindo 0,58% da população da voivodia da Pomerânia.
| Descrição                         | Total      | Total    | Mulheres   | Mulheres | Homens     | Homens   |
| --------------------------------- | ---------- | -------- | ---------- | -------- | ---------- | -------- |
| unidade                           | habitantes | %        | habitantes | %        | habitantes | %        |
| população                         | 13 574     | 100      | 7 209      | 53,1     | 6 365      | 46,9     |
| área                              | 11,1 km²   | 11,1 km² | 11,1 km²   | 11,1 km² | 11,1 km²   | 11,1 km² |
| densidade populacional (hab./km²) | 1 224      | 1 224    | 649,9      | 649,9    | 574,1      | 574,1    |

## Toponimia
O nome é de origem eslava e tem caráter topográfico. Ele foi formado pela adição do afixo -ka ao continuador protoeslavo do nome comum *ustьje “estuário”. Friedrich Lorentz observou uma variante do nome em dialetos eslavos locais: Vʉ͂skå, juntamente com os nomes dos habitantes: Vʉ͂ščȯu̯n, Vʉ͂ščȯu̯nkă “ustczanin, ustczanka.” O nome alemão Stolpmünde também é topográfico e é um composto de dois elementos: o nome próprio Stolpe “Slupia” (de origem eslava) e o nome comum Münde “estuário”.
Antes da Segunda Guerra Mundial, os cartógrafos poloneses usavam o nome Uście. Durante vários meses após a tomada da cidade pela administração polonesa em 1945, vários nomes da cidade funcionaram em paralelo: Nowe Słupie, Postomin, Postomino, Słupioujście, Słupie, Ujście e Uszcz. Finalmente, o nome Ustka foi definido por um decreto em 1946.
O Conselho da Língua Cassúbia propõe a forma cassúbia do nome Ùstka. A associação “Kaszëbskô Jednota” usa o nome Ùszcz em seus mapas.

## História

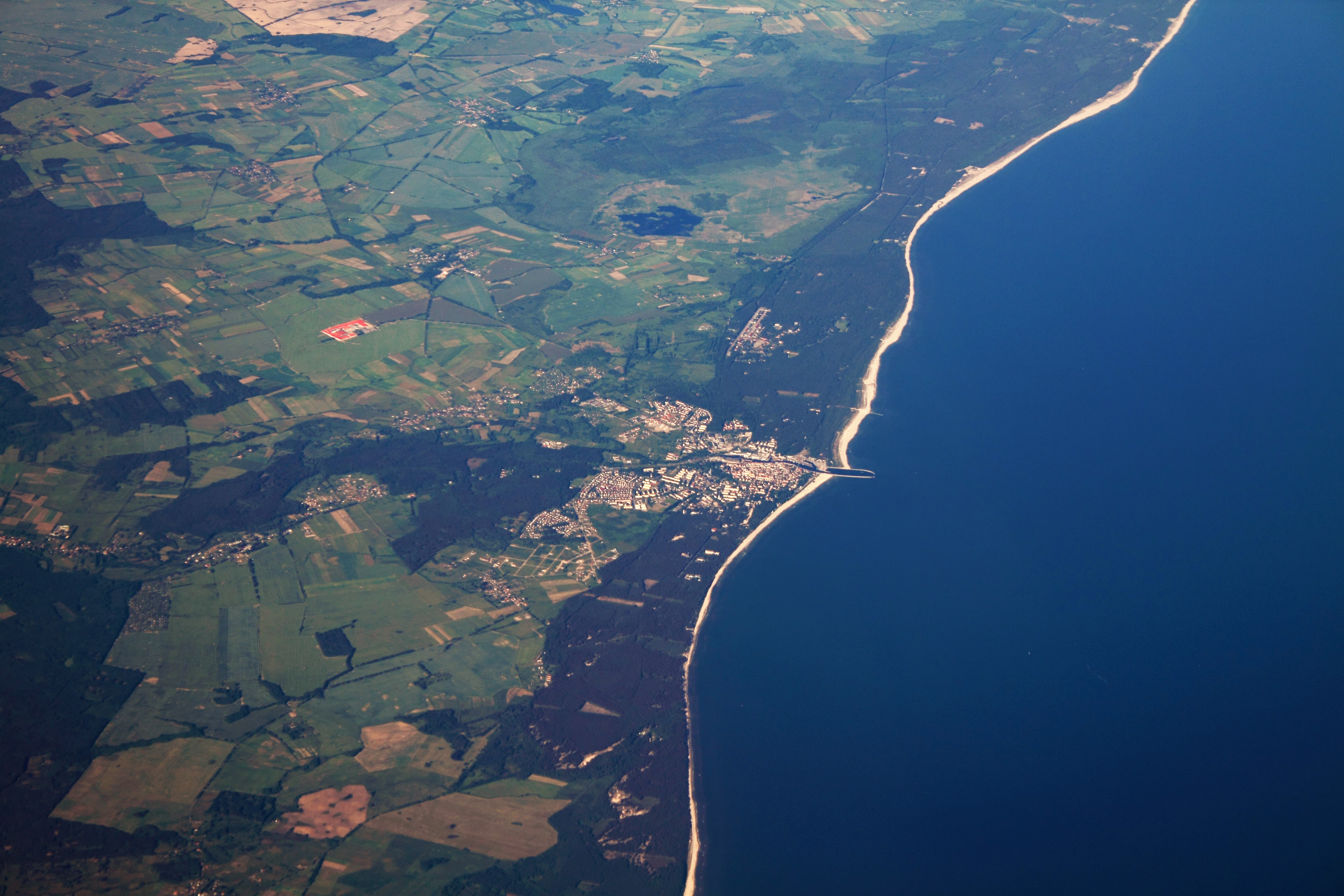
Foto aérea de Ustka

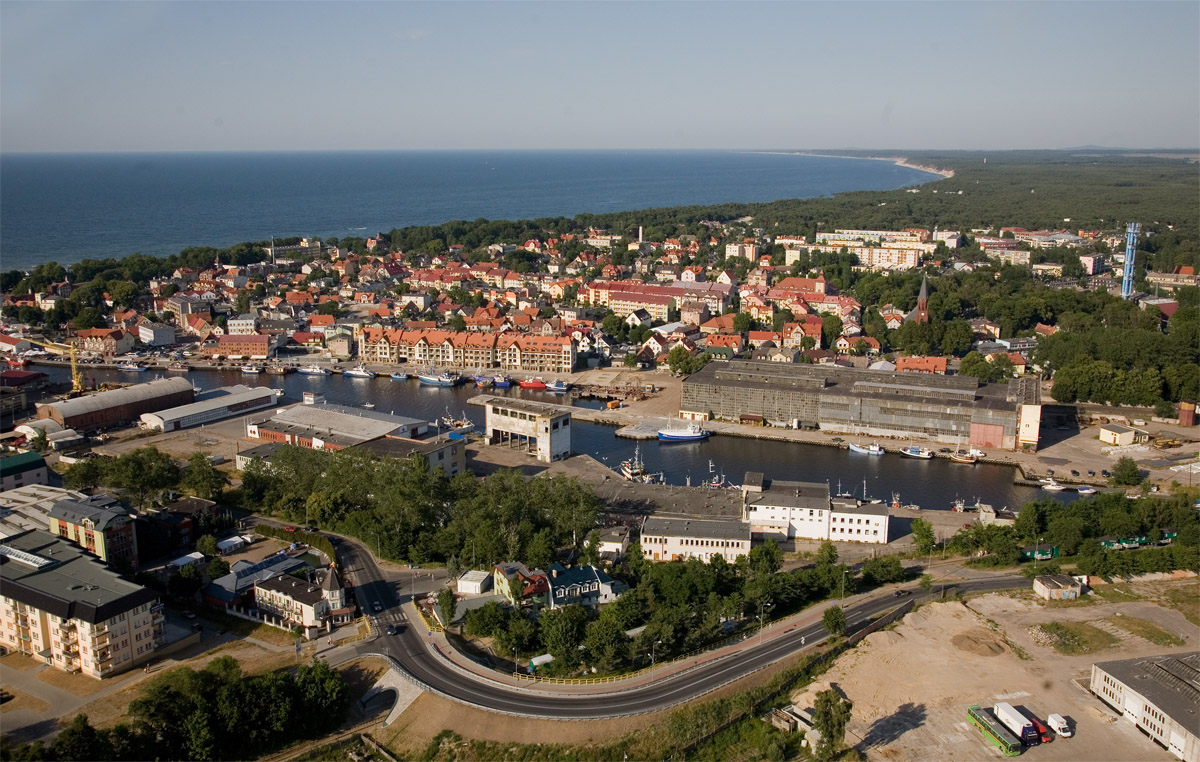
Ustka de uma perspectiva aérea (2010)

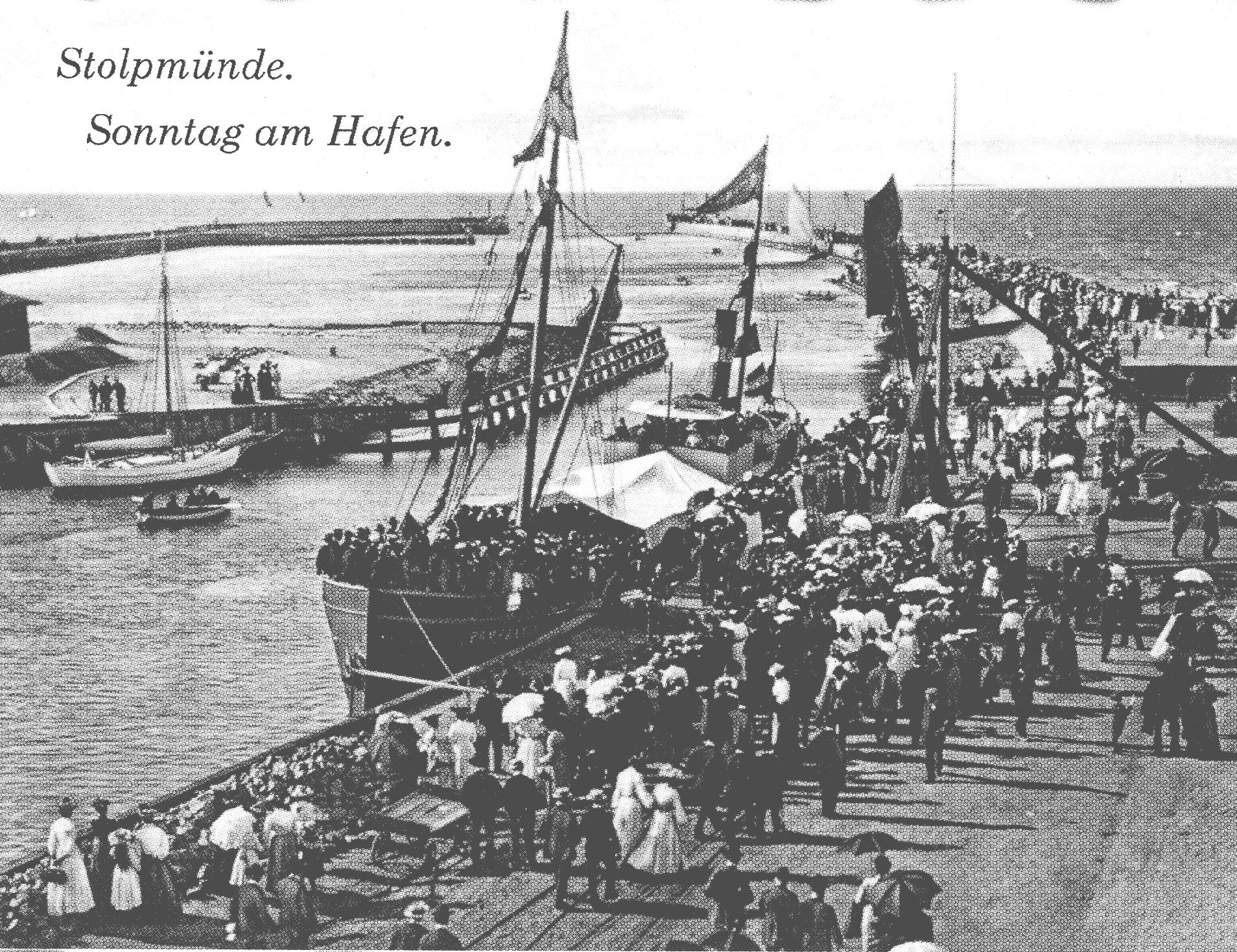
Canal do porto (1905)

De um acordo entre os conselheiros de Słupsk e os swięcianos (Jaśko de Sławno e Jaśko de Darłowo) datado de 2 de fevereiro de 1337, vem a informação sobre a existência de um local fortificado na foz do rio Słupia. A fortaleza em Ustka é um castro “quondam castrum”, no acordo ela é definida como:
...nec non totum et integrum portum Stolpesmunde dictum, penes aquam stolpensem tam ab una quam alia parte situm....
...nem todo e completo porto de Ustka foi dito, situado em ambos os lados do rio Słupia...
Assim como os habitantes de outras vilas urbanas, os ustkanos eram súditos de Słupsk. Por esse motivo, eles tinham que fazer um juramento servil, o chamado Juramento de Ustka, e pagar impostos à cidade, cuidar das condições do porto e dos cais, consertá-los, prestar assistência no descarregamento e carregamento de navios e na entrada de navios no porto. Eles também eram obrigados a pagar um imposto sobre o moinho (o moinho da cidade em Zamełowo). Os residentes de Ustka se distinguiam não apenas pela obrigação de fornecer todos os trabalhos e serviços relacionados ao porto, mas também por pagar o imposto rodoviário em vez de aluguel ou servidão. Até a Guerra dos Trinta Anos, os ustkanos economicamente independentes, principalmente capitães, estalajadeiros e funcionários da administração local, aceitavam a cidadania da cidade de Słupsk e desfrutavam dos privilégios dos direitos municipais. O conselho da cidade de Słupsk estabeleceu os estatutos, os regulamentos e as tarifas do porto, nomeou o prefeito, decidiu sobre todas as obras relacionadas ao funcionamento do porto, determinou os tipos e o valor dos impostos pagos pelos ustkanos e exerceu o patrocínio da igreja e da escola. O Conselho Municipal, como tribunal superior, era a instância de apelação contra as sentenças do tribunal inferior. O prefeito de Ustka era, ao mesmo tempo, o prefeito do porto. Ele exercia autoridade executiva na área de Ustka em relação a seus residentes permanentes, hóspedes que ficavam periodicamente (comerciantes) e assuntos decorrentes da operação cotidiana do porto.
De 1329 até o final de 1342, Ustka e Słupsk estiveram em posse da Ordem Teutônica por meio de penhor. Foi um período difícil, pois quando o duque Boguslaw V não conseguiu pagar o valor devido de 3 334 grzywien até 1 de janeiro de 1343, a ameaça de a Ordem tomar posse das terras perpetuamente tornou-se real. A quantia acabou sendo recolhida pela comunidade. Esse dinheiro permitiu que Słupsk e os habitantes das terras de Słupsk se livrassem das mãos dos Cavaleiros Teutônicos. A partir de 1368, Ustka estava nas fronteiras do Ducado de Słupsk, um antigo feudo da Coroa do Reino da Polônia, e depois nas fronteiras do Ducado Pomerano dos Grifos, com sua capital em Szczecin. A partir do século XIII, colonizadores alemães chegaram à região. A população cresceu cada vez mais rapidamente. A igreja em Ustka, que já tinha outro nome na época — Stolpmünde, foi construída com a igreja em Grabno (1356). Construída em madeira, a igreja dedicada a São Nicolau ficava em uma posição elevada, provavelmente no meio de um antigo reduto eslavo. A igreja filial da igreja em Grabno era usada como um farol diurno e noturno.
Um investimento mais sério foi, iniciado (segundo Anderson) em meados do século XIV, a expansão do porto. Naquela época, as primeiras instalações portuárias permanentes foram construídas na forma de píeres com cerca de 55 m de comprimento, feitos de grandes caixas de madeira, preenchidas com entulho, pedras, etc, reforçadas com estacas, e fortificações de madeira do canal do porto, com 280 m de comprimento na margem esquerda, a oeste, e 320 m de comprimento na margem direita, a leste. Os píeres eram uma extensão das fortificações. A próxima etapa da expansão do porto, combinada com uma grande reforma das instalações existentes, ocorreu no século XV. Naquela época, os píeres foram ampliados em cerca de 100 m, a margem leste do canal do porto foi reforçada com uma parede de estacas de 170 m de comprimento e todos os elementos desgastados ou danificados das estruturas existentes foram substituídos.
As visitas às escolas trazem as primeiras informações sobre uma escola em Ustka em 28 de julho de 1590 e em 1729. Em 1590, também foi mencionado que os habitantes de Ustka também se dedicavam intensamente à pesca.
Durante a Guerra dos Trinta Anos, as tropas suecas entraram no porto de Ustka em 2 de novembro de 1626. O faturamento do porto caiu. O número de habitantes também diminuiu. Além dos desastres relacionados à guerra, um incêndio consumiu Ustka em 1644; 15 casas e uma igreja sobreviveram.
Em 1648, um tratado de paz e acordos adicionais em 1653 colocaram a parte oriental da Pomerânia Ocidental e, portanto, Ustka, sob a soberania do Estado de Brandemburgo-Prússia, transformado no Reino da Prússia em 1701.
No século XVIII, poucos navios eram descarregados no ancoradouro. Em 1794, Ustka tinha uma população de cerca de 700 habitantes.

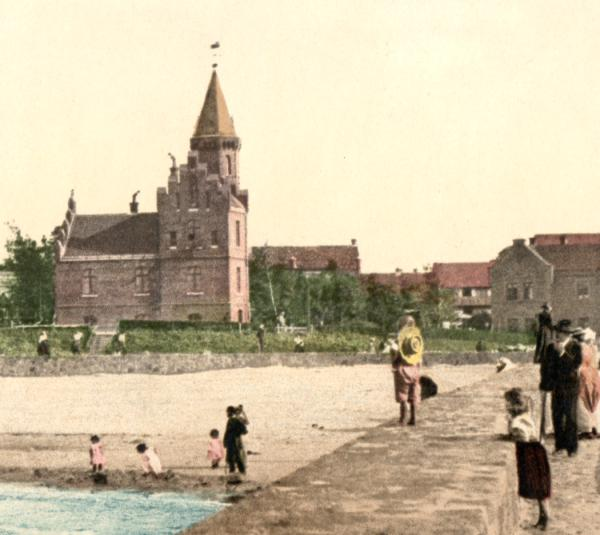
Farol (século XIX)

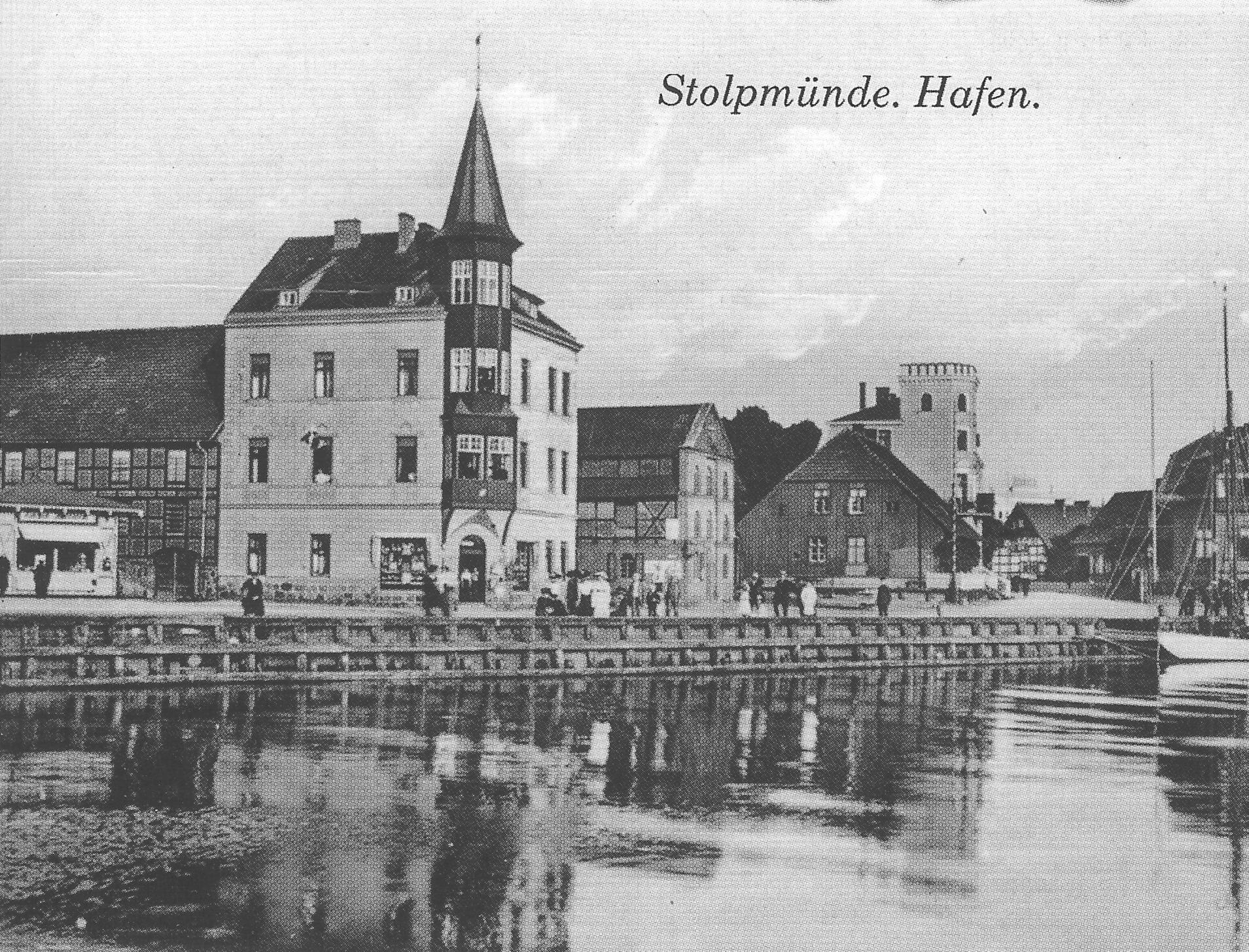
Cais do porto (1910)

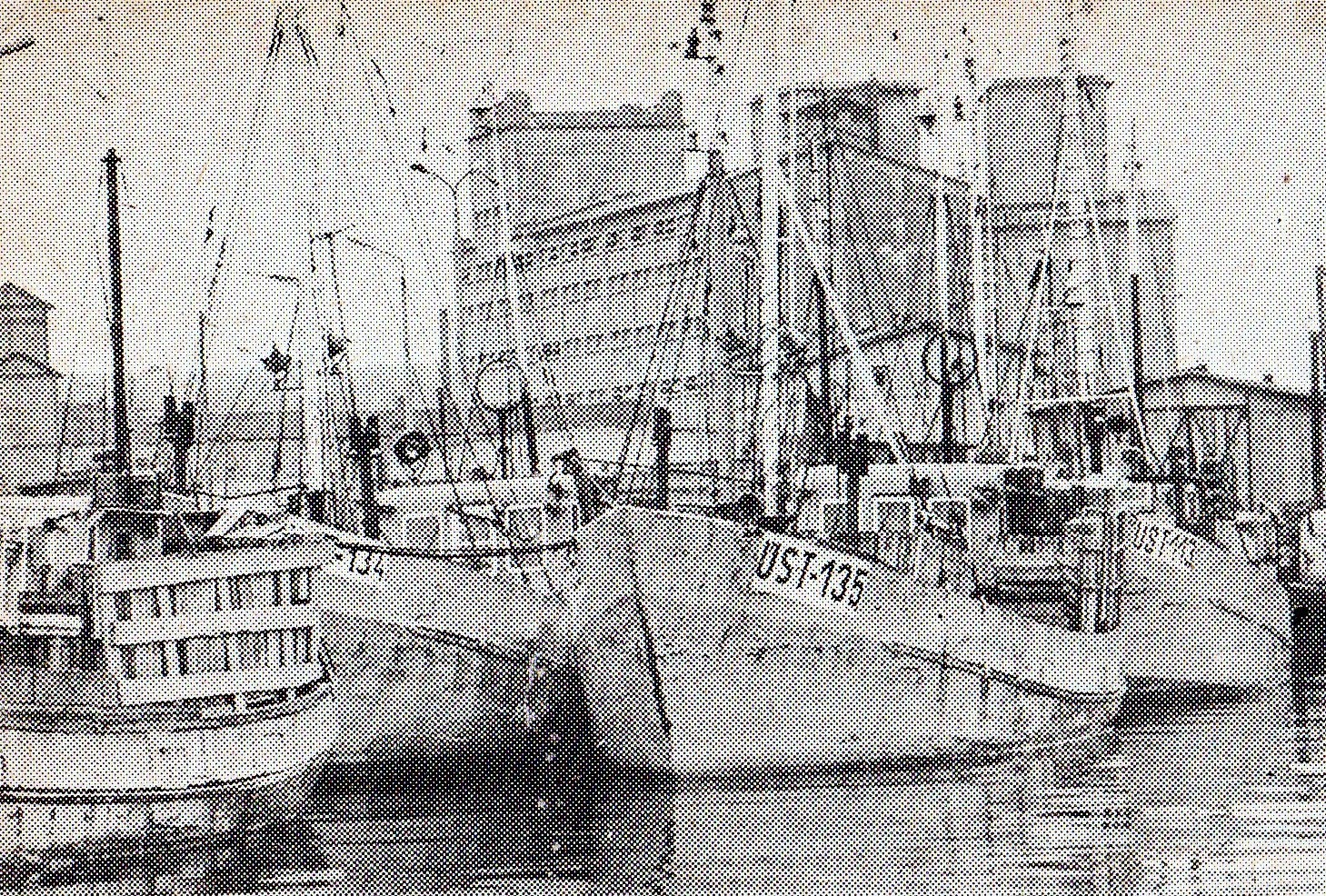
Porto de Ustka em 1979

Uma nova guerra instigada por Napoleão fez com que o Grande Exército ocupasse a Pomerânia Ocidental em 1806/1807. O porto de Ustka foi bloqueado.
Em 1888, uma nova igreja foi consagrada. Um prédio de tijolos em uma fundação de pedras de granito. A construção de ferrovias de bitola estreita e larga (início do século XX) acelerou o desenvolvimento econômico do porto, bem como de toda a região. A população de Ustka em 1818 era de 477 habitantes e, em 1941, de 5051.
O primeiro e não desprezível investimento em infraestrutura de lazer foi realizado pelo município em 1911. Os edifícios em ambos os lados do porto eram de madeira, assentados sobre estacas. O projeto foi baseado nos banhos de Sopot. Desde então, há um fluxo constante desses investimentos.
Em 1904, o farol em Ustka emitia uma luz branca intermitente. E, a partir de 1913, uma sirene de neblina também funcionou no quebra-mar leste.
Em 8 de janeiro de 1914, ocorreu um desastre marítimo na praia ocidental da área de Ustka — o pequeno e velho navio a vapor “Stolp” foi arrastado para a praia durante uma tempestade.
A partir de setembro de 1939 e de junho de 1941, houve restrições ao tráfego de navios civis por algum tempo. Durante a guerra, foram feitos planos para expandir o porto. O trabalho foi rapidamente abandonado e a única testemunha silenciosa desses eventos é um pedaço do píer inacabado (o chamado terceiro píer). De 1942 em diante, houve pouca expansão do estaleiro. Em meados de 1944, havia cerca de 230 prisioneiros em Ustka. A partir de setembro de 1944, os alemães “armazenaram” em Ustka o grande navio de guerra de defesa costeira dinamarquês “Niels Juel”, que os serviu como unidade auxiliar. Em 1944, iniciou-se um período de coleta de inúmeros refugiados em Ustka (especialmente devido ao porto, que oferecia uma oportunidade de fuga do Fronte). O inverno foi particularmente rigoroso e houve escassez de acomodações e alimentos.
Em 9 de março de 1945, a cidade foi ocupada por unidades blindadas do 3.º Corpo de Guardas Blindados da Segunda Frente Bielorrussa (após a guerra, um monumento foi erguido na Praça da Liberdade para homenagear os soldados soviéticos). Um escritório de comando foi instalado na cidade, que formou uma administração auxiliar alemã com um prefeito alemão. Os colonos poloneses começaram a chegar. A primeira autoridade polonesa, o Conselho Municipal, começou a funcionar em 11 de maio de 1945, com Wacław Jaworski como o primeiro prefeito e Wacław Michalski como seu vice. A estação ferroviária foi reaberta na rota Słupsk — Ustka em 29 de junho de 1945, com a chegada de um trem que levava convidados a Ustka para o primeiro Festival do Mar após a guerra. A agência de correios, inaugurada em 3 de maio de 1945, inicialmente cobria Ustka e 20 comunidades vizinhas. A transferência oficial da autoridade administrativa para os poloneses ocorreu em 22 de julho de 1945 e o comando soviético do tempo de guerra foi abolido. Naquela época, 266 poloneses foram registrados em Ustka.
Na década de 1950, Ustka começou a se desenvolver como um destino de férias e lazer. Foram criados centros recreativos de instituições e locais de trabalho, inicialmente com base em vilas pré-guerra, mais tarde em instalações recém-construídas. No final da década de 1960, já havia quatro grandes centros de férias do Fundo de férias para funcionários (“Czarodziejka”, “Celwiskoza”, “Przystań” e “Włókniarz”), com um total de aproximadamente 700 vagas, e vários centros menores de empresas (principalmente complexos de chalés de campistas), concentrados na parte leste da vila. Havia 5 restaurantes, 2 bares de peixe, um bar de leite, uma cafeteria e 2 cinemas (“Delfin” e MDK) e 3 palcos.
Em dezembro de 2013, uma passarela giratória sobre o canal do porto foi colocada em funcionamento. A estrutura de aço pesando mais de 80 toneladas tem quase 58 metros de comprimento, com um pilar de 24 metros de altura e uma plataforma de 4 metros de largura. A passarela leva quatro minutos para girar e movida por um acionamento elétrico. A construção levou seis meses e custou 4,39 milhões de zł. Após um hiato de dois anos devido a uma pane, a passarela foi reaberta em maio de 2017 e, no verão de 2018, foi fechada entre 11h e 18h devido ao clima quente.

## A questão da ausência de direitos municipais

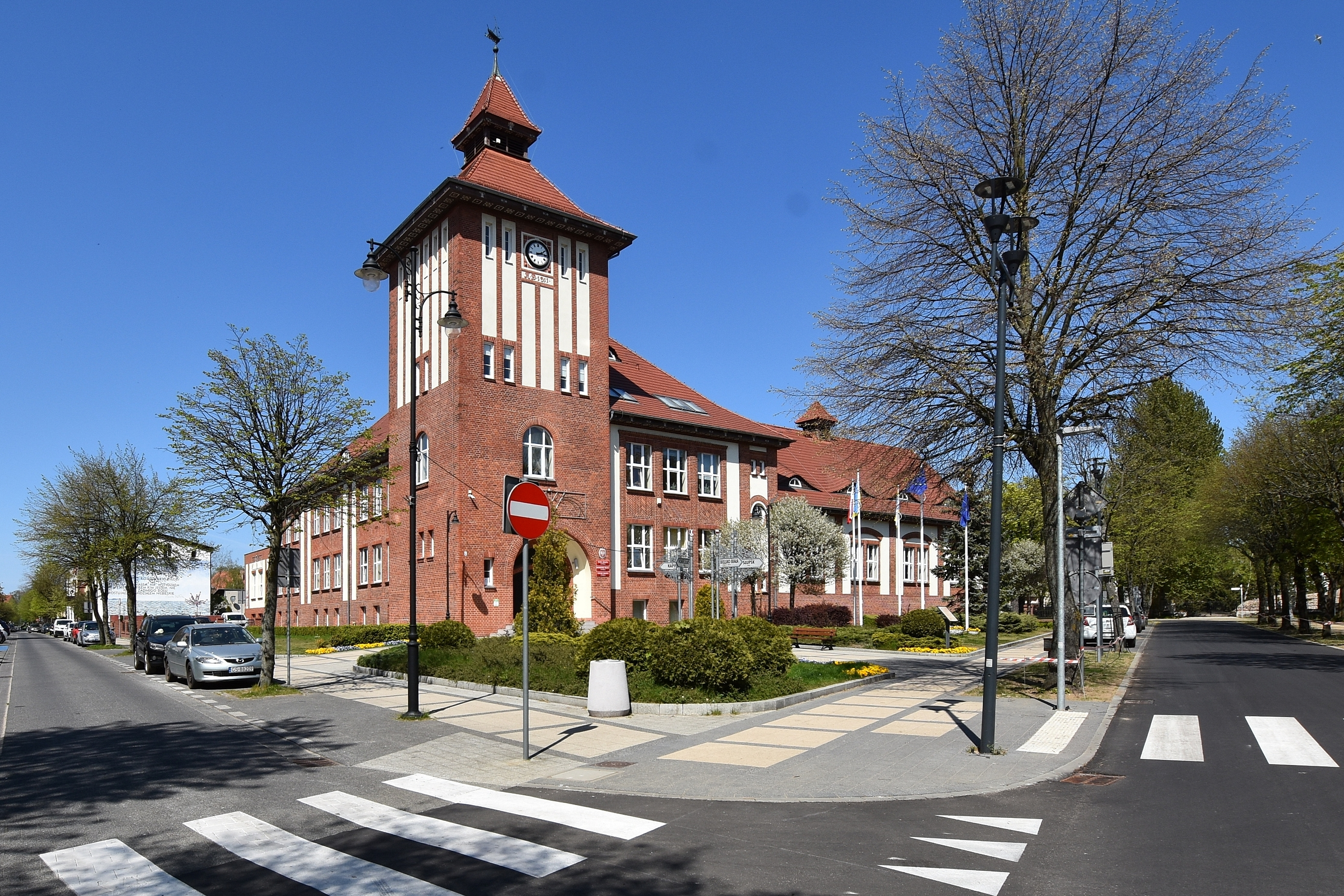
Prefeitura

Entre 5 e 13 de junho de 2007, foi realizada uma consulta em Ustka sobre a concessão da classificação de cidade. A razão para isso foi questionar o fato histórico de que os alemães concederam direitos de cidade a Ustka em 22 de março de 1935. Com o 70.º aniversário da concessão de direitos de cidade, o jornalista e historiador de Ustka, Marcin Barnowski, descobriu que nunca foram concedidos direitos de cidade a Ustka e que sua atual situação de cidade é resultado de usurpação. Não foi possível encontrar nenhum documento que confirmasse a concessão de direitos municipais a Ustka, e a data de 22 de março de 1935 é meramente a data de uma portaria da Lei sobre o sistema de comunas, em virtude da qual todo chefe de comuna tornou-se obrigatoriamente um prefeito. Isso significa que apenas o título de governo autônomo mudou, e a portaria em si não prejudicou a decisão de conceder direitos municipais. Além disso, a lista de cidades da Pomerânia Central com menos de 10 mil habitantes, publicada em 1938, não incluía Ustka. Ustka não aparece como cidade em nenhuma lista de municípios do período entre guerras (por exemplo, no Amtliches Gemeindeverzeichnis für das Deutsche Reich de 1939) e, como cidade, aparece pela primeira vez nas fontes polonesas do Escritório Central de Estatística do pós-guerra. O evento se tornou uma sensação histórica. Houve propostas para solicitar ao primeiro-ministro que concedesse direitos de cidade a Ustka. Entretanto, segundo o Ministério de Assuntos Internos e Administração, não há essa necessidade, pois Ustka está listada como uma cidade em muitos atos legais emitidos após 1975. Por fim, após uma análise da legislação, foi confirmado que Ustka tem direitos municipais desde, pelo menos, 1 de julho de 1976. A adoção de uma interpretação diferente levaria à conclusão de que dois municípios com situação legal idêntico ao de uma comuna rural (e, portanto, uma comuna rural e uma comuna pseudo-urbana) estariam funcionando simultaneamente, o que é inaceitável. Com base nestas conclusões, o Ministério do Interior e da Administração declarou que as autoridades de Ustka não têm de solicitar a concessão de direitos de cidade.
Uma situação jurídica análoga em relação à falta de um ato formal de concessão de direitos municipais ocorreu em Pruszcz Gdański.

## Termas de Ustka
Os primeiros balneários pequenos foram instalados em Ustka na virada do século XX. O tratamento consistia em banhos frios e quentes na água do mar e caminhadas nas florestas de pinheiros. Eram tratados convalescentes que estavam se recuperando da gripe, bem como pacientes com doenças pulmonares, asmáticos e reumáticos. A temporada de cura durava de 15 de junho a 15 de setembro. Em 1905, havia dois médicos do balneário. Em 1911, uma nova instalação de tratamento natural foi inaugurada no local dos antigos banhos. A frequência antes da Primeira Guerra Mundial era de cerca de 3 500 a 3 600 pessoas por temporada e aumentou pouco entre as guerras.
Os primeiros anos do pós-guerra trouxeram estagnação nas atividades do balneário. Foi somente em 1974, após a abertura do Centro de Medicina Natural (convertido em banhos municipais), que foram organizadas as primeiras estadias para pacientes. Em 1 de julho de 1978, foi criada a empresa estatal Uzdrowisko Ustka. Foi iniciada a organização de sanatórios com base em estâncias de saúde. Foi assim que os sanatórios Azoty, Pomorze, Radość, Perła e Promyk foram organizados. Em um único turno, 590 pacientes foram tratados. Em 1988, Ustka recebeu a classificação de estância de saúde. Uma grande contribuição para o desenvolvimento da oferta terapêutica de Ustka como uma estância de saúde foi feita por Henryk Klimczuk, seu médico-chefe de 1981 a 2010.
Em 2010, o balneário foi privatizado. Ele foi adquirido pela família de Lubicz Szeliski por meio da empresa Hotel Lubicz em Ustka. Desde então, as atividades do balneário foram ampliadas significativamente. Atualmente, não são oferecidos apenas serviços terapêuticos e de hotelaria, mas também regeneração biológica profissional.
A estância termal oferece tratamento para o seguinte: doenças ortopédicas e traumáticas, doenças do sistema nervoso, doenças reumatológicas, doenças cardiovasculares e hipertensão, doenças do trato respiratório superior.
A estância tem seis instalações de tratamento termal, incluindo quatro sanatórios, três instalações de tratamento natural e uma clínica de estética.
Ustka é caracterizada por um clima com propriedades terapêuticas, além de matérias-primas terapêuticas naturais:
- Água mineral com teor 3,43% de cloreto de sódio, iodo, salmoura hipotérmica do depósito “Ustka IGH-1”,
- Depósitos de turfa terapêutica — lama denominada “Ustka-1”, classificada como minerais básicos.[40]

Instalações de termas em Ustka
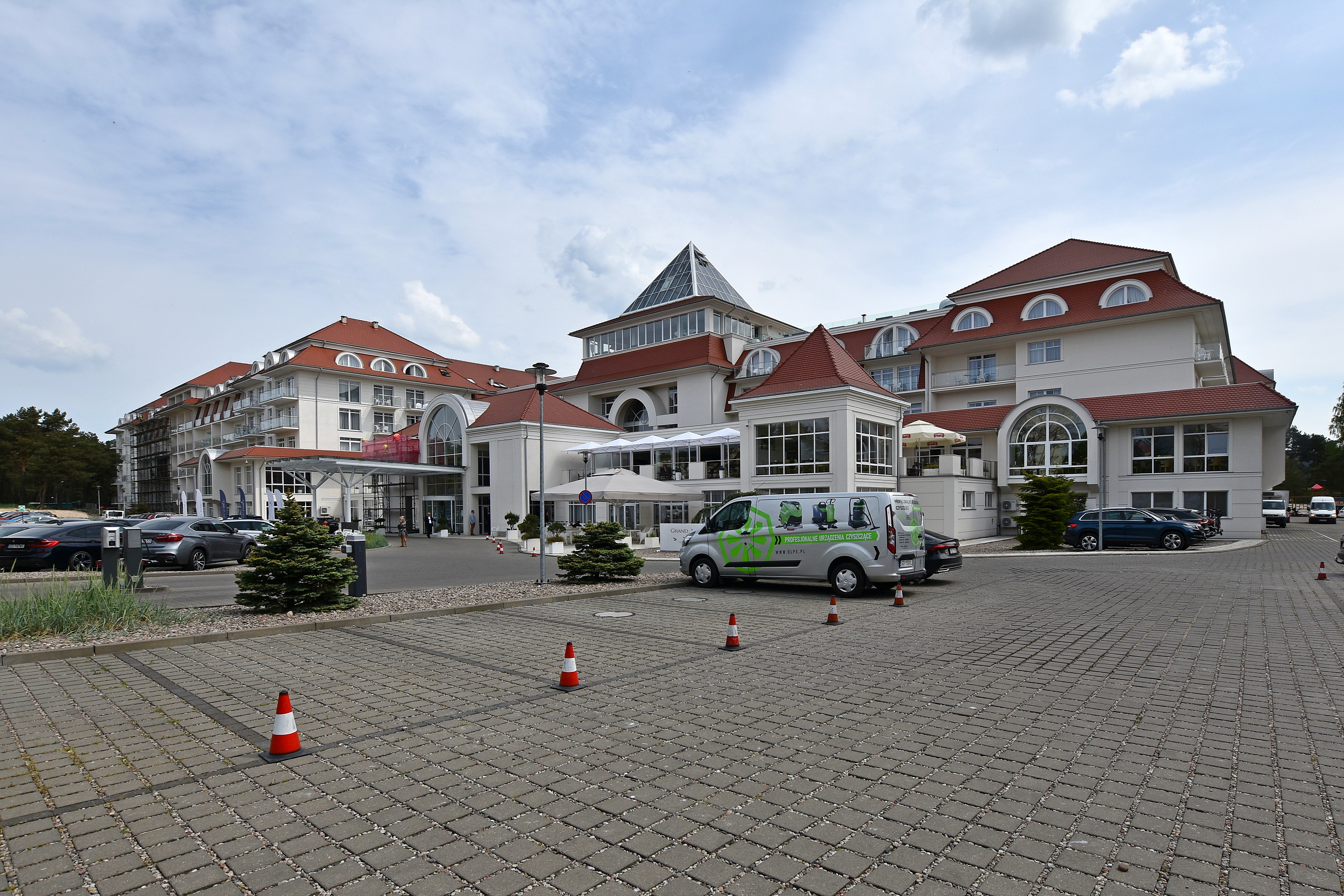
Hotel Grand Lubicz
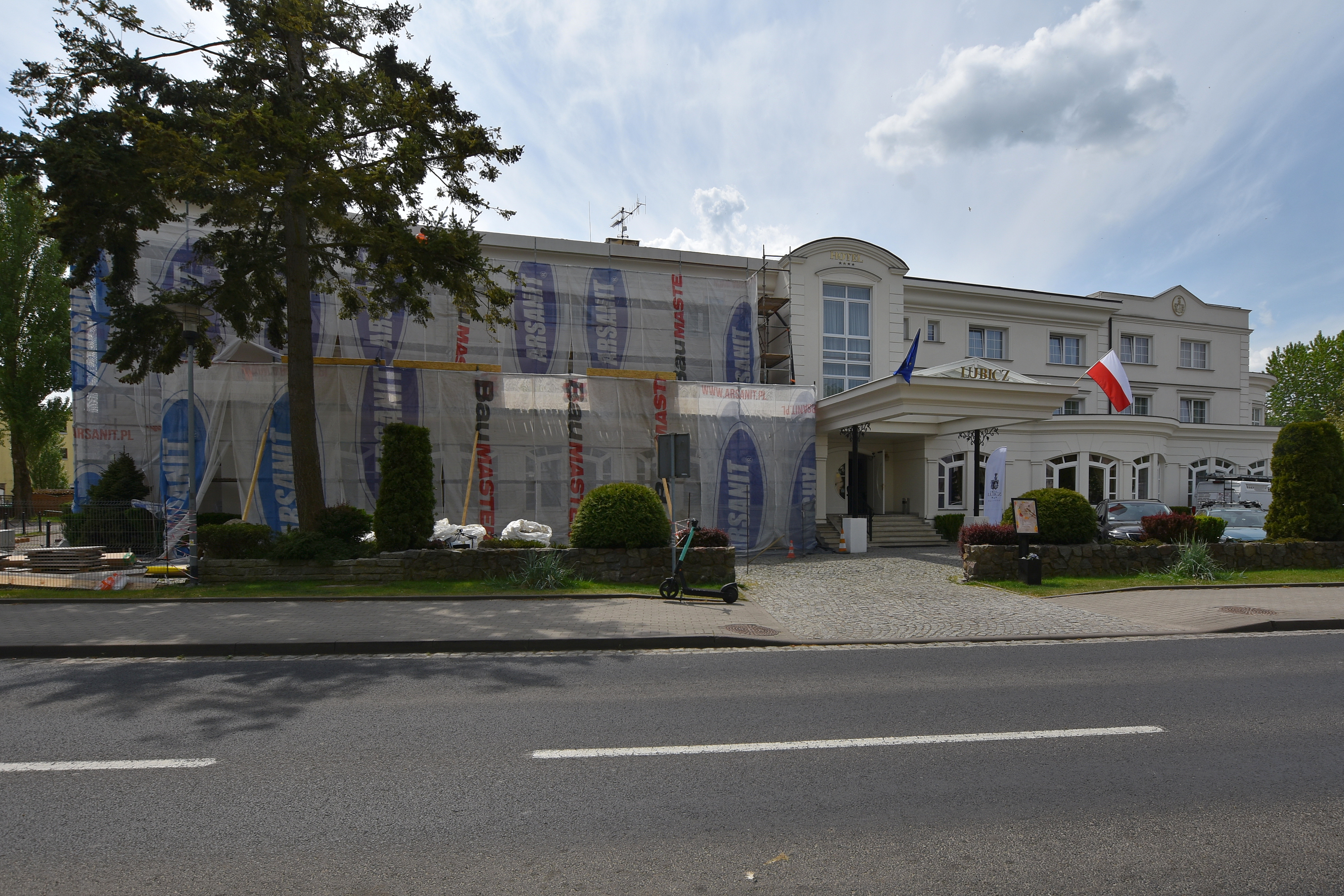
Hotel Lubicz
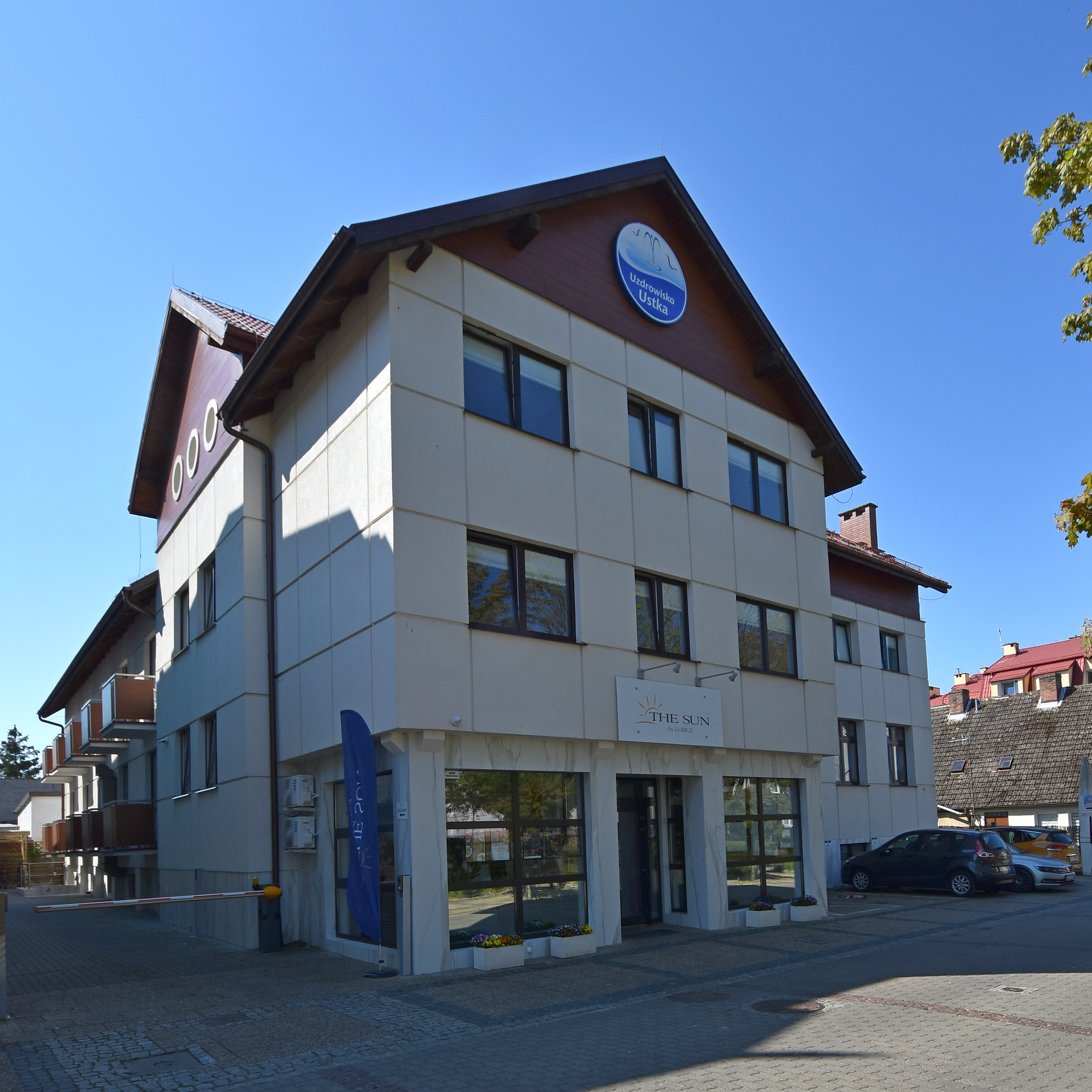
Hotel The Sun
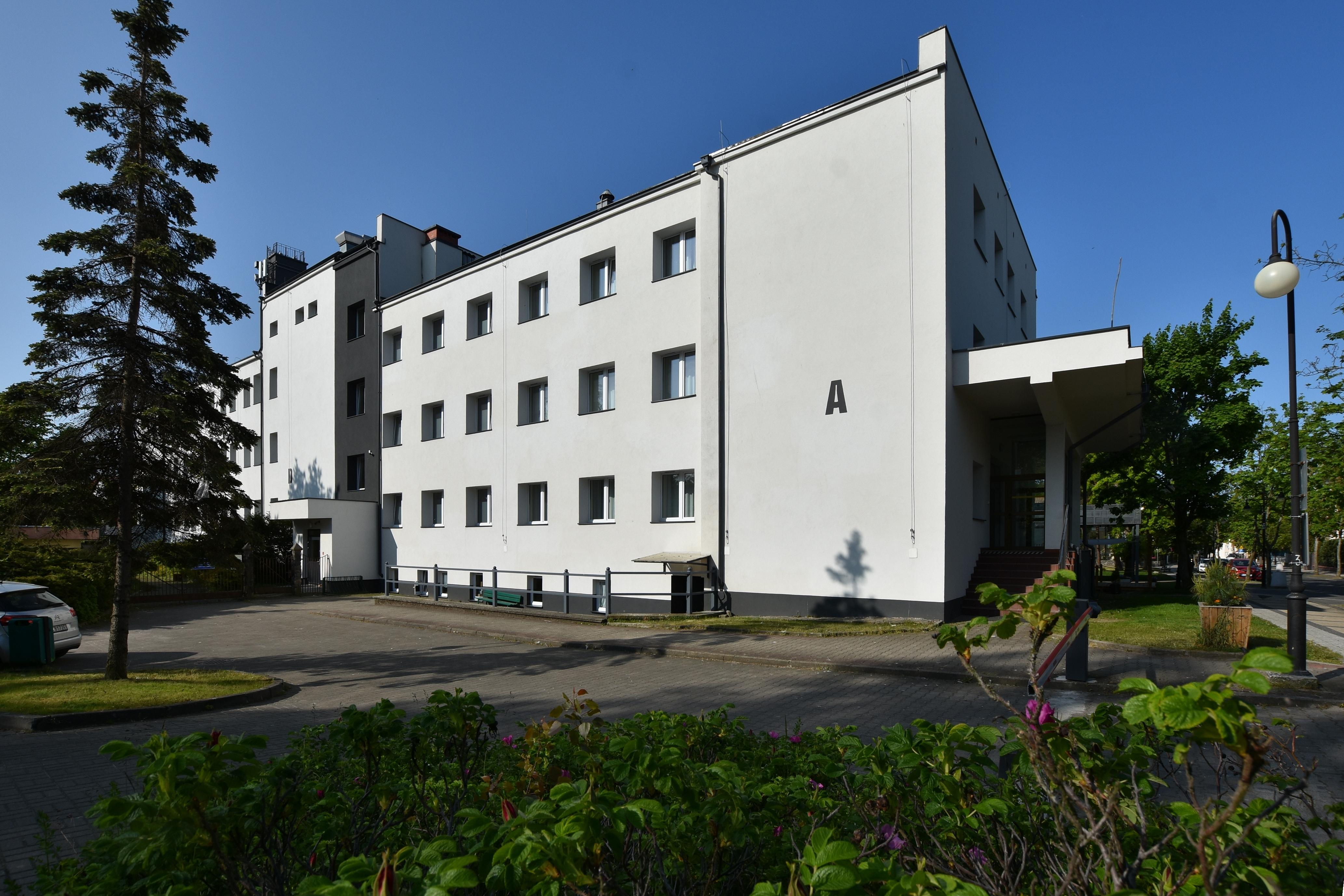
Sanatório de Termas e Reabilitação
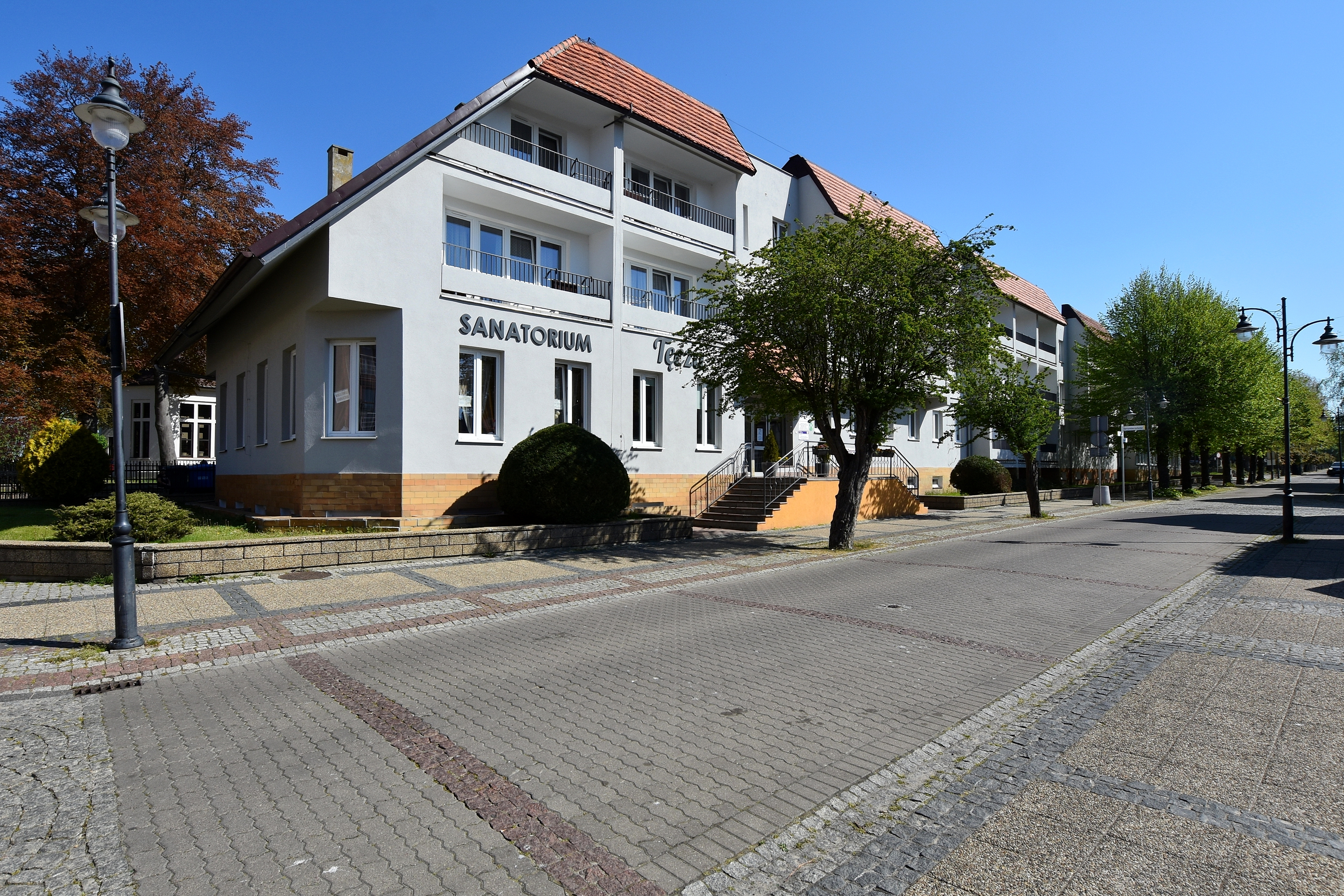
Sanatório Arco-íris
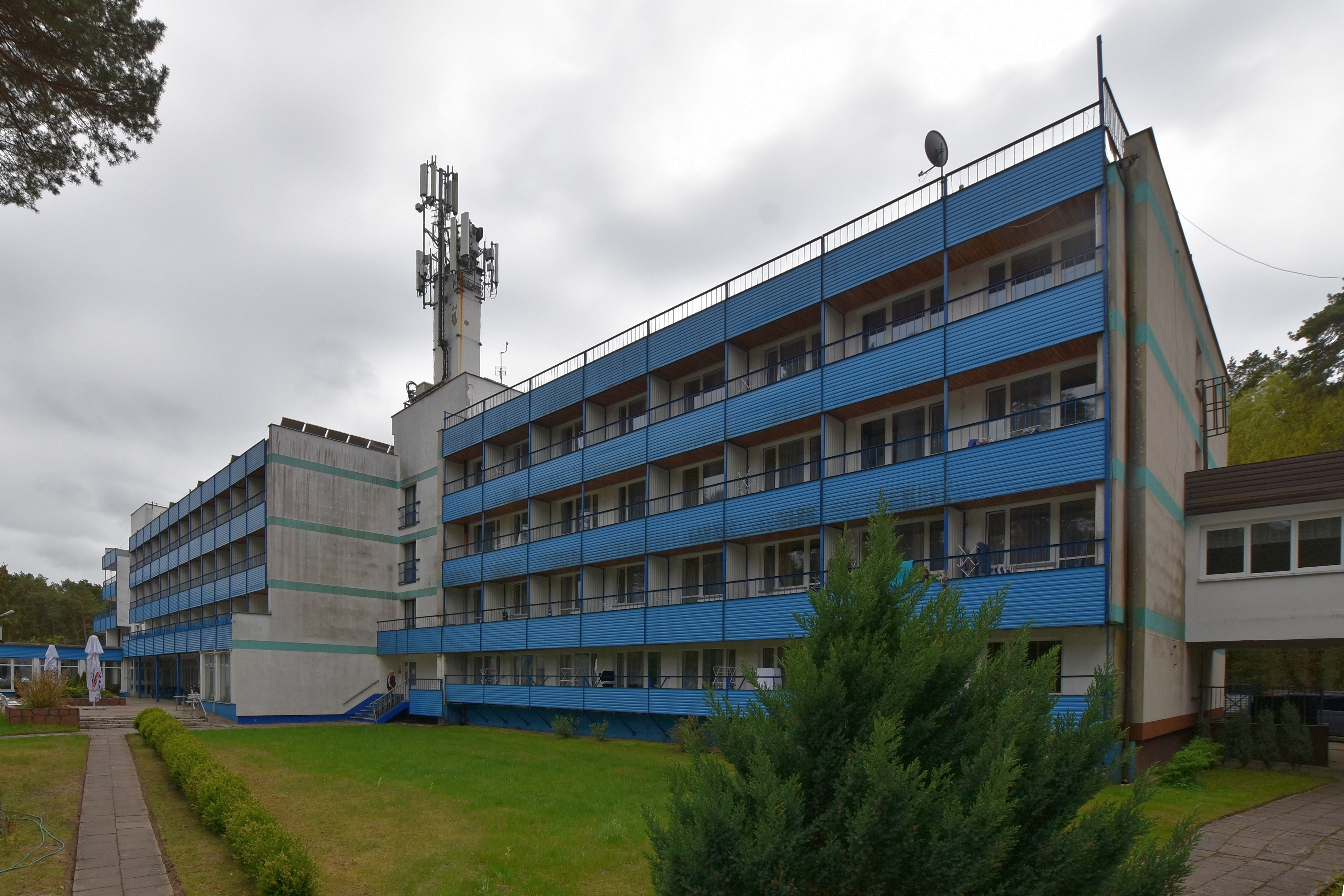
Casa de Férias e Sanatório Pérola
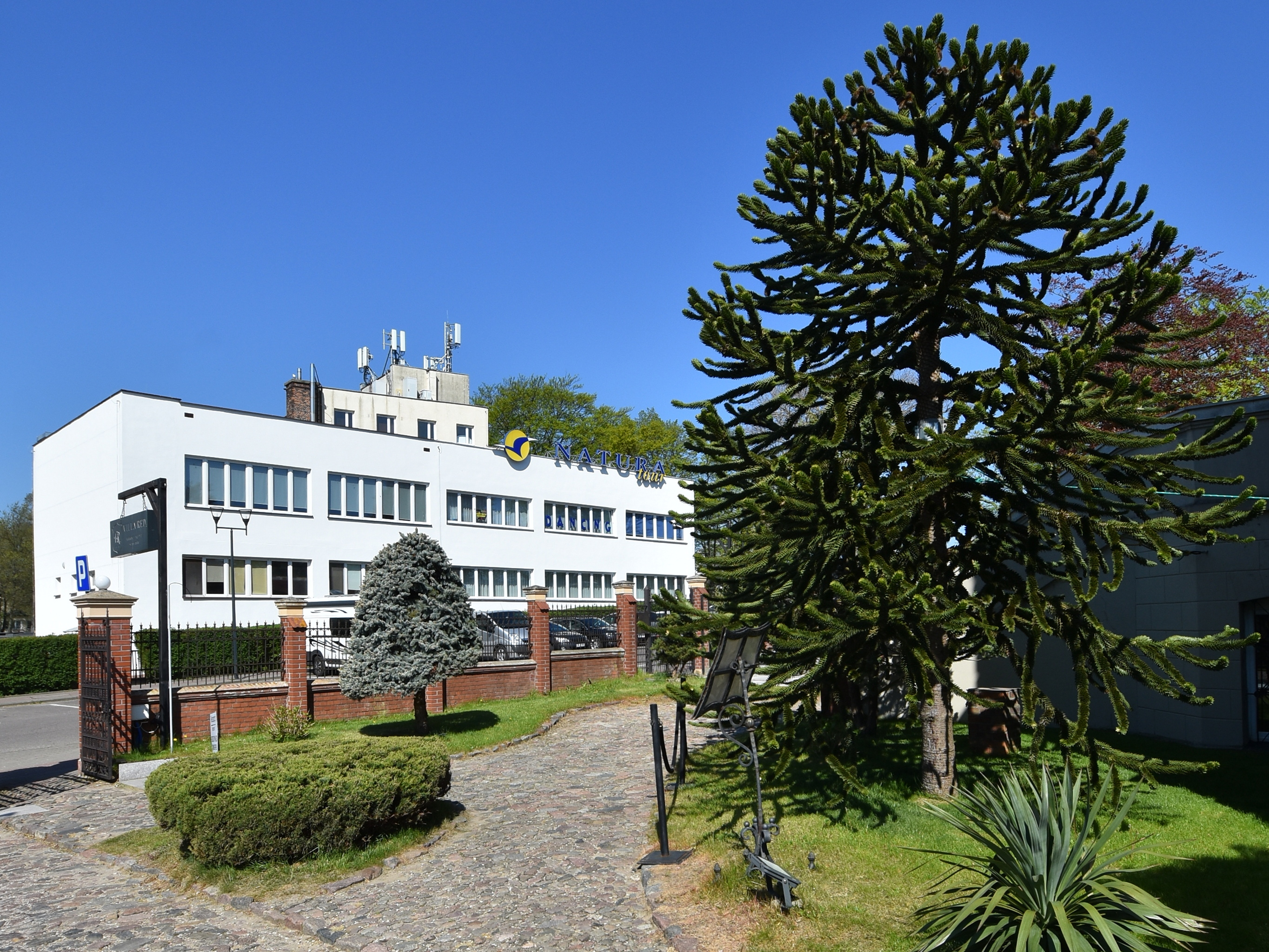
Centro Recreativo “Radość”
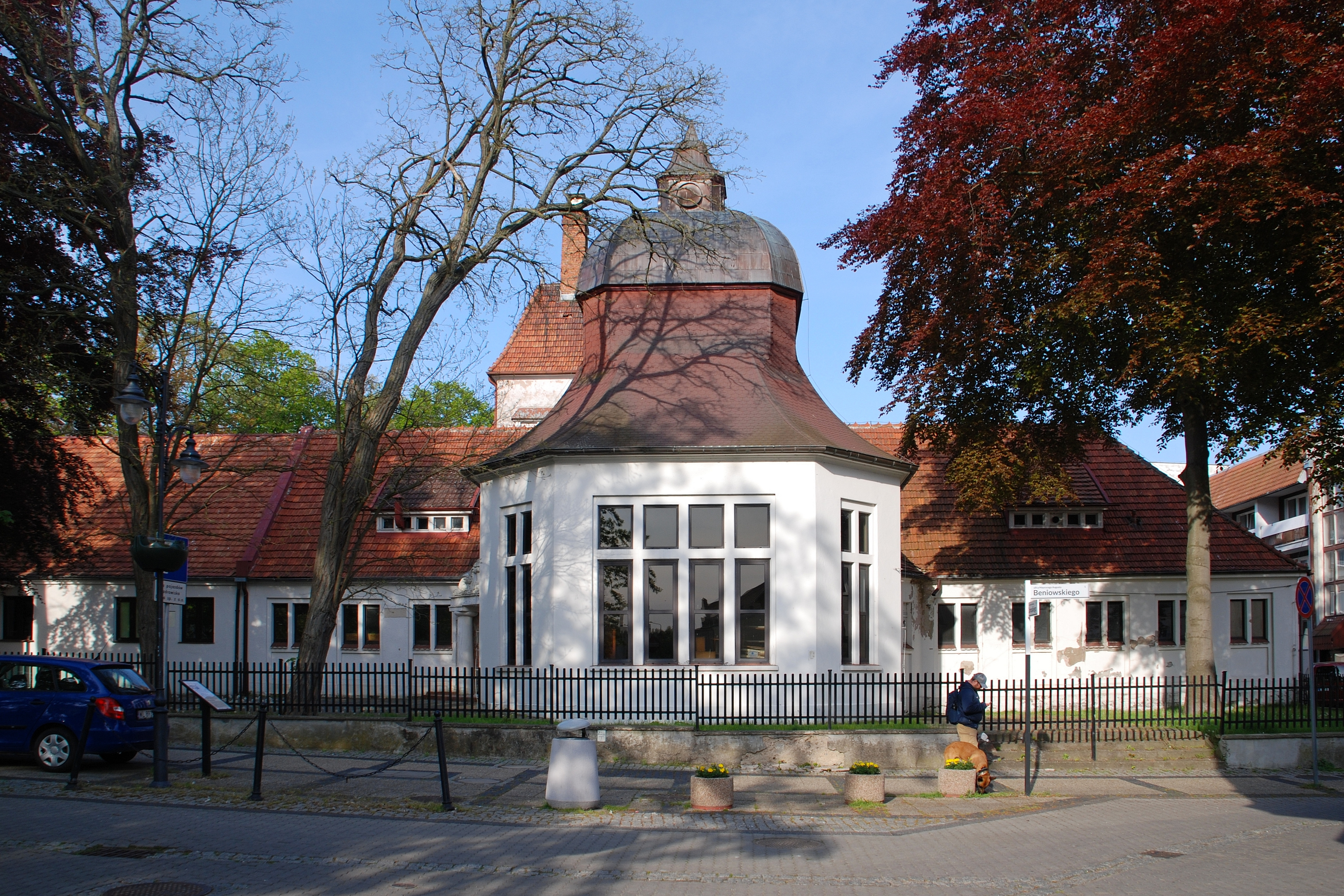
Instalação de tratamento natural, 1911 (fechada)

## Banhos de mar
Dois locais para banho de mar no verão foram designados na cidade:
- Ustka Leste – cobrindo uma extensão de 500 m da costa, contados em uma direção leste a partir de aproximadamente 250 m do quebra-mar leste,
- Ustka Oeste – cobrindo uma extensão de 200 m de litoral, contados na direção oeste, a partir de aproximadamente 110 m do quebra-mar oeste.

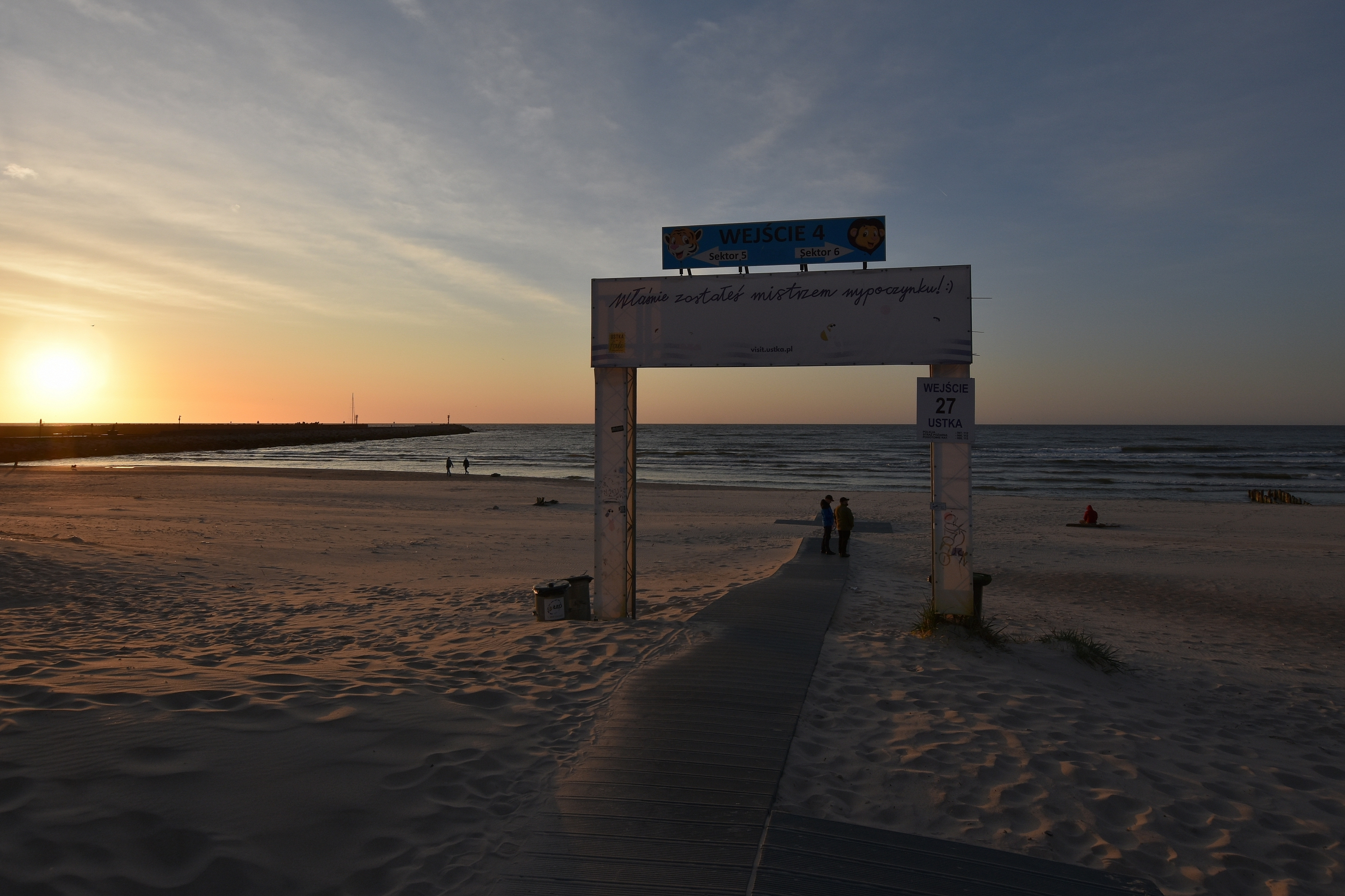
Entrada principal da praia leste
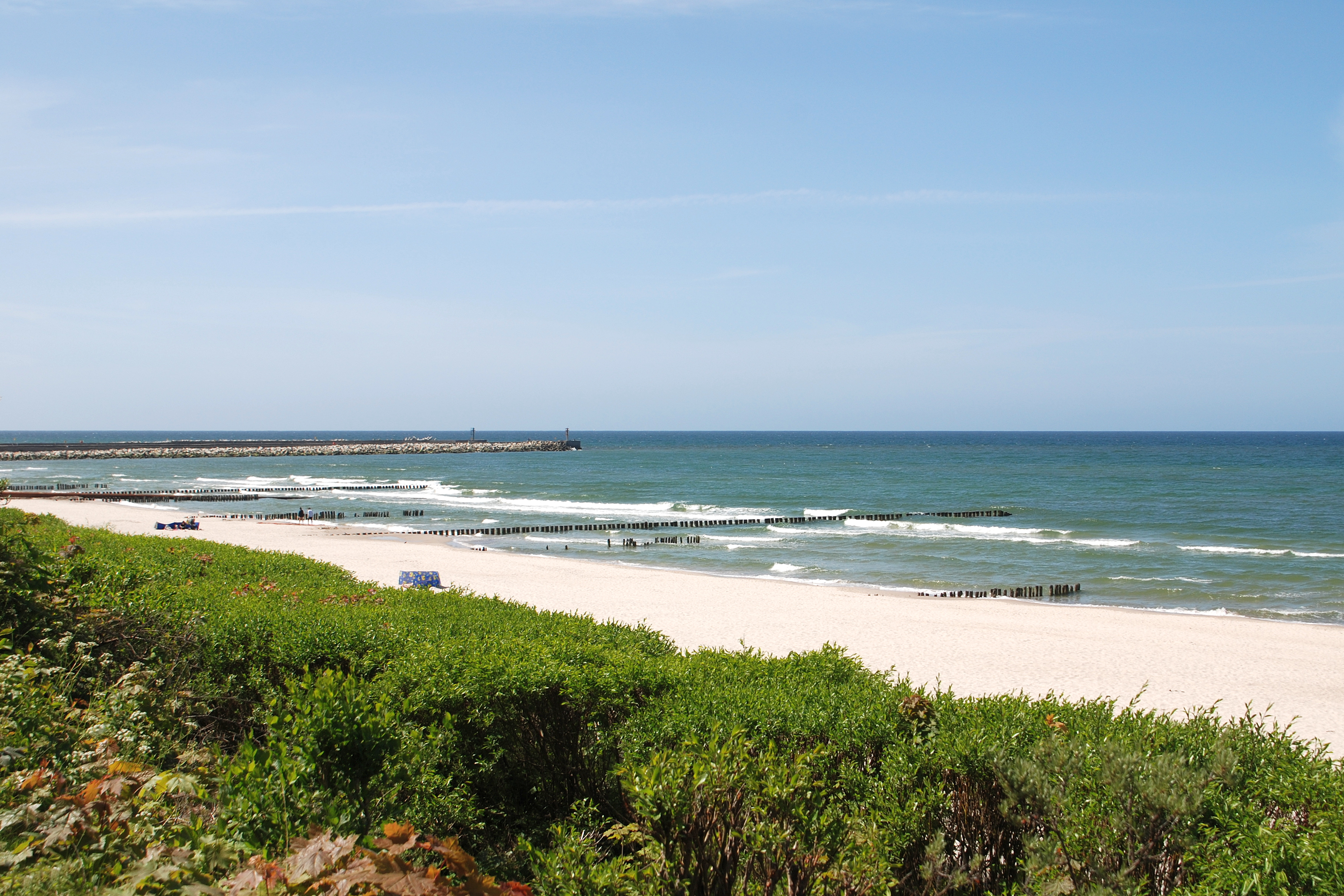
Praia leste
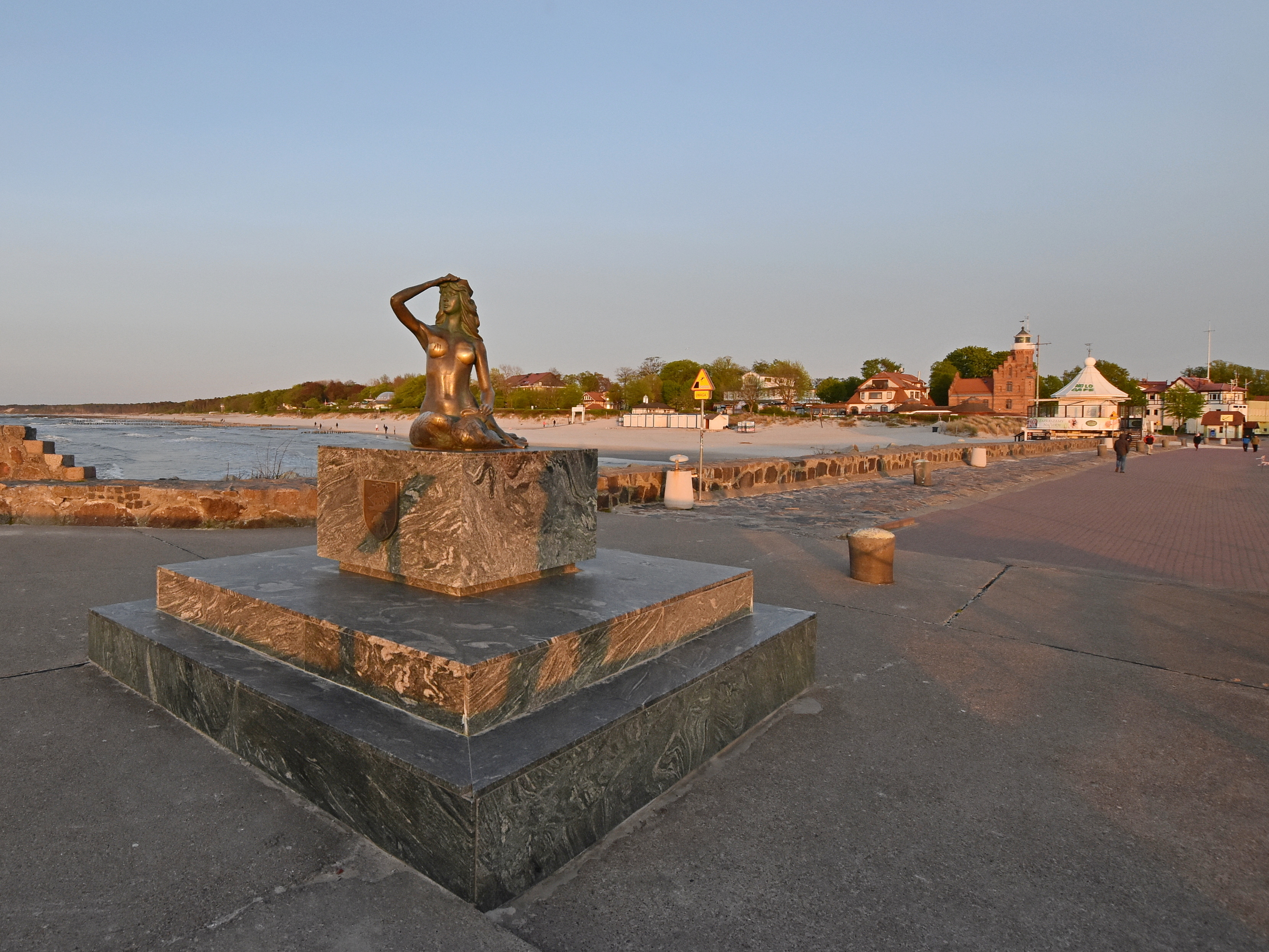
Vista do quebra-mar leste em direção ao porto e à praia leste

Em 2012, as águas balneares de Ustka Leste e Ustka Oeste atenderam aos requisitos obrigatórios de qualidade das águas balneares da União Europeia. Os locais de banho da cidade são protegidos por salva-vidas do Serviço Voluntário de Emergência na Água de Słupsk durante o verão (julho e agosto).

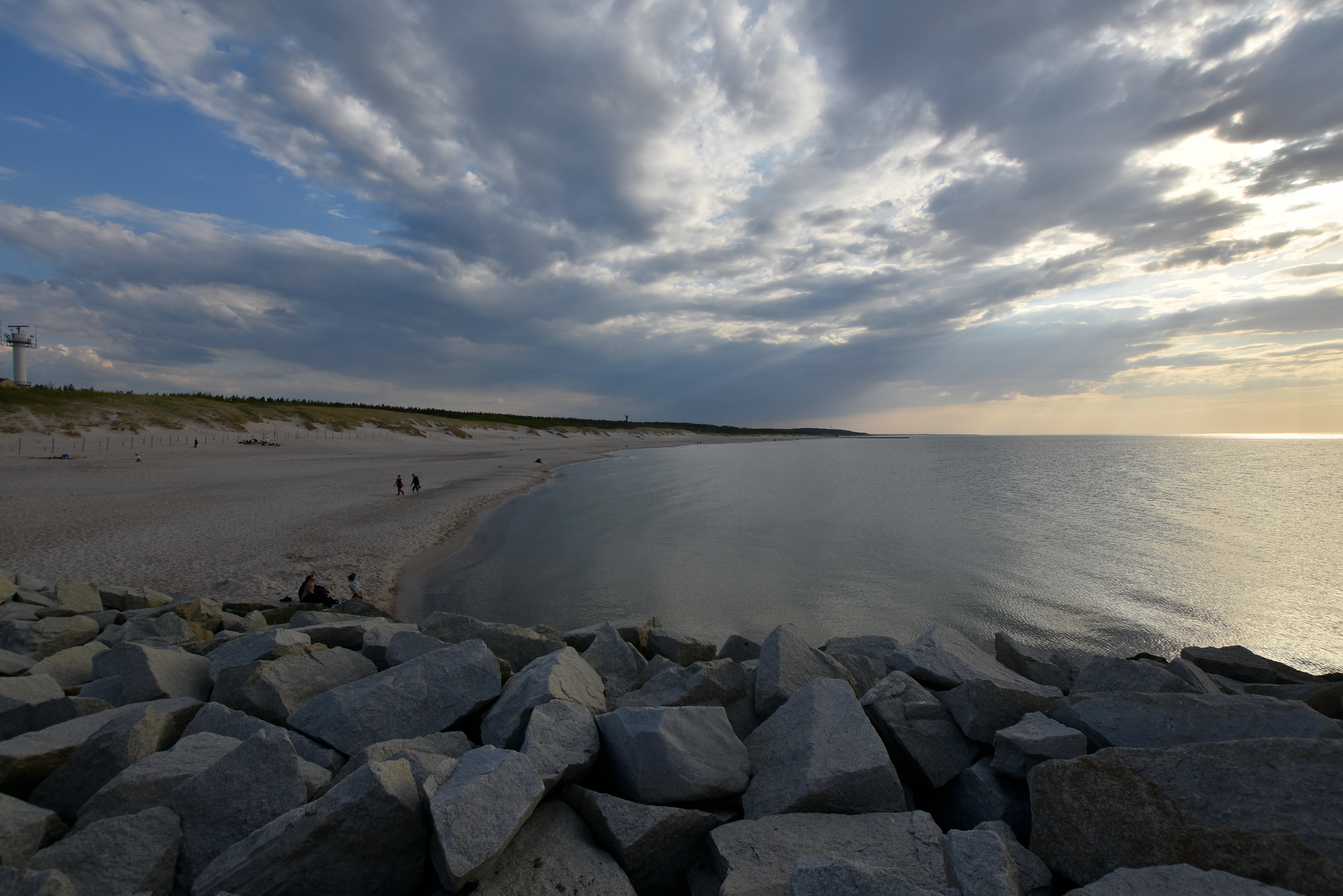
Praia oeste
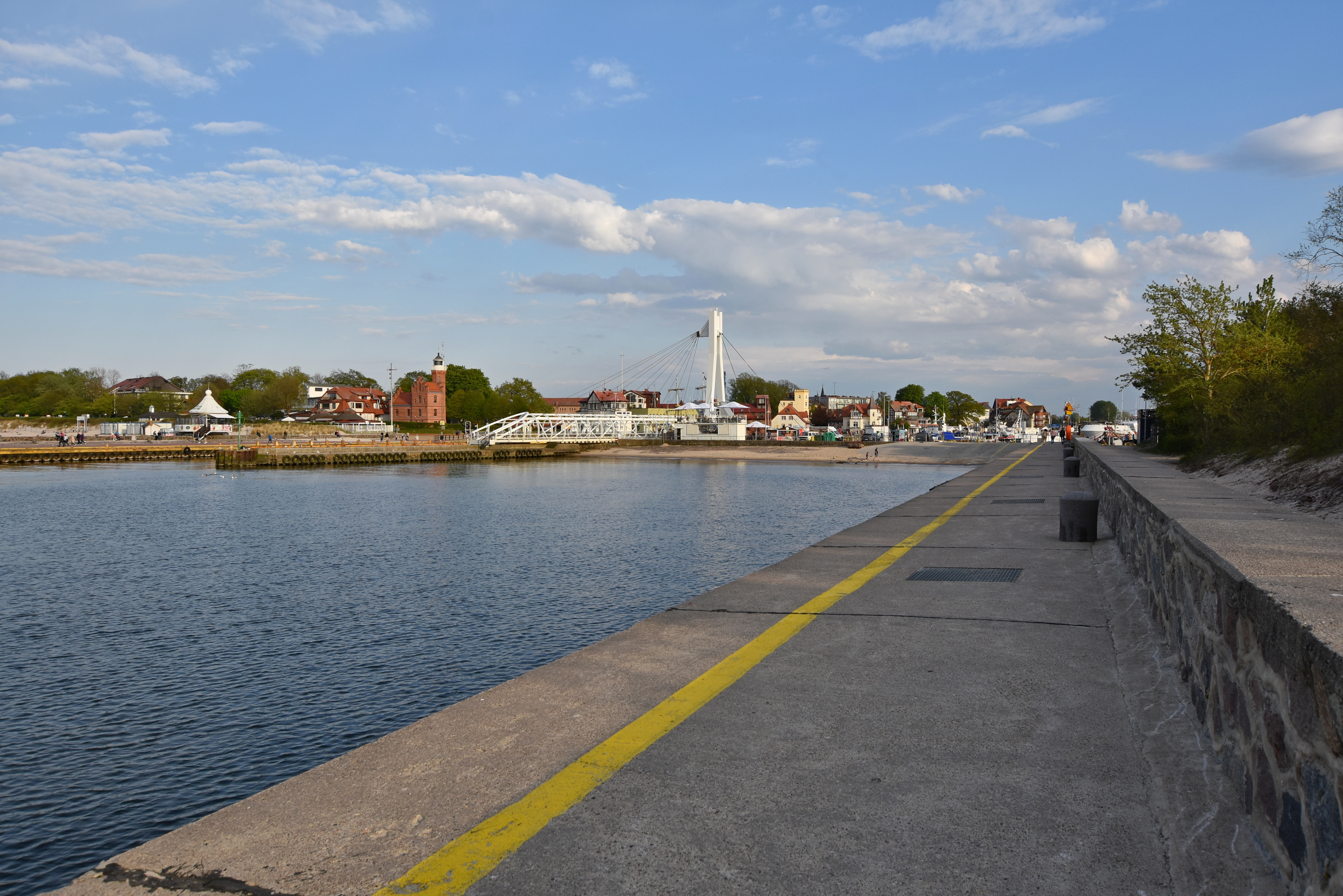
Vista do quebra-mar oeste
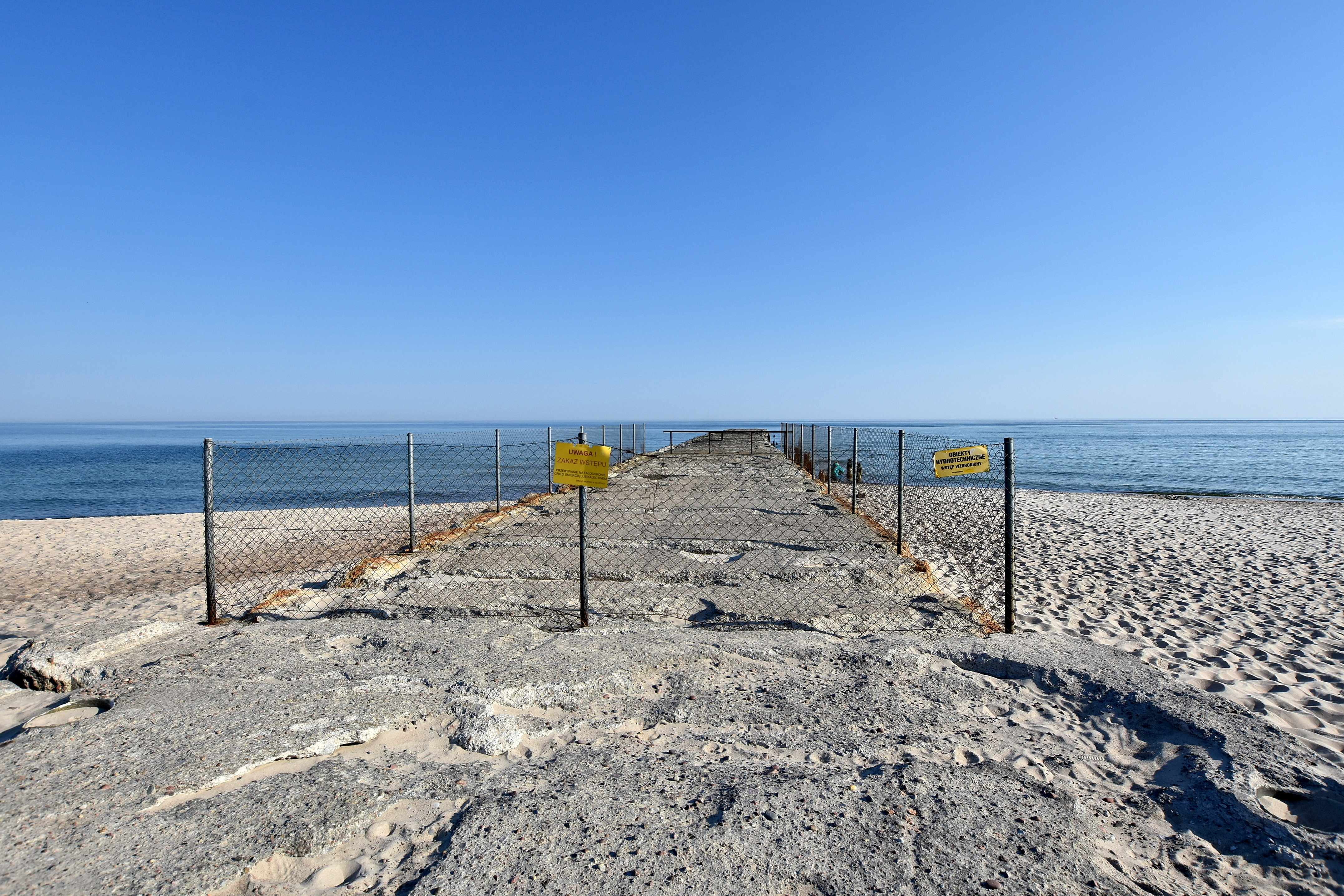
Praia oeste, terceiro píer fechado

Em 2013, a temporada de banho foi definida de 15 de junho a 15 de setembro.

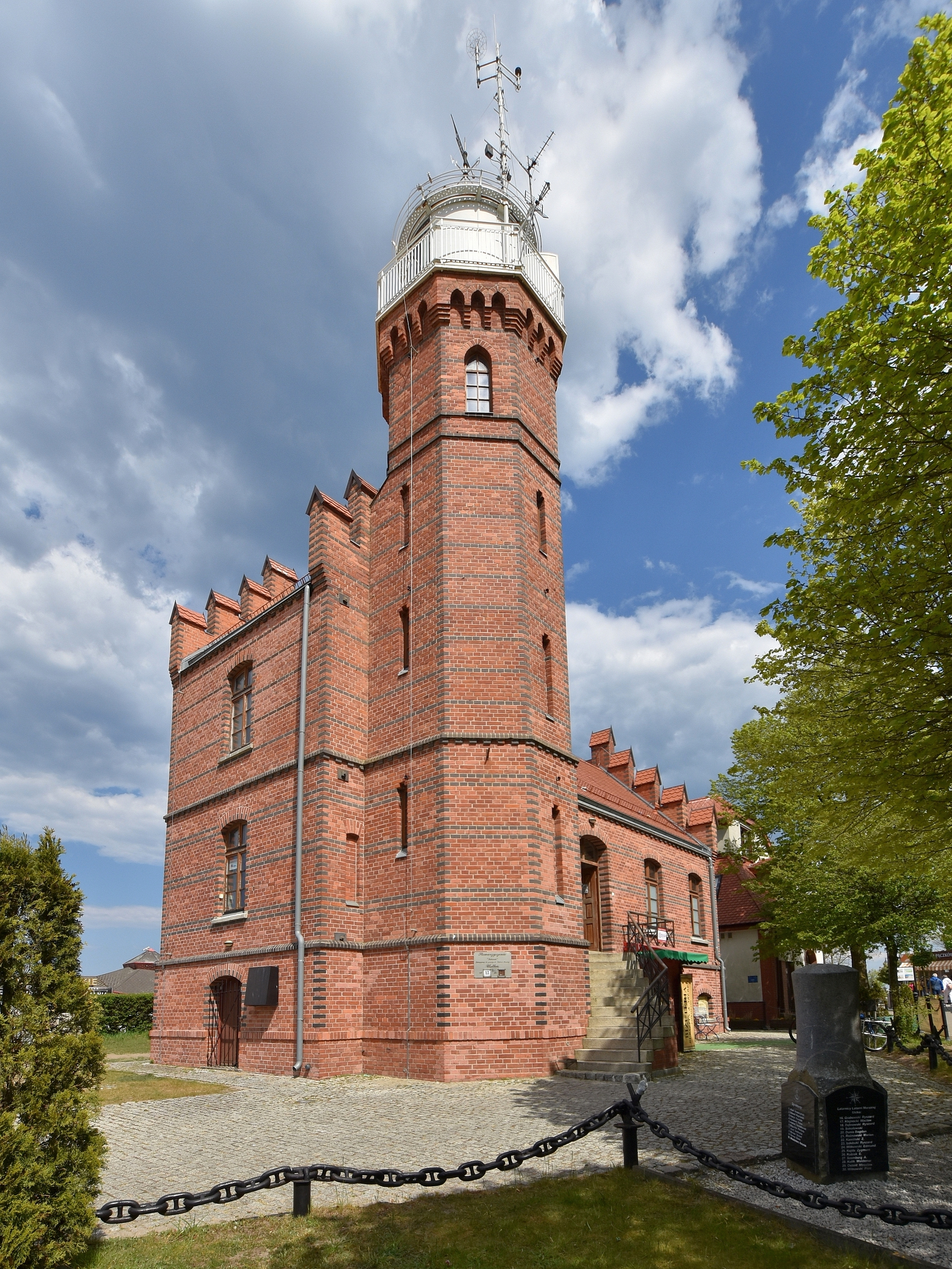
Farol

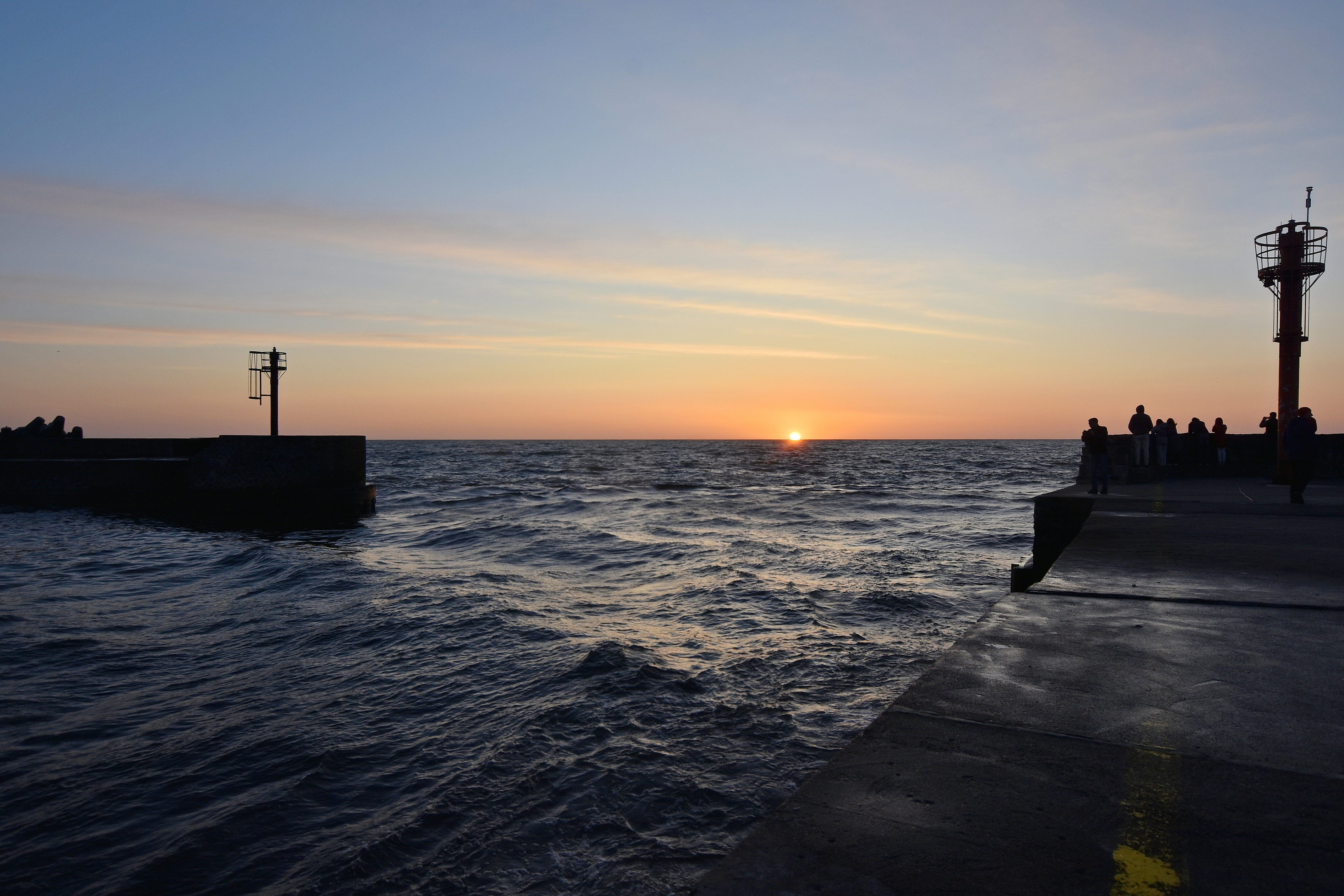
Entrada do porto

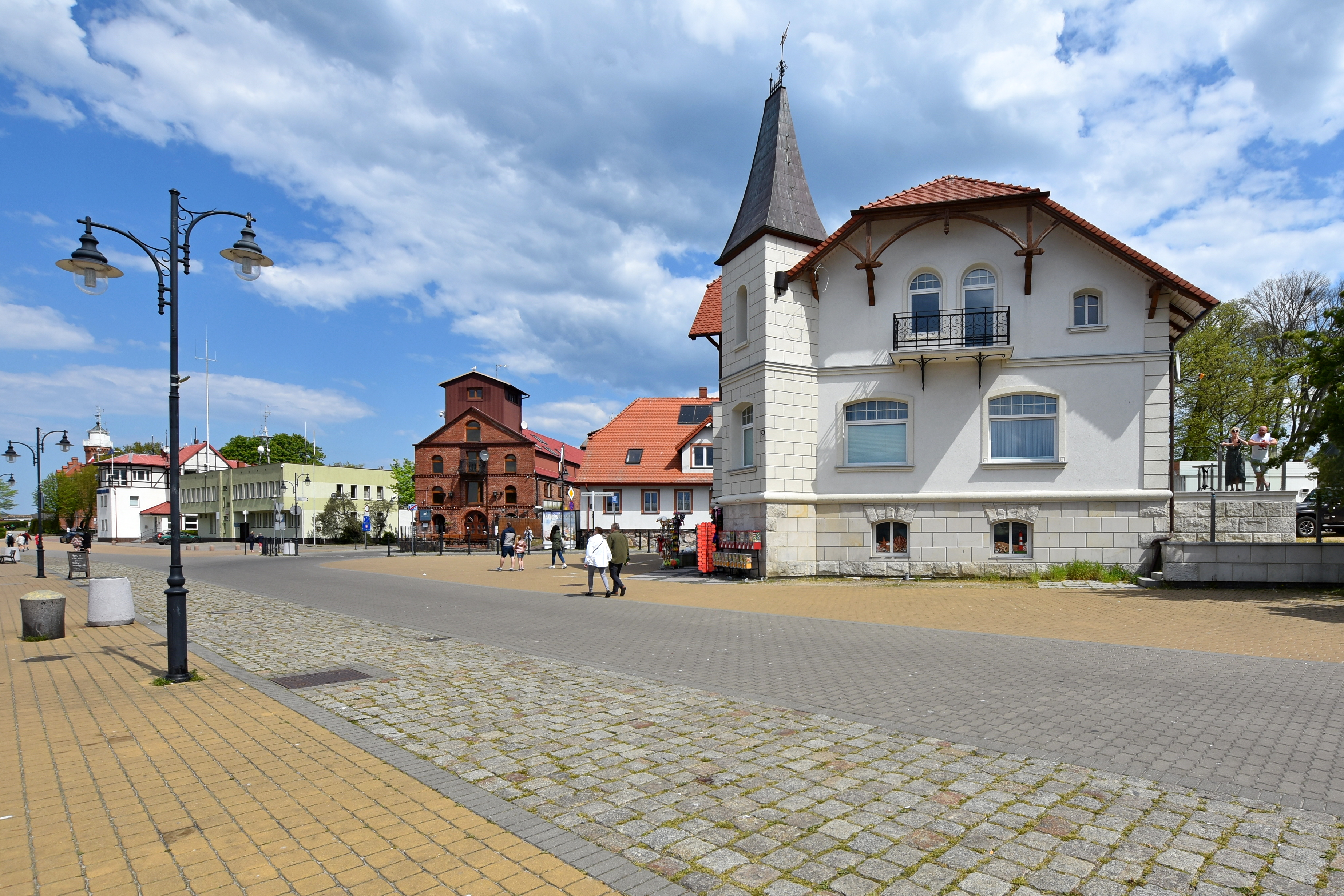
Porto, desenvolvimento do leste

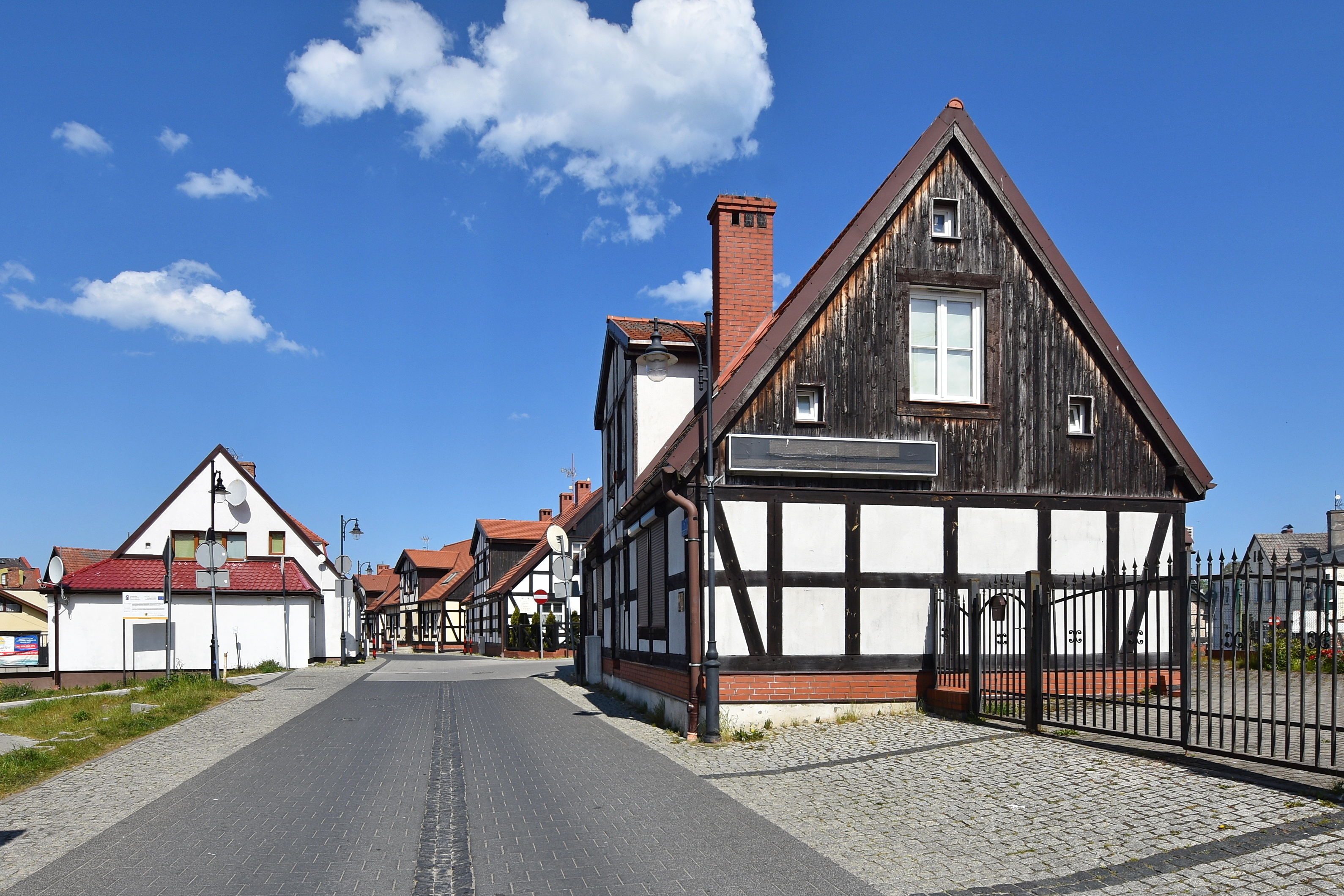
Antiga colônia de pescadores (século XIX/XX)

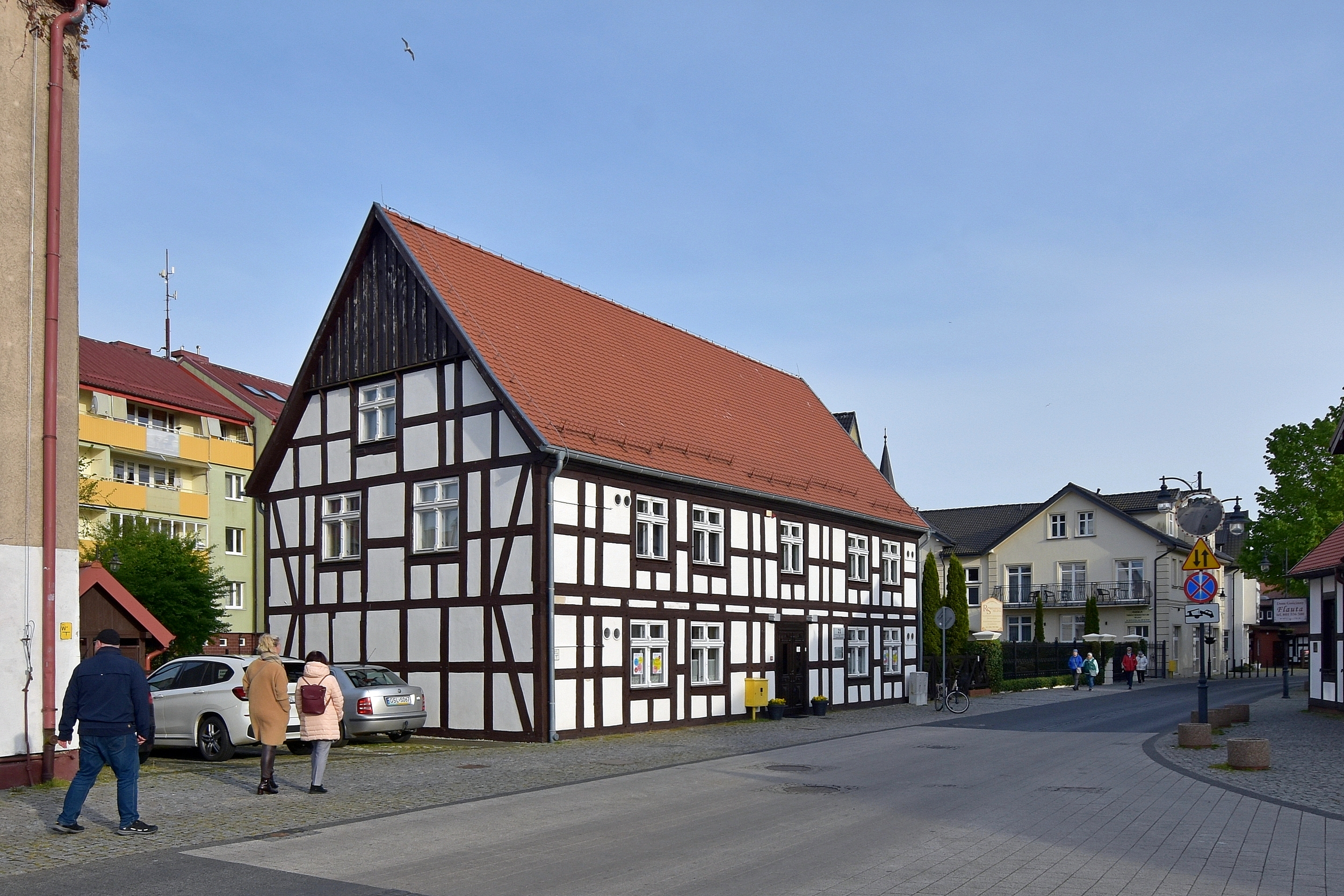
Antiga colônia de pescadores, casa do capitão Haase, 1804

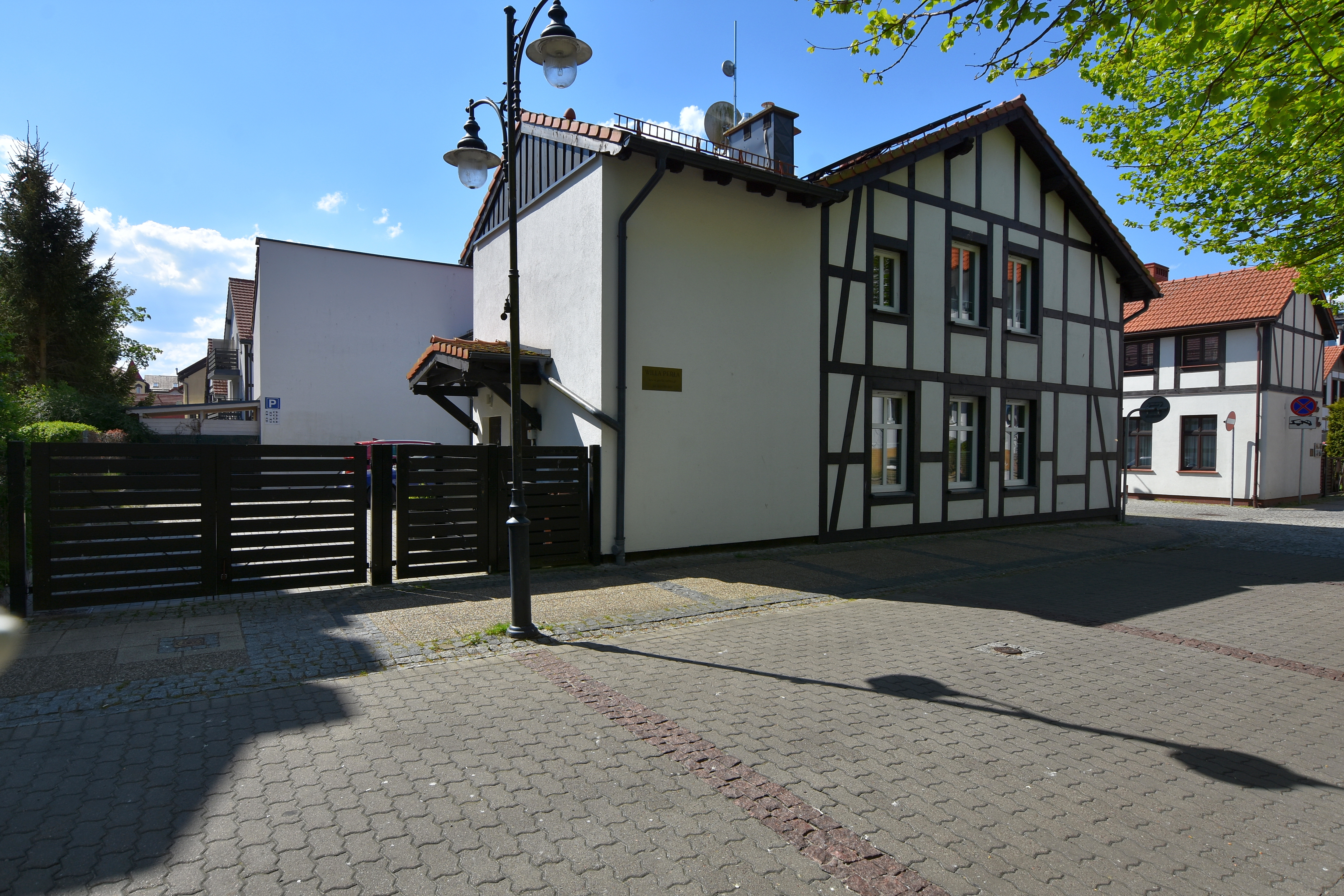
Mansão “Pérola”, 2019

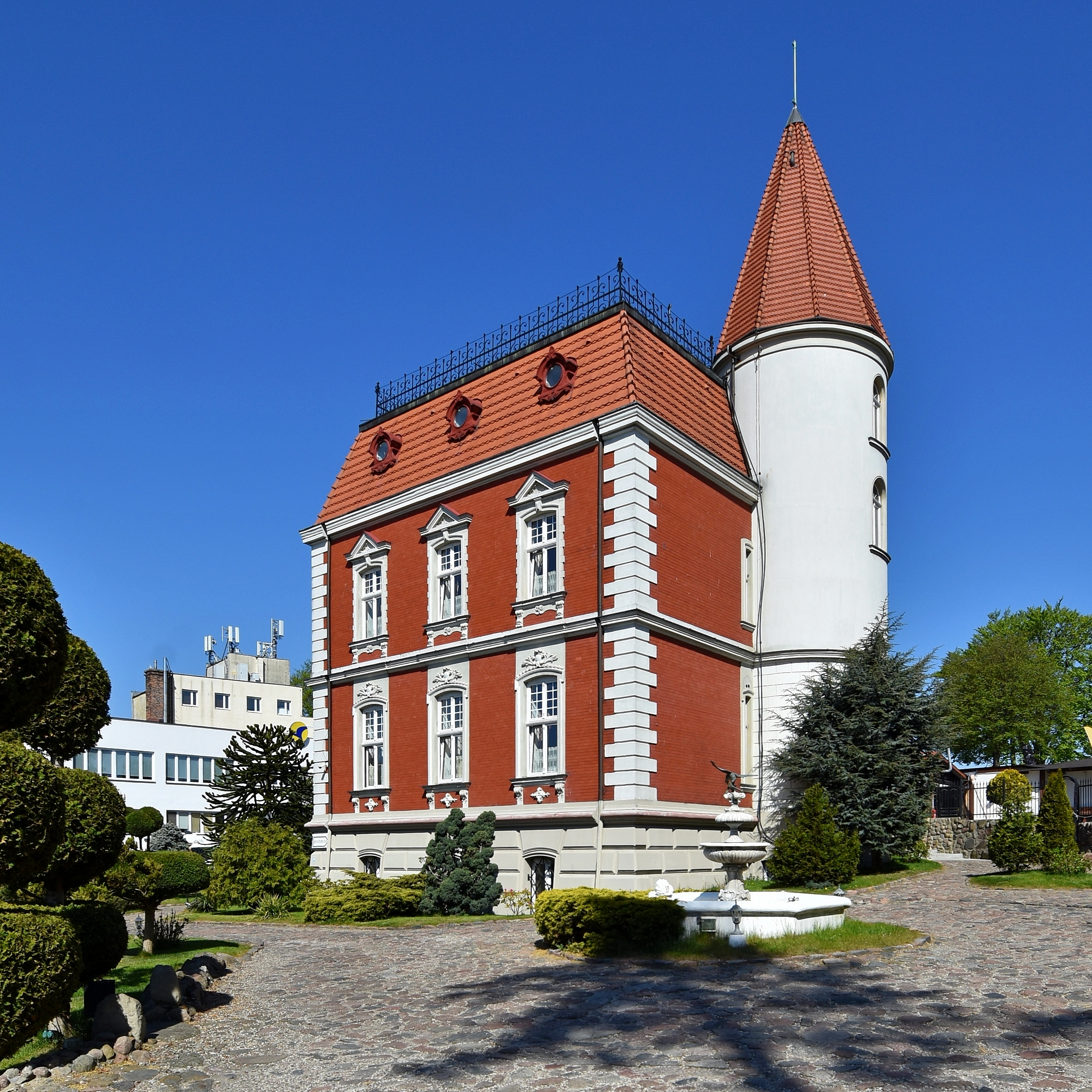
Mansão Red, 1900, estilo guilhermino

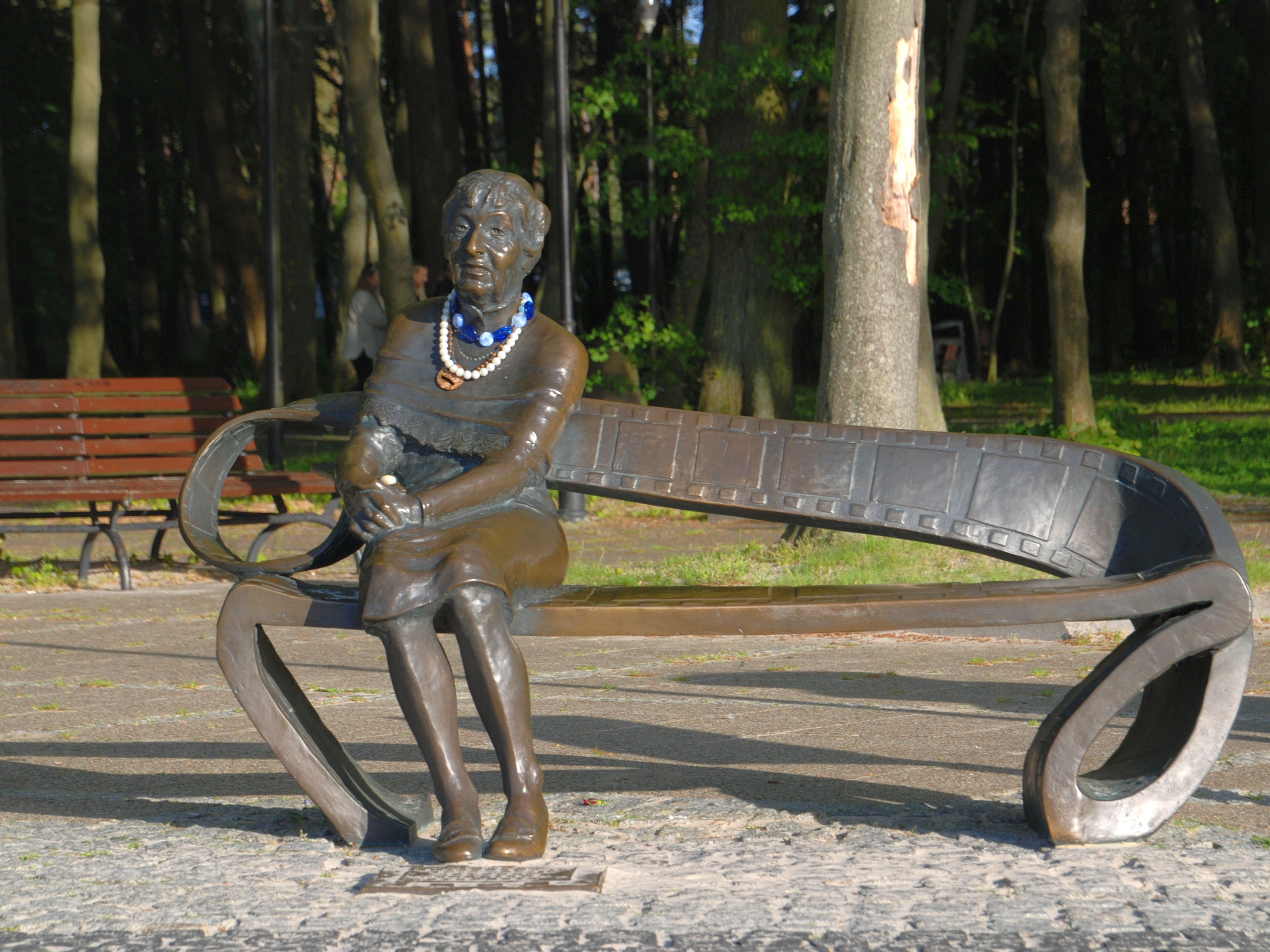
Banco de Irena Kwiatkowska

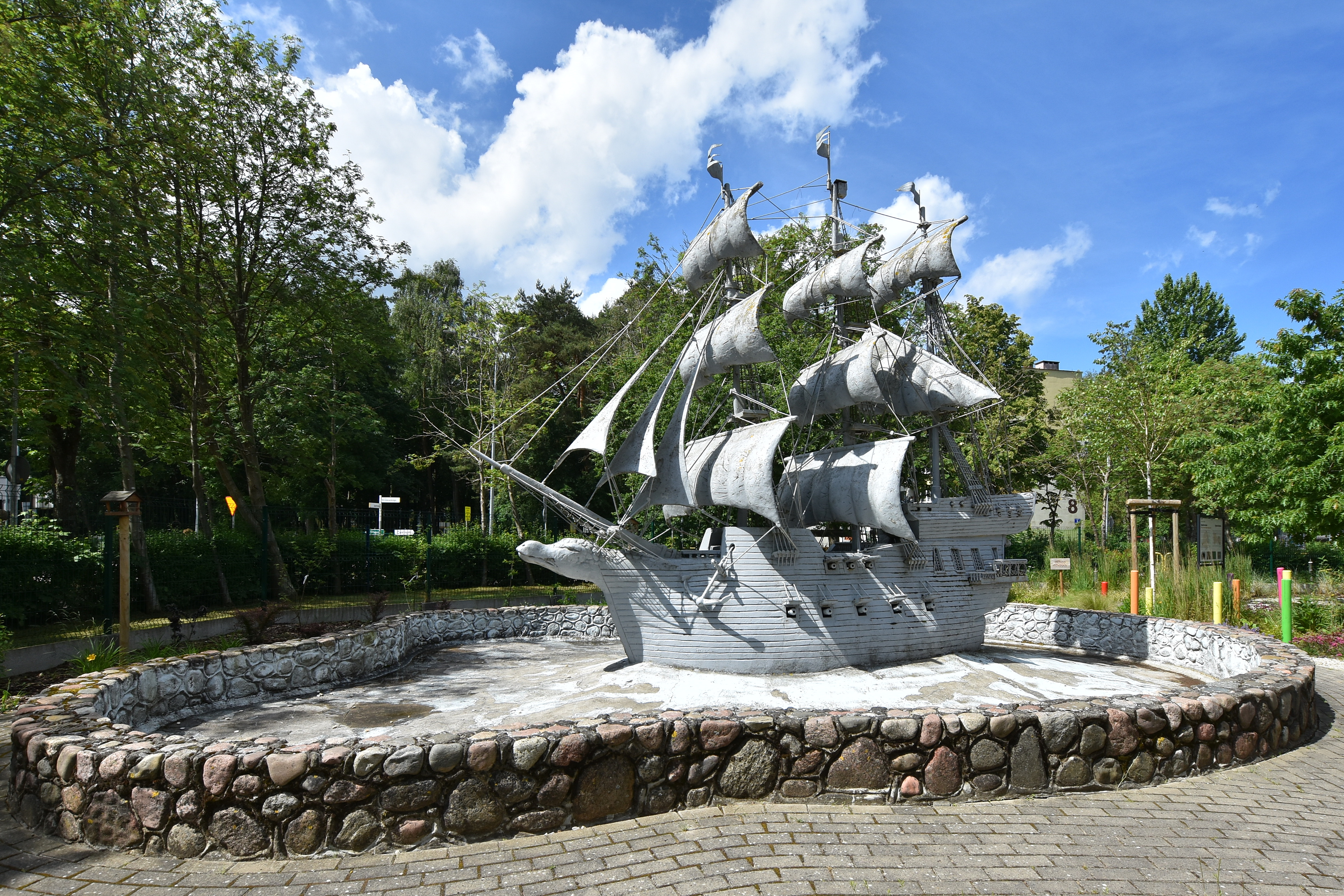
Estátua de um veleiro

## Monumentos históricos
Em Ustka, há os seguintes objetos históricos inscritos no registro estatal:
- Traçado urbano do antigo assentamento pesqueiro, século XVIII
  - Compreendendo uma área na junção das ruas Marynarki Polska e Czerwonych Kosynierów, fechada ao norte por uma praça comumente conhecida como Zaułek Kapitański. Ambas as ruas marcam a forma oval do assentamento original. O local está sendo revitalizado desde 2009
- Farol em Ustka
  - Construído em 1892 de tijolo vermelho na base do quebra-mar oriental, tem uma torre octogonal de 21,5 m de altura, envia luz a uma distância de quase 30 km, substituiu a luz de um farol de 1871 içado no mastro da estação de pilotos
- Igreja do Santíssimo Salvador
  - Construída entre 1885 e 1888, em estilo neogótico, originalmente construída atrás da vila, em uma duna vazia
- Prefeitura, transferida em 2004 para a antiga escola de 1911
- Torre de carregamento de 1936 no porto marítimo
- Taberna do porto em um antigo celeiro de 1910 (rua Bulwar Portowy, 6)
- Mansão Red, datada de 1900, com uma torre e um observatório, além de um jardim e estábulos (rua Żeromskiego, 1)
- Casa senhorial, de 1890, de construção em enxaimel com uma torre de quatro andares, depois da guerra, a Casa do Trabalho Criativo (rua Chopina, 8)
- Complexo de casas, datado do início do século XX, atualmente o Centro de Recreação e Tratamento Delfin (rua Kopernika, 5)
- Casa em enxaimel, datada da virada do século XVIII/XIX, provavelmente o antigo escritório do prefeito e pousada (rua Marynarki Polskiej, 10)
- Casa de enxaimel, datada de 1804, chamada de Casa do Capitão Haase (rua Czerwonych Kosynierów, 21)
- Casa, datada de 1887, atualmente o Hotel Alga com um pátio interno (rua Chopina, 4)

Outros edifícios de caráter histórico (não listados no registro de monumentos históricos):
- Passeio à beira-mar
  - Sua história remonta a 1875, quando um parque com trilhas para caminhada foi criado aqui. O príncipe Otto von Bismarck gostava de passear e tomar café da manhã no calçadão. Atualmente, ele tem mais de 2 km de extensão e começa no canal do porto e vai em direção ao leste.
- Porto marítimo de Ustka
  - Marina marítima no estuário do rio Słupia; tem o caráter de um porto marítimo com todos os tipos de estruturas para pequenos navios
  - Quebra-mares leste e oeste que servem como píeres que cortam o mar por cerca de 100 m, desde 1903. Em Ustka, há também o chamado píer III (fechado), sendo um resquício dos planos alemães inacabados de antes da Segunda Guerra Mundial, quando a cidade deveria se tornar uma segunda Gdynia; entre o terceiro píer e o porto atual, havia planos de construir duas bacias para navios grandes
  - Passarela para pedestres ligando as margens do rio Słupia, com 57 m de comprimento, inaugurada em 2013
- Instalação de tratamento natural (projetada por Heinrich Dunkel)
  - Construída em 1911 para tratar doenças do sistema respiratório, sistema circulatório, metabolismo e reumatismo; o prédio foi erguido no local onde os primeiros banhos a vapor em Ustka foram construídos em 1877; a água do mar era bombeada para os banhos, aquecida e usada para banhos terapêuticos
- A inexistente igreja de São João Batista e São Nicolau — praça (pátio da igreja) com um modelo da igreja demolida em 1889, fundações visíveis (Parque João Paulo II)
- Antiga base do serviço de resgate marítimo
  - O chamado galpão vermelho, construído em 1867 devido aos inúmeros acidentes com navios na época, especialmente na área de Ustka, o prédio é coroado com o emblema do resgate — uma cruz maltesa
- Celeiro do porto, que abriga a Galeria Báltica de Arte Contemporânea desde 1987 e o Centro de Atividades Criativas desde 2013
- Estação de trem, datada de 1911
- Cinema Delfin, 1936, construído como um cinema para os soldados da Luftwaffe
- Búnqueres Blücher, localizados no quebra-mar ocidental na duna, construídos pelos alemães antes da Segunda Guerra Mundial como uma bateria antiaérea e de barragem; quatro posições de armas sobreviveram até hoje
- Bairro da Mansão
  - Situado logo atrás do calçadão e estendendo-se até o centro da cidade
- Casas de pescadores e residências urbanas dos séculos XIX e XX

### Monumentos e memoriais
- Estátua da Sereia de Ustka no quebra-mar leste, no antigo local da estátua de São João de Nepomuceno, feita por Michal Rosa, morador de Ustka, com 6 m de altura, em bronze. Como resultado de uma campanha local e da arrecadação da comunidade, o monumento foi inaugurado em agosto de 2010, mas a siderúrgica não executou a encomenda conforme o projeto do autor, o que o levou a pedir às autoridades locais que removessem a sereia da vista do público. Após sua inauguração, o monumento foi desfigurado com ferramentas elétricas por criminosos desconhecidos. No outono de 2010, a estátua foi desmontada do quebra-mar, e a face e o busto danificados foram reparados em uma usina de aço, mas sem efeito positivo. A escultura retornou a Ustka no inverno de 2010, contra os protestos do escultor.
- Maquete da antiga Ustka na Esquina do Capitão
- Brasão de armas de Ustka, de 1922, colocado em um obelisco de pedra, retrata um veleiro, ondas do mar e uma sereia segurando um salmão, simbolizando as três virtudes da cidade: porto marítimo, balneário e tradição pesqueira. Ele está localizado na Praça Alina Skibniewska
- “Monumento aos Povos do Mar”, localizado no porto de Ustka, entre o escritório do capitão do porto e o farol. Ele foi inaugurado em 2002 e retrata uma mulher de frente para o porto. A composição é acompanhada por quatro placas com cenas portuárias. Um antigo volante e âncoras também foram incorporados.
- Monumento “Guerreiro moribundo”, de Josef Thorak, no Parque à beira-mar, em homenagem aos 76 residentes de Ustka mortos na Primeira Guerra Mundial, inaugurado em 22 de janeiro de 1922, retrata um guerreiro nu, caído e ferido, carregando um escudo no qual o brasão de armas de Ustka foi imortalizado pela primeira vez.
- Banco de Irena Kwiatkowska, monumento inaugurado em 25 de julho de 2012 no parque do balneário.
- Monumento a Frédéric Chopin, no Parque à beira-mar, retrata o compositor indo em direção ao mar. Inaugurada em 23 de junho de 1979, sua autora é Ludwika Nitschowa (criadora da Sereia de Varsóvia).
- Monumento “Três Graças”, de Jan Konarski, na praça em frente ao Centro Comunitário. As Três Graças são as padroeiras Radiante, Racional e Florida da beleza, das artes mentais e das artes plásticas.
- Cruz dos Caídos — monumento no parque João Paulo II, em frente à igreja neogótica. Transferida do vilarejo de Zimowiska no final do século XX
- Estátua de São João Nepomuceno no cais a oeste do porto, perto do novo posto de salva-vidas da SAR. Até 2010, ela estava situada no quebra-mar leste. Feita de madeira.
- Obelisco em homenagem ao general Stanisław Sosabowski, na junção das ruas Jagiellońska e Grunwaldzka com uma rotatória do patrono do obelisco
- Monumento aos “Bombeiros Poloneses” na Praça dos Bombeiros
- Monumento ao “Pescador Mistral” na rua Kaszubska, na área do Antigo Assentamento de Pescadores

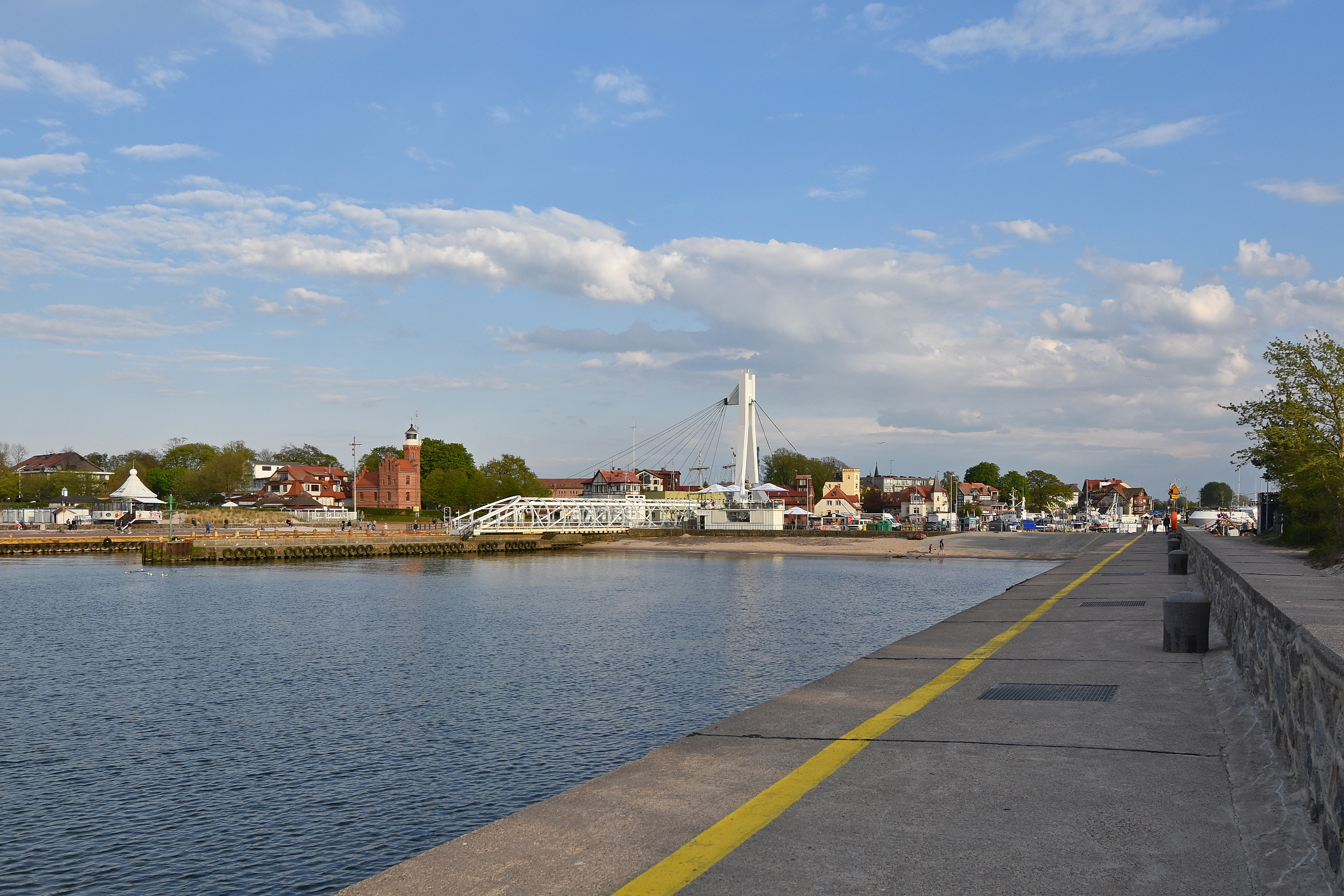
Vista do porto a partir da ponte giratória

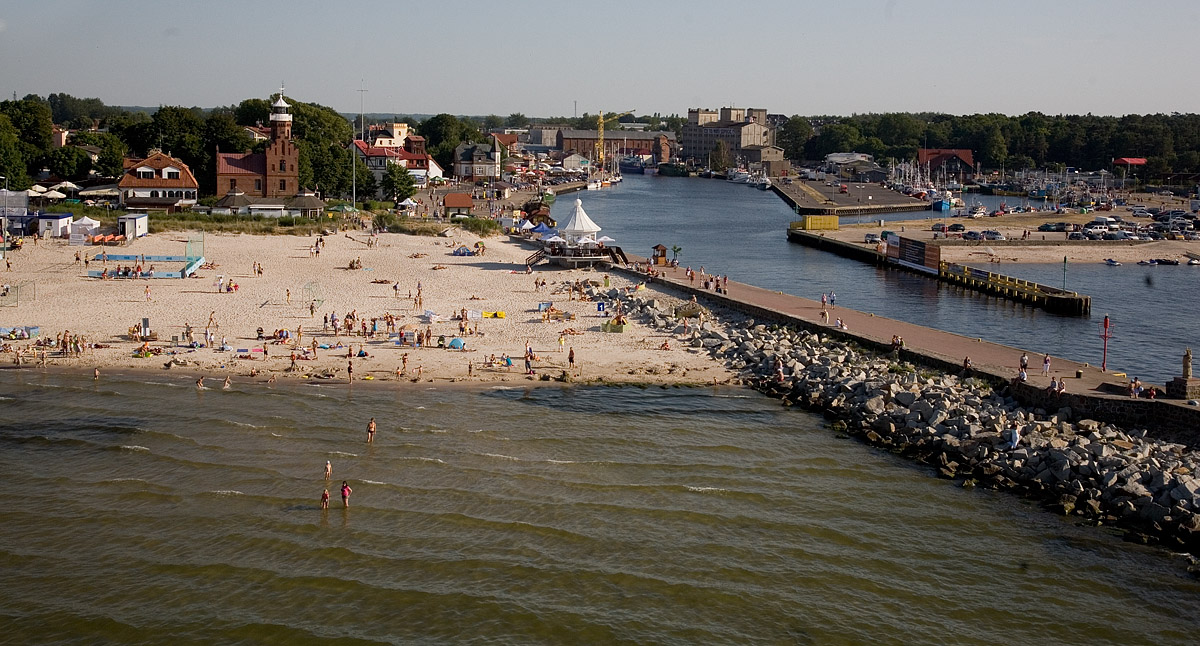
Porto de Ustka — de uma perspectiva aérea

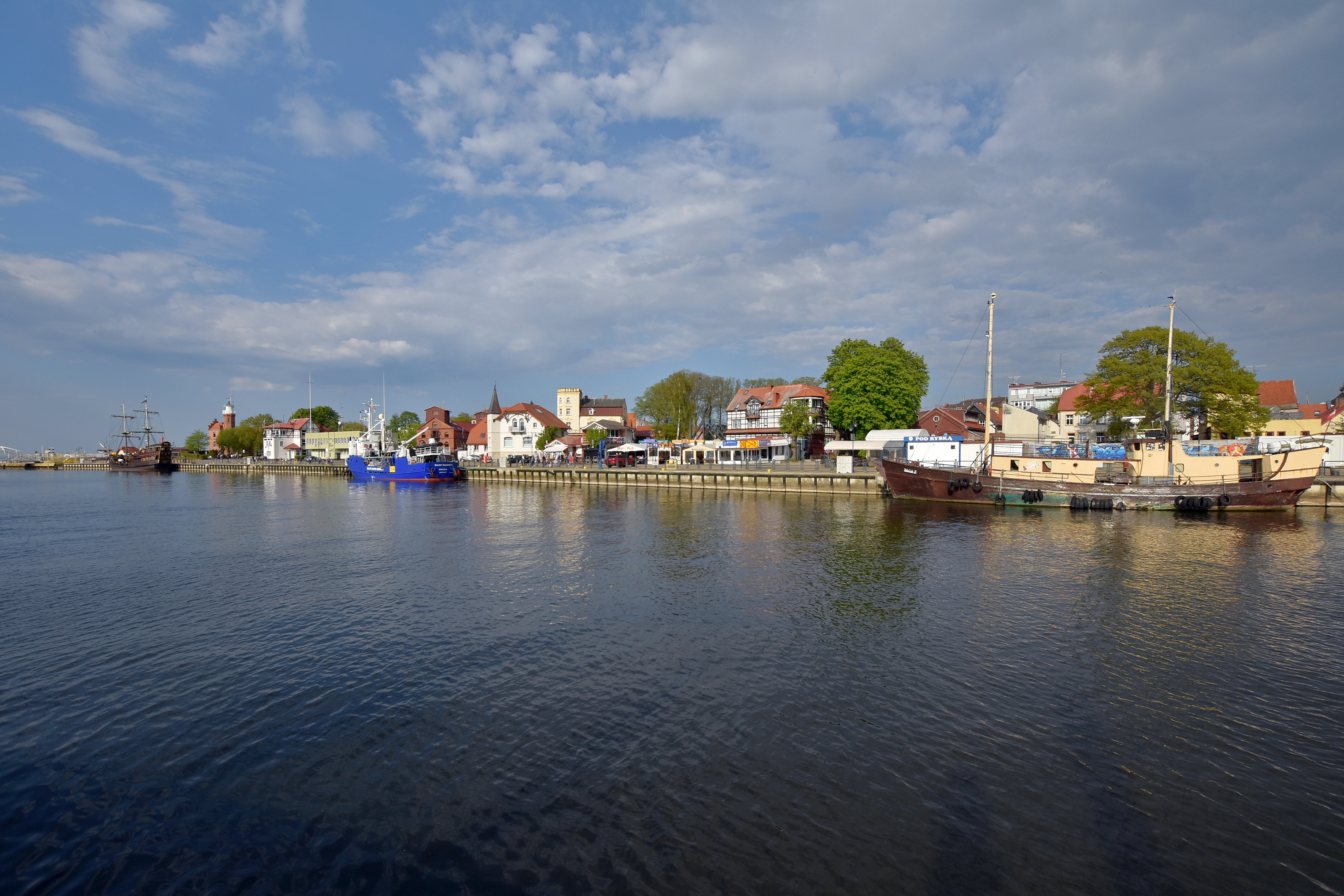
Cais do porto

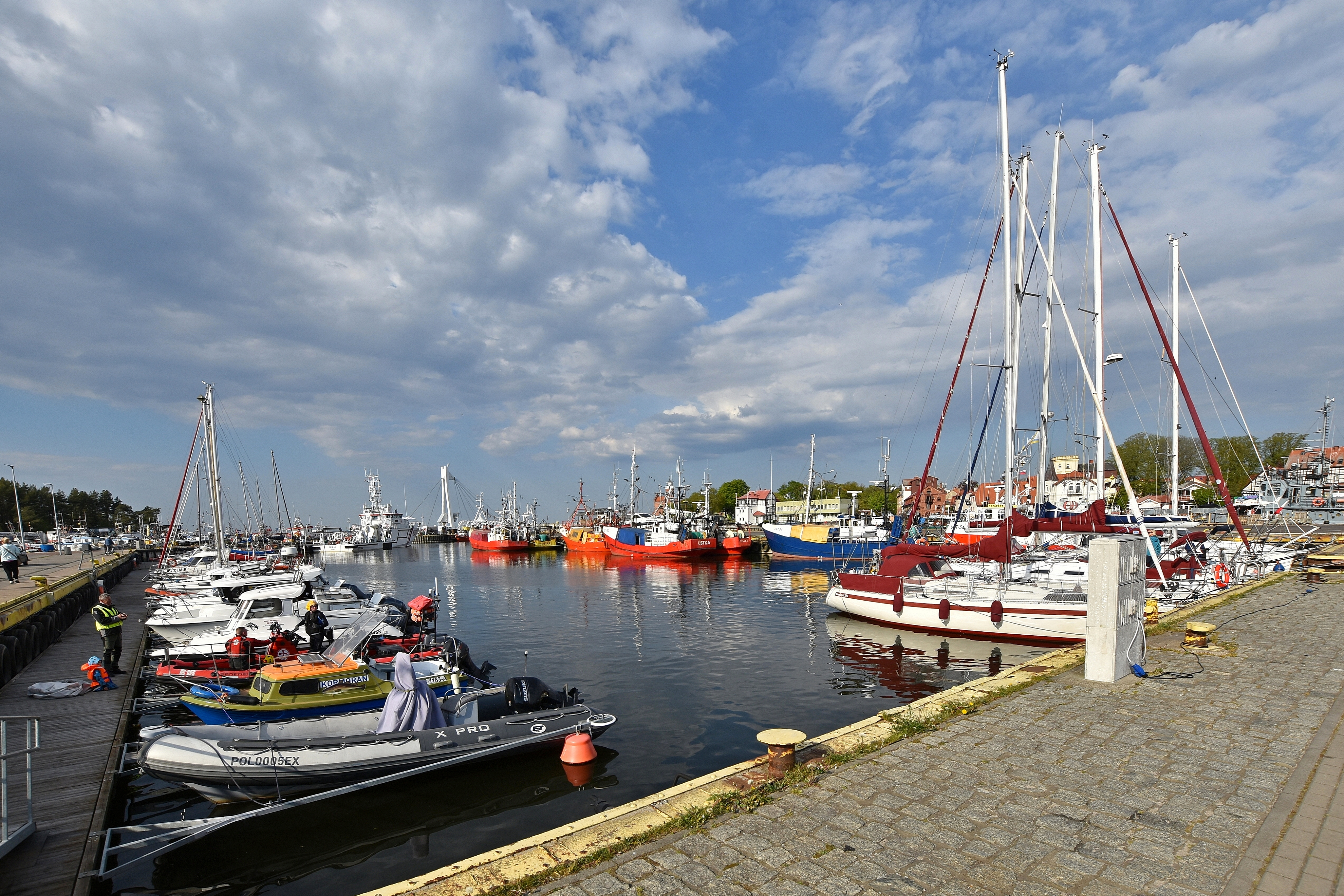
Ustka, porto, iates

## Economia
Em 1858, navios de mais de 40 portos fizeram escala em Ustka e, em 1868, de cerca de 60 portos do Báltico e do Mar do Norte, na maioria das vezes — além dos alemães — de Copenhague, Noruega (Stavanger, Bergen) e Amsterdã. Navios a vela ingleses chegavam de Londres, Newcastle, Sunderland, Liverpool e Hartlepool.
Número de barcos de pesca em Ustka entre 1886 e 1939:
| 1886 | 1895 | 1900 | 1905 | 1919 | 1915 | 1920 | 1925 | 1930 | 1932 | 1939 |
| ---- | ---- | ---- | ---- | ---- | ---- | ---- | ---- | ---- | ---- | ---- |
| 2    | 29   | 21   | 26   | 34   | 49   | 65   | 61   | 54   | 49   | 50   |

Em Ustka, a última escuna à vela de madeira foi lançada em 1866. No ano seguinte, duas escunas, de 38 e 39 last, foram reforçadas pela primeira vez com chapas galvanizadas e de aço.
Em 1903 e 1904, foi construído um pequeno navio a vapor com capacidade de 157 e 299 TAB, respectivamente. Após a Primeira Guerra Mundial e durante os anos de crise do pós-guerra, um estaleiro funcionou em Ustka. O proprietário, Józef Bartsch, oferecia barcos a remo, barcos a motor, iates e barcos de pesca de madeira e aço em sua produção. A frota doméstica de Ustka em 1906:
- “Stadt Stolp” — navio a vapor com hélices; escuna 415,4 m³, 146,6 TAB
- Escuna “Pomerania” com velas caranguejas 639,0 m³, 225,6 TAB
- “Mathilde” — navio a vapor com hélices; escuna 1951,9 m³, 689,0 TAB
- “Pomerania” — navio a vapor com hélices; escuna com velas caranguejas 305,3 m³, 107,8 TAB
- “Fritz” — navio a vapor com hélices com 3 mastros de madeira 466,4 m³, 164,7 TAB
- “Martha” — navio a vapor com hélices 445,0 m³, 157,0 TAB
- “Frieda” — navio a vapor com hélices 846,6 m³, 298,9 TAB
- Um veleiro (escuna com velas caranguejas) 19,3 TAB

Nos primeiros anos do século passado, Ustka foi enriquecida por um laticínio e uma fábrica de gás (em 1904), que foram ampliados em 1937 e 1938. Após a primeira guerra, uma pequena fábrica de máquinas foi instalada aqui (na chamada estrada Eldorado, na margem esquerda do rio), que incluía uma oficina de reparos de automóveis. Em 1937, uma fábrica de salsichas de fígado de bacalhau iniciou sua produção.
Em 1947, fábricas relacionadas ao setor marítimo estavam ativas em Ustka, entre outras: “Estaleiro” — oficinas mecânicas empregavam 260 trabalhadores, 3 fumageiras — um total de 61 trabalhadores, fábrica de conservas “Światowid” — 55 trabalhadores, fábrica municipal de gás, água e esgoto — 25 trabalhadores. Além disso, havia oficinas de artesanato que empregavam algumas pessoas cada.
Em 30 de abril de 2004, havia 117 navios e barcos de pesca atracados no porto de Ustka. Na área da cidade, também há empresas ligadas à pesca — trabalhos mecânicos e eletromecânicos, trabalhos com redes. As fábricas de processamento de peixes são um elemento importante de todo o setor. As antigas grandes empresas estatais que empregavam milhares de pessoas na época do comunismo faliram (Stocznia Ustka SA) ou foram privatizadas. Há algumas pequenas empresas privadas na área do antigo estaleiro que estão relacionadas à pesca ou ao setor de construção naval. No entanto, essas atividades estão desaparecendo, e espera-se que o caráter turístico e recreativo da antiga área industrial seja mantido no futuro. A área da segunda maior empresa estatal PPiUR “Korab” foi vendida e agora há empresas no setor de turismo e acomodação (uma propriedade de desenvolvimento na rua Na Wydmie), pousadas. Em outra parte da cidade, foram instalados o primeiro leilão de peixes na costa polonesa, uma fábrica de redes (empresa dinamarquesa) e serviços.

## Transporte

### Transporte ferroviário

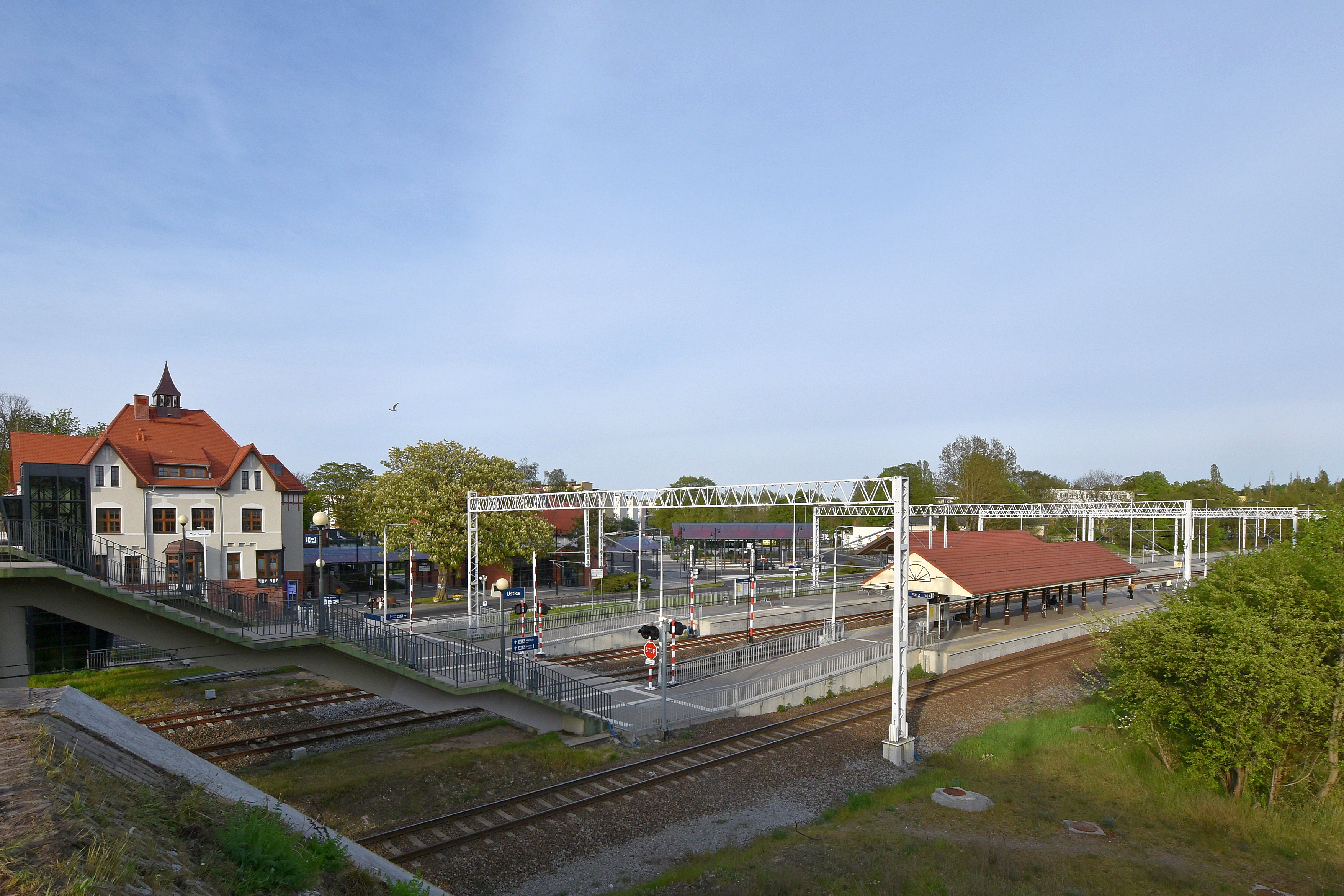
Estação ferroviária e estação de ônibus ao fundo

Ustka costumava ser uma estação de entroncamento de onde partiam as linhas ferroviárias:
- Piła Główna — Ustka
- Sławno — Ustka com um comprimento de 36 km
- Komnino — Ustka, com 24 km de extensão

Atualmente, apenas a linha ferroviária Piła Główna — Ustka existe, as outras duas foram desmanteladas depois de 1945 pelo Exército Vermelho como troféu de guerra.
Atualmente, há duas paradas de trem ativas na cidade: Ustka e Ustka Uroczysko.
Trata-se de uma linha ferroviária eletrificada de via única.

### Transporte de ônibus

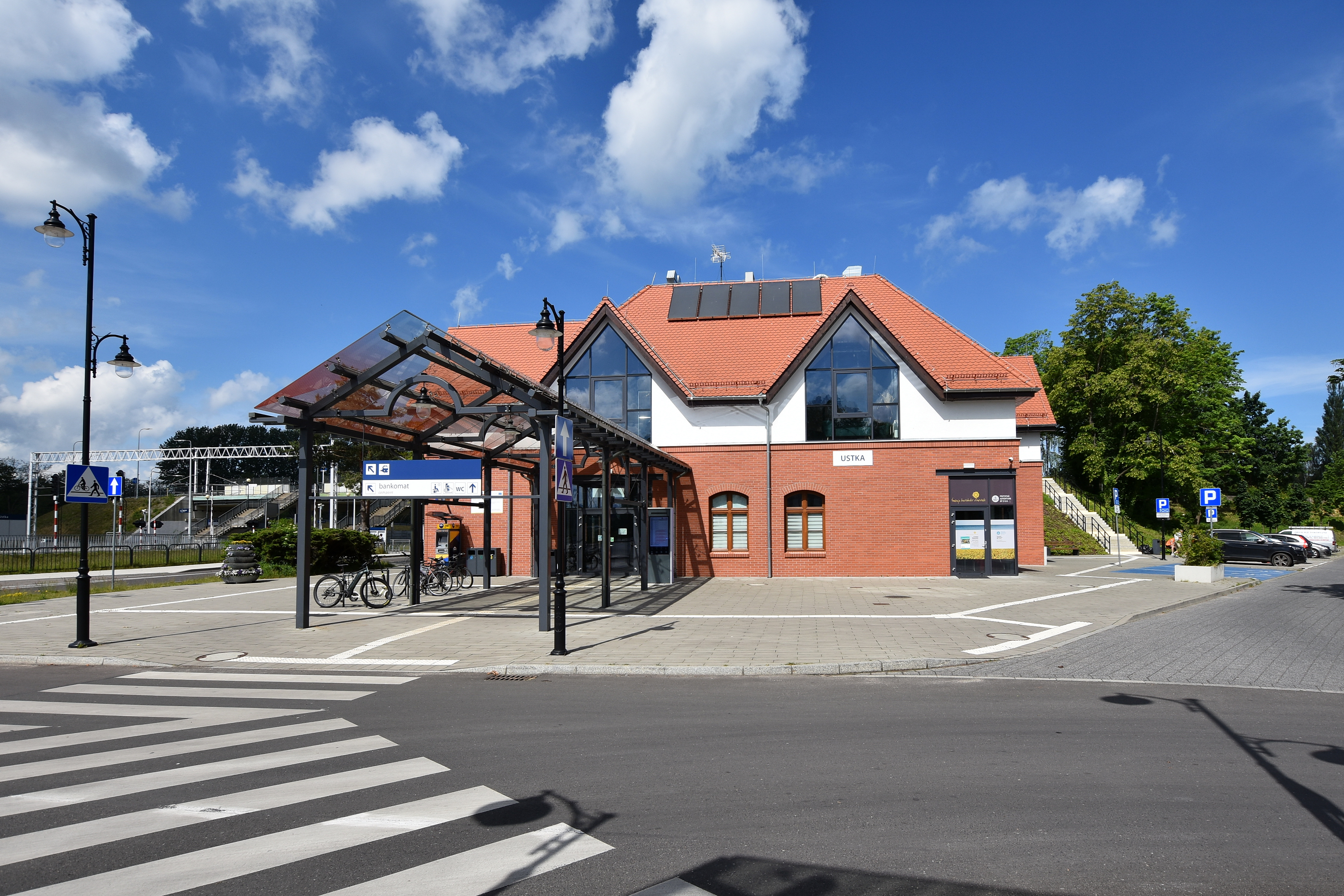
Estação rodoviária

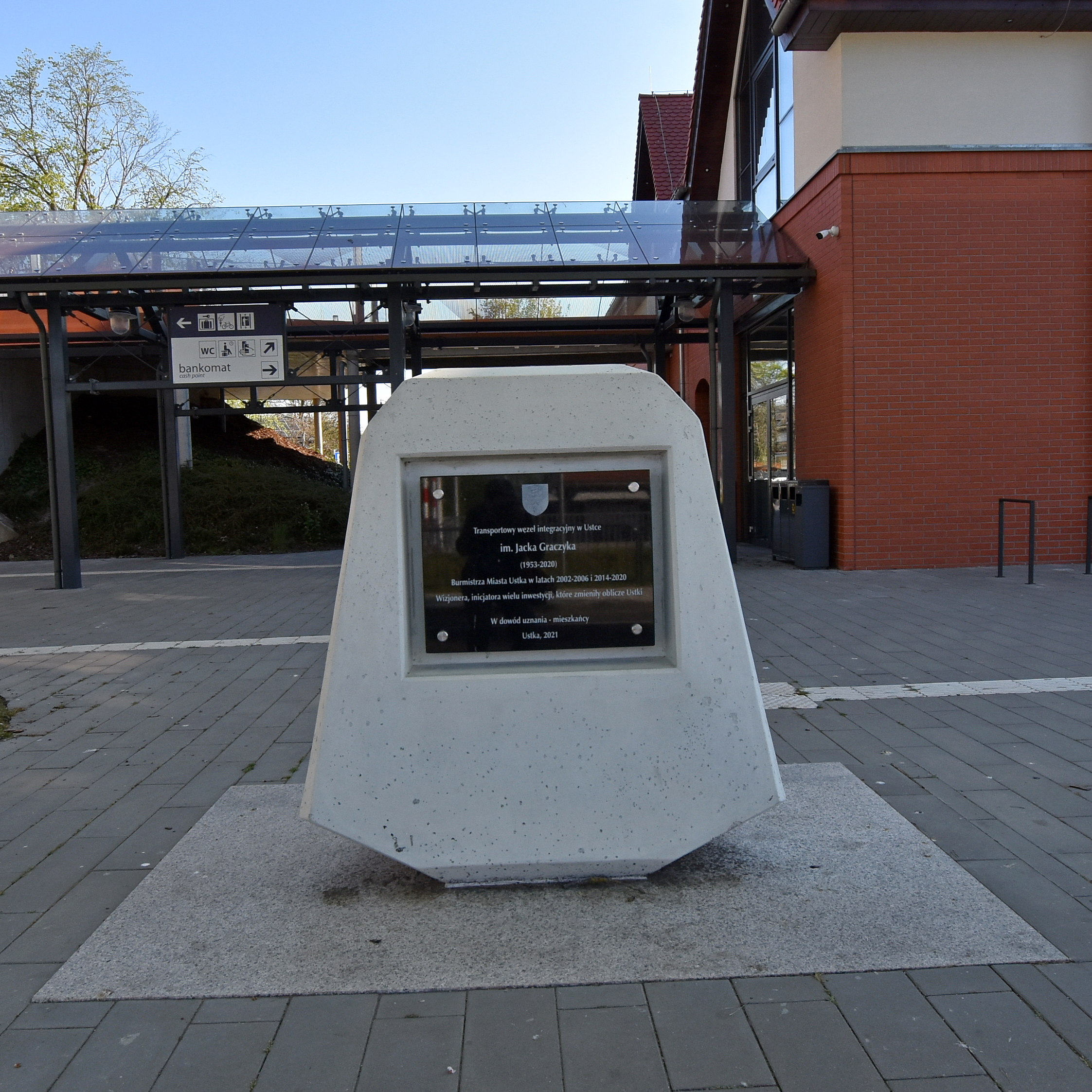
Placa comemorativa

De Ustka, pela estrada nacional n.º 21, é possível chegar a Słupsk com ônibus das seguintes empresas:
- Transporte Motorizado Estatal em Słupsk S.A. — linha 200 — rota para Słupsk[48]
- Nord Express sp. z o.o. — linha 500 — rota para Słupsk[49]
- Serviços de transporte “Ramzes Wodnica” linha 500 — rota para Słupsk[50]

De Ustka, há uma conexão para o assentamento de Przewłoka, a vila de Przewłoka e Wodnica.
Mediante solicitação da comuna rural de Ustka, os serviços de transporte de Ustka para muitos assentamentos comunitários também são fornecidos por:
- Serviços de transporte “Ramzes Wodnica”
- “Lazur Poddąbie” sp. z o.o.

Partindo de Ustka, há muitas conexões de longa distância da Transporte Motorizado Estatal em Słupsk S.A.:
Durante todo o ano para:
- Hrubieszów
- Katowice
- Jelenia Góra
- Varsóvia
- Zakopane (via Toruń)

Sazonal para:
- Łódź
- Kłodzko
- Rowy
- Zakopane (via Grudziądz)

A partir de 12 de julho de 2018, o transporte público gratuito foi introduzido em Ustka para residentes e turistas que pagaram a taxa de permanência.

## Cultura

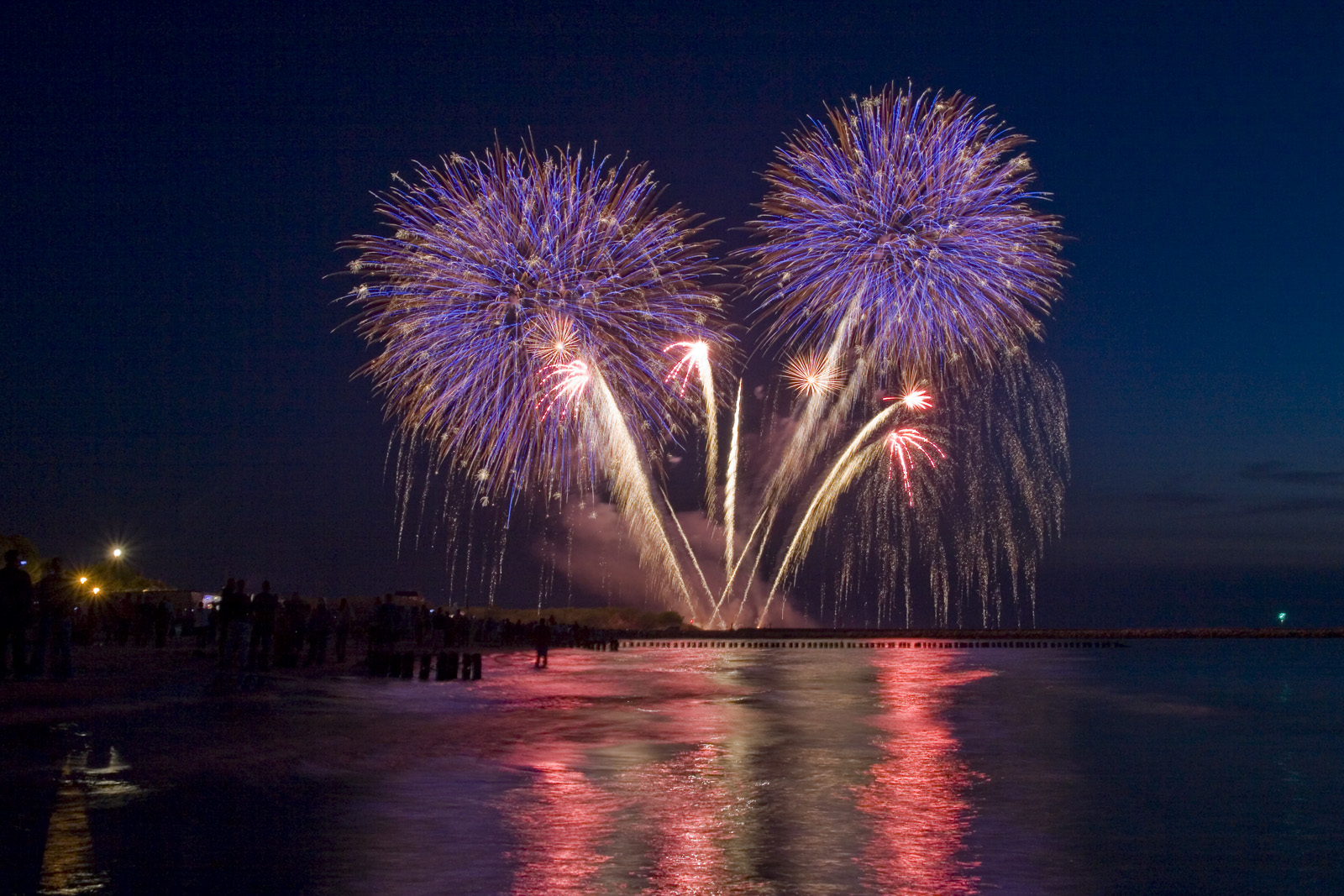
Festival Nacional de Fogos de Artifício em Ustka em 2010

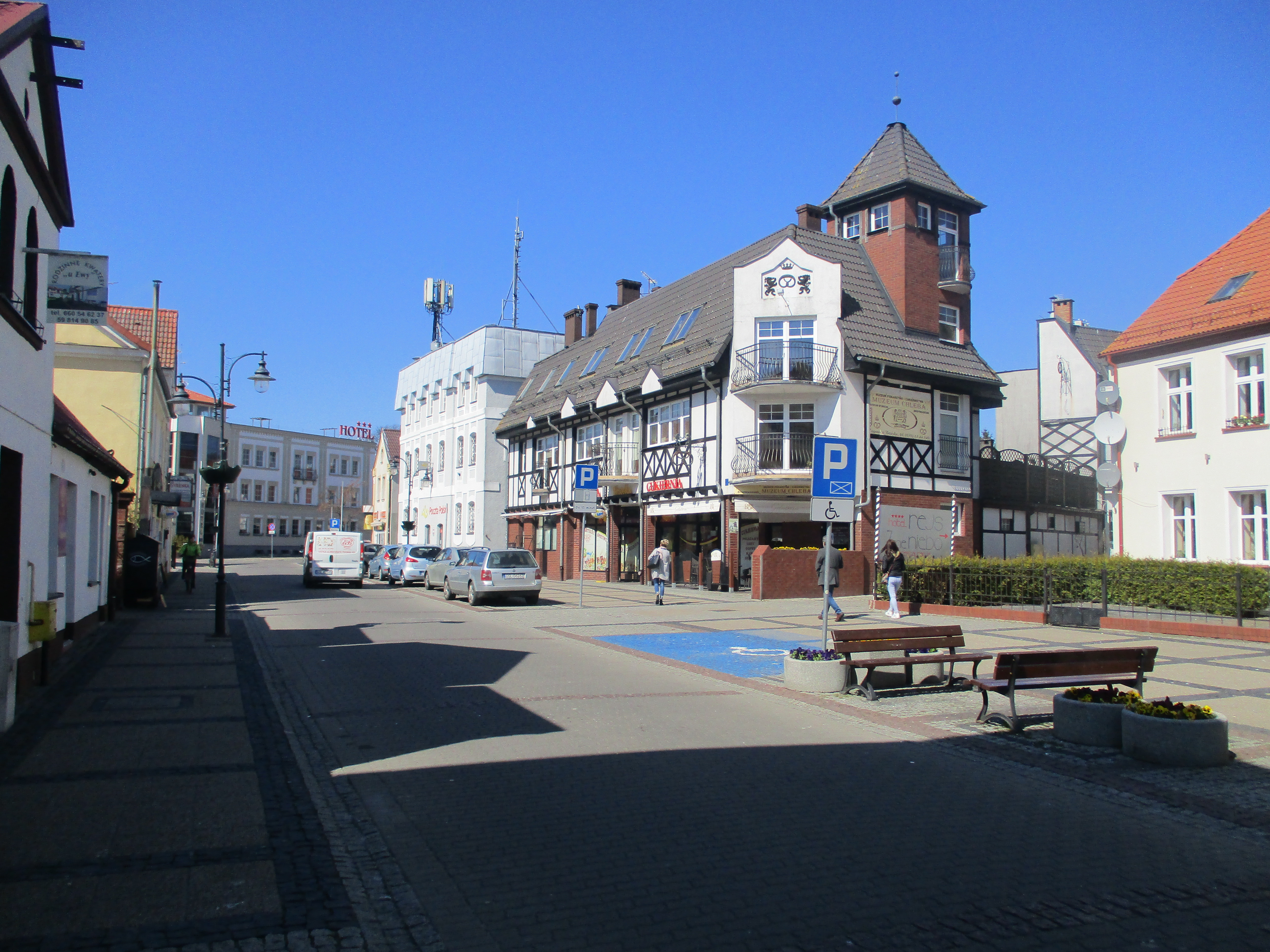
Museu de Panificação e Confeitaria

| Instituições culturais em Ustka - Centro de Atividades Criativas em Ustka - Casa da Cultura - Cinema Delfin - Biblioteca municipal - Museu da região de Ustka - Museu de Panificação e Confeitaria (localizado no sótão de uma antiga padaria, onde é possível ver equipamentos antigos de panificação, incluindo uma máquina de amassar massa do século XVII, batedeiras de bolo e creme ou ferros de waffle do início do século XX) - Museu do Navio - Museu do Âmbar, inaugurado em 2020 - Museu de figuras de cera | Eventos culturais e recreativos cíclicos em Ustka - Festival do Vento de Colombo — espetáculos aéreos e parapente motorizado. - Festival de Luz do Grand Lubicz - Mistral Festival — Festival de movimentos artísticos de rua - “Bielsko-Biała e as montanhas Beskidy em Ustka” - Ustka Charlotta Enduro Extreme - Dias do mar - Sound of Gravity — um festival de esportes radicais - Fim de semana do âmbar (campeonatos poloneses de garimpo de âmbar “Ouro do Báltico”) - 14–15 de agosto — Festival da cidade, ou seja, “Festival da Captura de peixes” - Hip-Hop na onda - Desfile de moda com a empresa Pierre Rene (anual) |

### Meios de comunicação
- Rádio
  - Um correspondente da Polskie Radio Koszalin[58] está permanentemente instalado em Ustka, que também se reporta às estações nacionais de rádio polonesas.
- Imprensa
  - “Ziemia Ustecka” — um periódico bimestral gratuito, o jornal mais antigo de Ustka (existe desde 2000)
  - Kurier Ustecki, um jornal quinzenal gratuito.
  - “Głos Pomorza” — jornal diário da Pomerânia Central
  - “Dziennik Słupski” — suplemento do “Dziennik Bałtycki”.
  - “Nasze Miasto” — jornal diário gratuito de Słupsk e Ustka
  - “Zbliżenia” — jornal regional quinzenal

## Educação

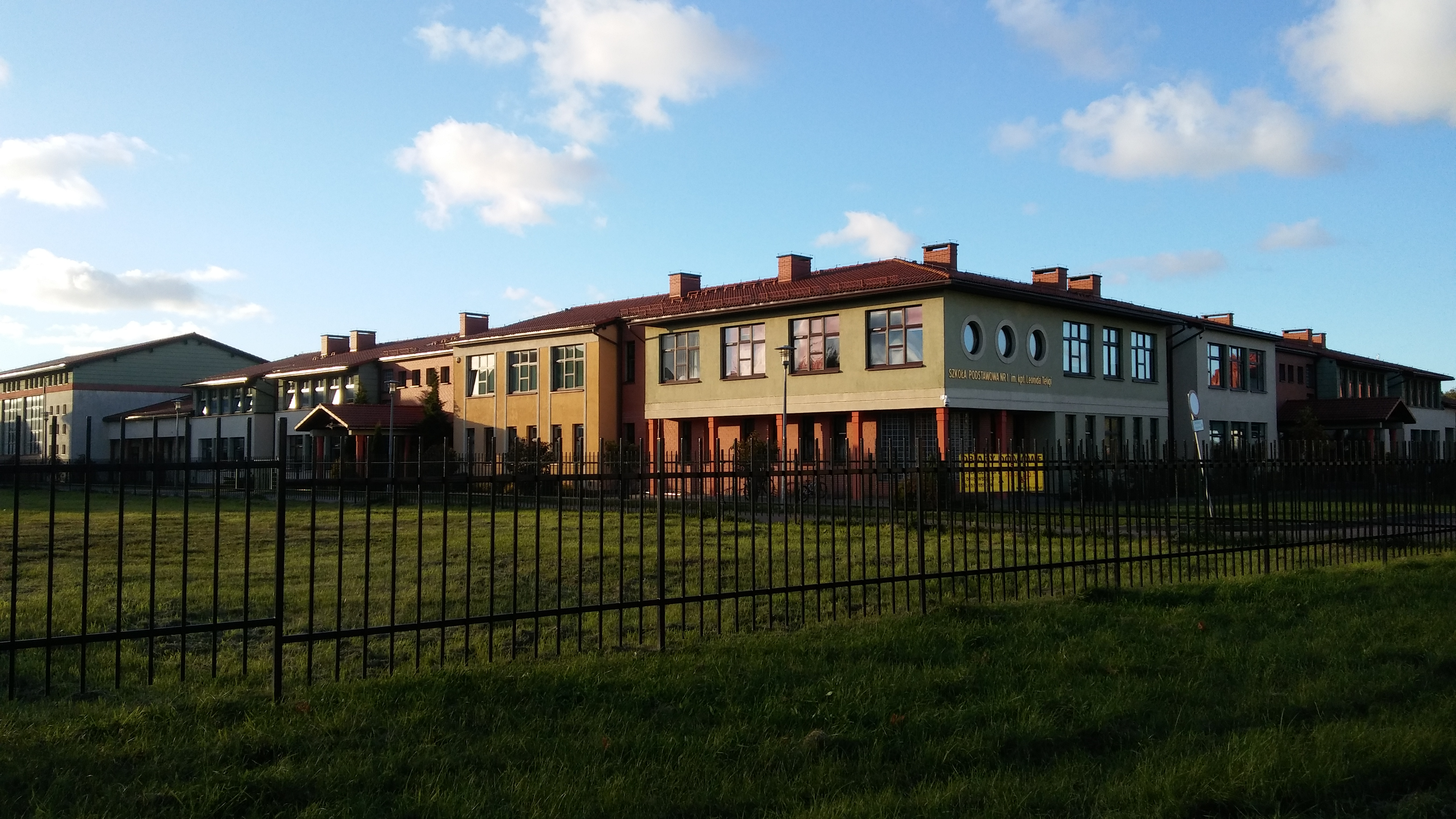
Escola primária n.º 1 capitão Leonid Teliga

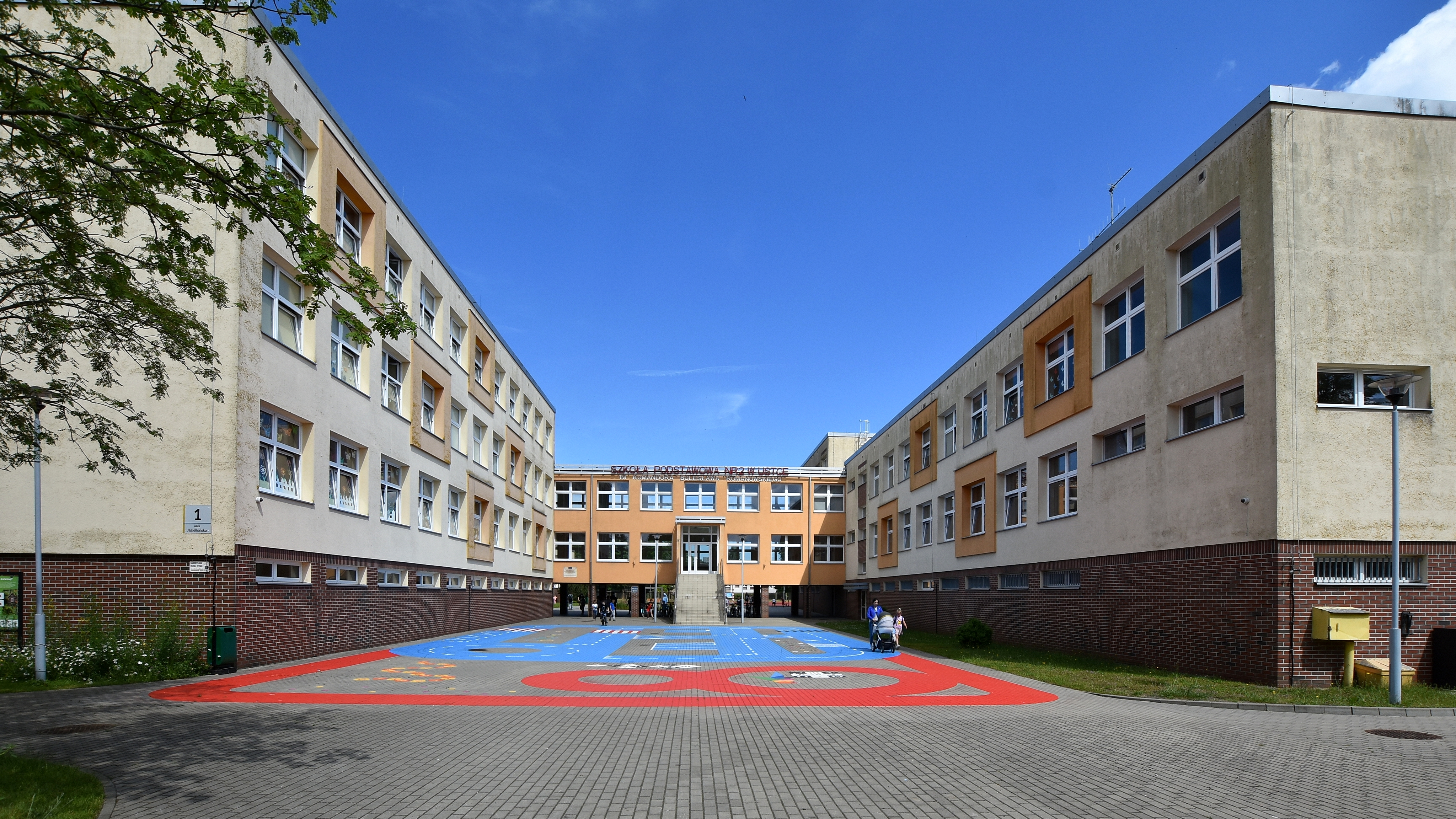
Escola primária n.º 2 comandante Bolesław Romanowski

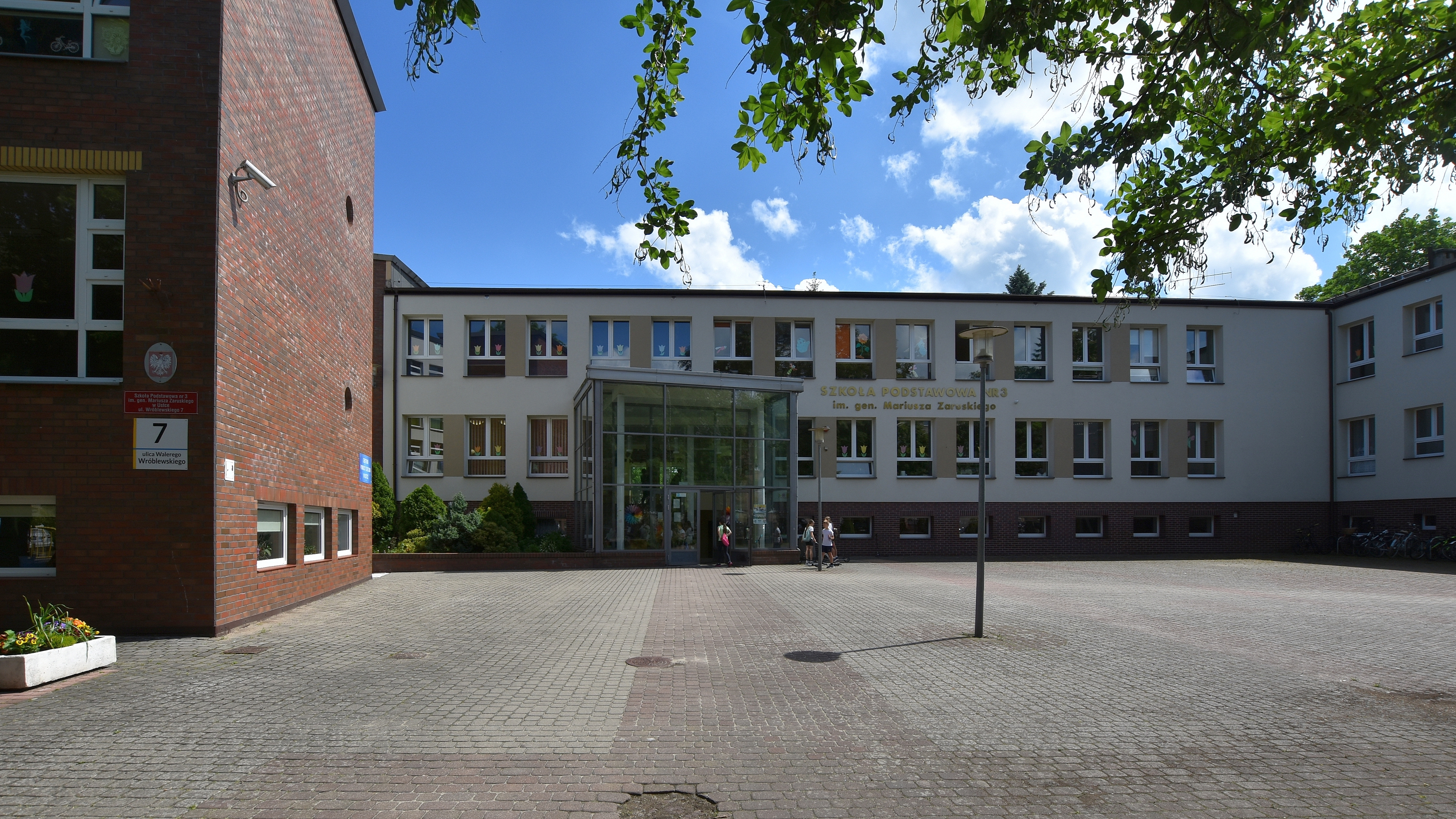
Escola primária n.º 3 general Mariusz Zaruski

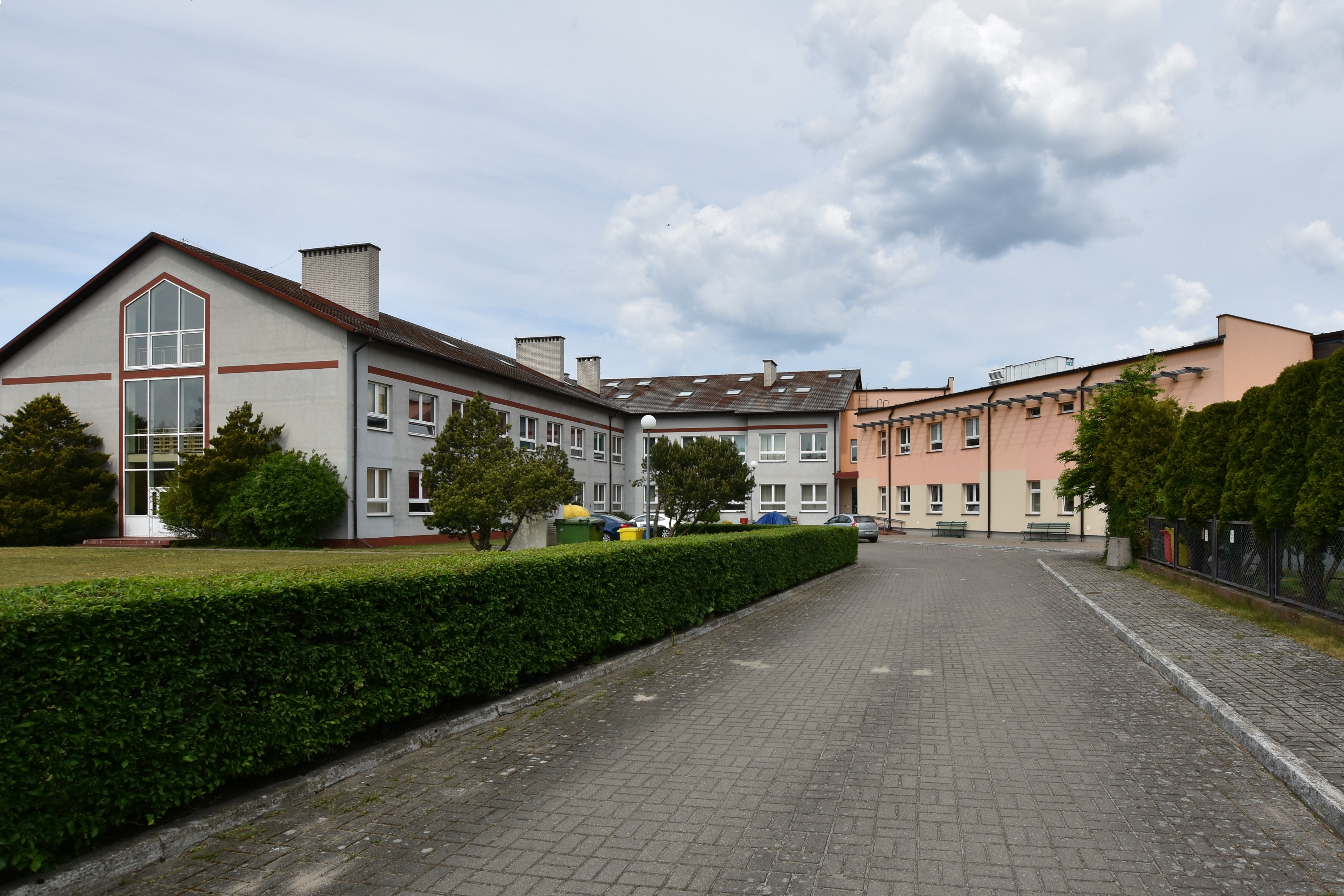
Complexo de escolas secundárias gerais e técnicas

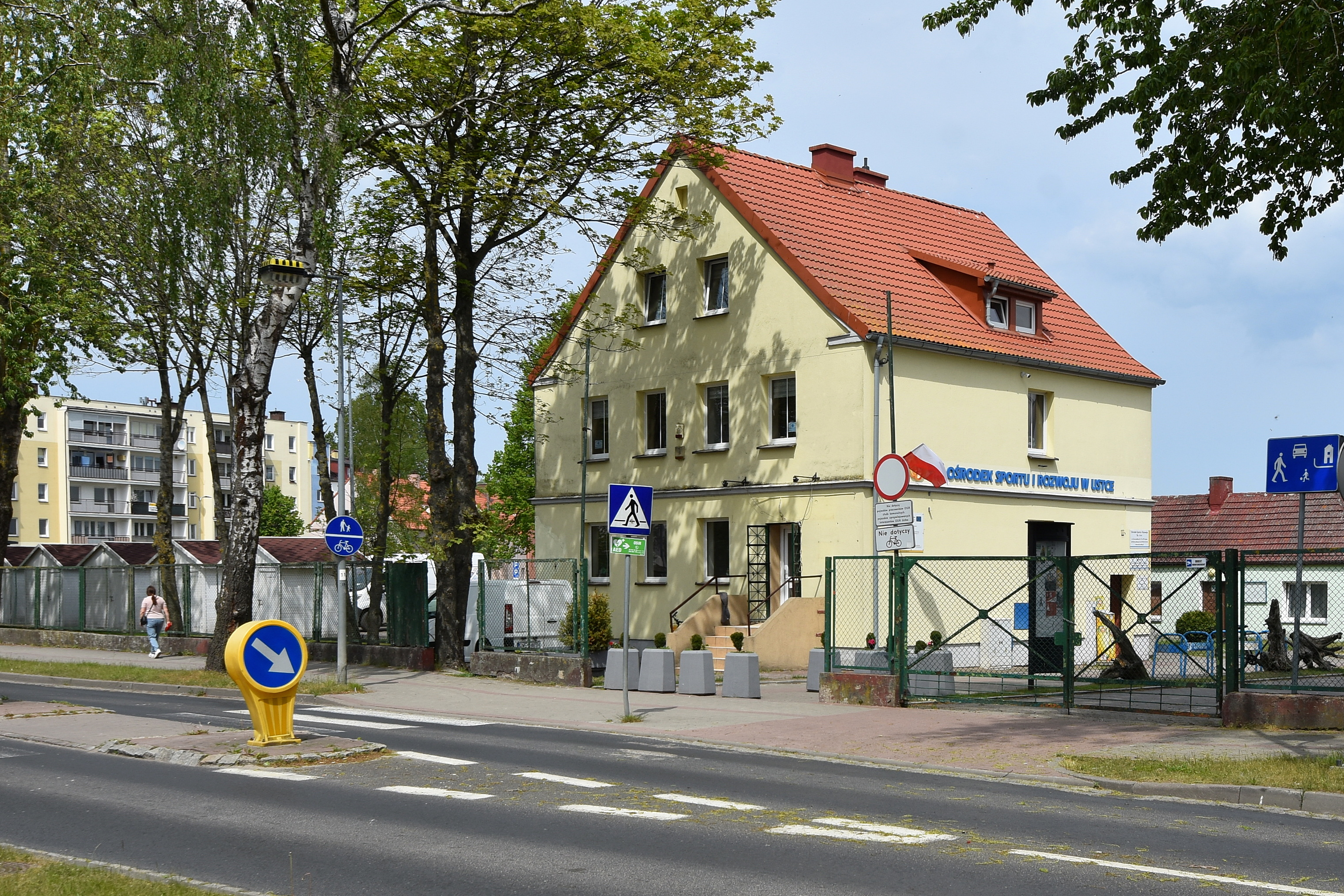
Centro de esportes e desenvolvimento

### Educação escolar até 1939
Ao longo de todo o século XIX, havia apenas uma escola de ensino integral em Ustka, inicialmente com várias classes — elementar, depois com ensino fundamental completo. No ano letivo de 1897/1898, ela tinha 6 professores, e em 1917, 8 professores e 3 professoras. O prédio da escola abrigava classes separadas da escola secundária inferior. Nos últimos anos do século XIX, uma escola estatal de navegação de primeiro nível (em alemão: die Konigliche Navigationsvorschule) foi inaugurada em Ustka. Essa escola sempre enfrentou dificuldades com a falta de candidatos suficientes. Ela foi fechada em 1910.

### Educação escolar após 1945
No ano letivo de 1977/1978, 1731 alunos frequentaram escolas primárias, 58 alunos se formaram na escola secundária e 65 na escola profissionalizante.

#### Escolas primárias
- Escola primária n.º 1 capitão Leonid Teliga, rua Darłowska 18,[59]
- Escola primária n.º 2 comandante Bolesław Romanowski, rua Jagiellońska 1[60]
- Escola primária n.º 3 general Mariusz Zaruski, rua Wróblewskiego 7[61]

#### Escolas secundárias
- Complexo de escolas técnicas, rua Darłowska 3B
  - Técnica
  - Escola Técnica Complementar para Adultos
  - Escola Profissionalizante Básica
- Complexo de Escolas Gerais e Técnicas, rua Bursztynowa 12:[62]
  - Escola Secundária Geral
  - Escola Secundária Geral para Adultos

#### Escolas superiores
- Centro de ensino da filial da Academia Naval Heróis de Westerplatte

#### Associações educacionais
- Universidade da Terceira Idade de Ustka, rua Grunwaldzka 24[63]
- Associação Educacional de Ustka
- Filial de Ustka da Escola Memorial IQ, rua Klonowa 3

## Esporte
Centro Municipal de Esportes e Recreação

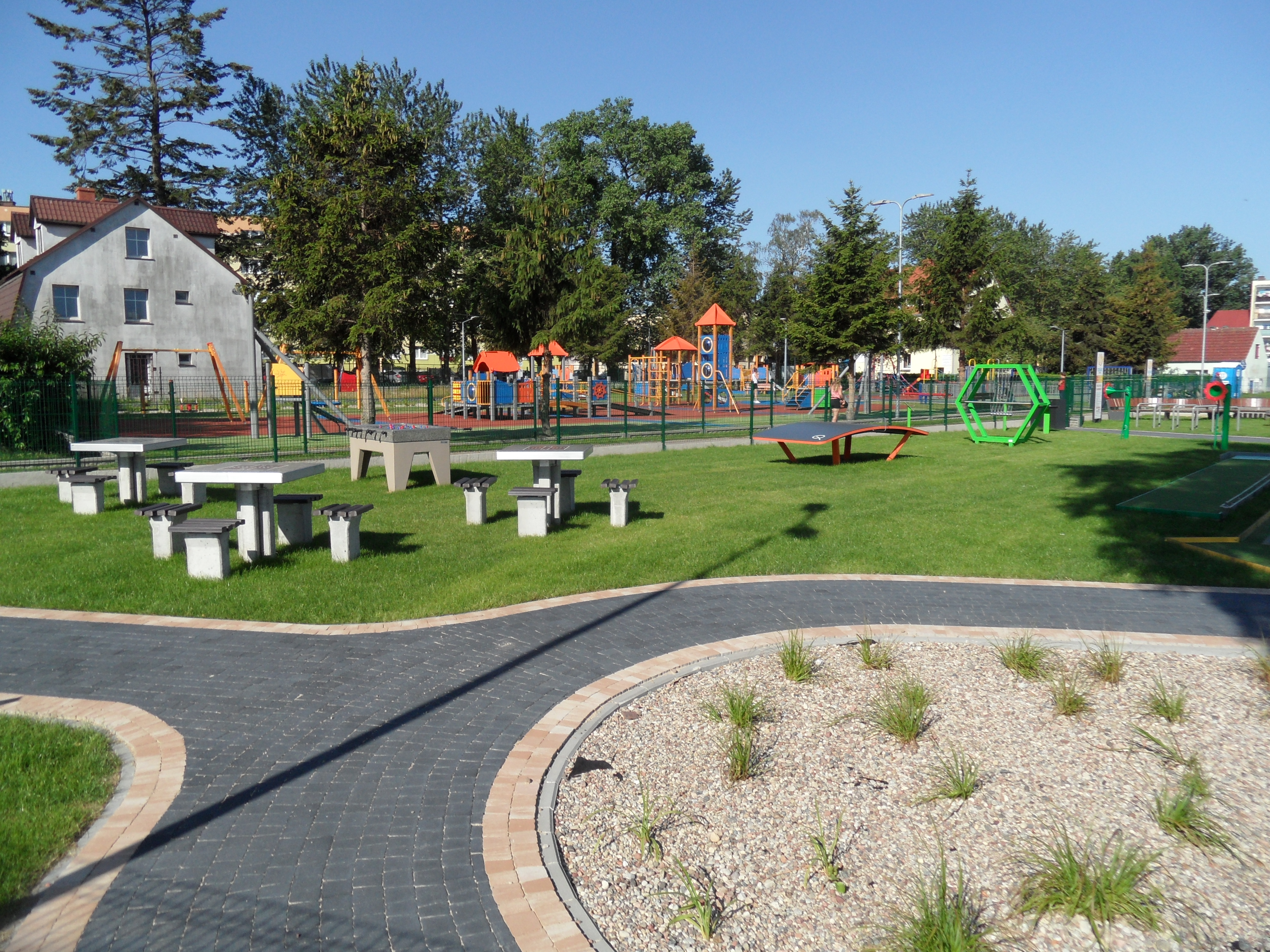
Rua Grunwaldzka, parque infantil OSiR

### Clubes e associações esportivas
- Clube esportivo municipal “Jantar Ustka”.
- Clube Esportivo de Atletismo “Jantar Ustka”
- Clube de tênis de mesa
- Associação Turística e Esportiva “STS Ustka”
- Associação de torcedores de handebol “Szczypiorniak Ustka”
- Associação do Iate Clube Ustka
- Associação de musculação e condicionamento físico
- Associação para a Promoção da Cultura Física
- Associação Ustka de Apoiadores do Esporte

### Clubes esportivos de alunos
- Bałtyk
- Fala
- Słupia
- Kyokushin
- Hetman
- Opty
- Jijitsu Gepard
- Tennis Team Club

## Comunidades religiosas
- Comunidade Evangélica Cristã:
  - Posto avançado missionário em Ustka[64]
- Igreja Greco-Católica na Polônia:
  - Centro pastoral greco-católico na igreja do Santíssimo Salvador[65]
- Igreja Católica de Rito Latino:
  - Paróquia de Santo Pio[66]
  - Paróquia da Bem-Aventurada Virgem Maria Estrela do Mar[67]
  - Paróquia do São Salvador[68]
  - Paróquia militar de São Marcos Evangelista[69]
- Igreja Pentecostal:
  - Igreja em Ustka[70]
- Testemunhas de Jeová:
  - Igreja em Ustka-Leste
  - Igreja em Ustka-Oeste (Salão do Reino, rua Dunina, 12)

Instalações religiosas em Ustka
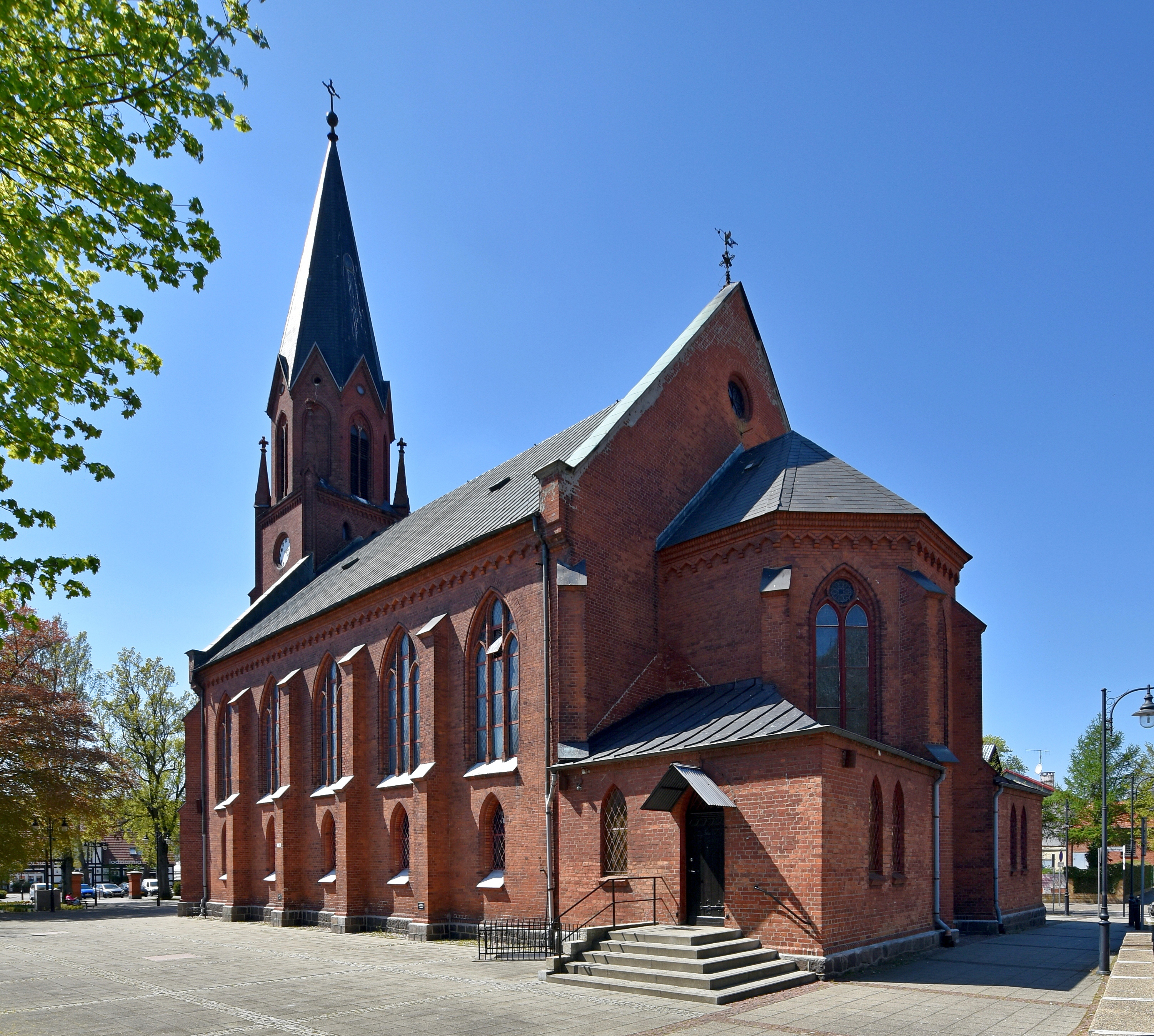
Igreja pós-evangélica do Santíssimo Salvador
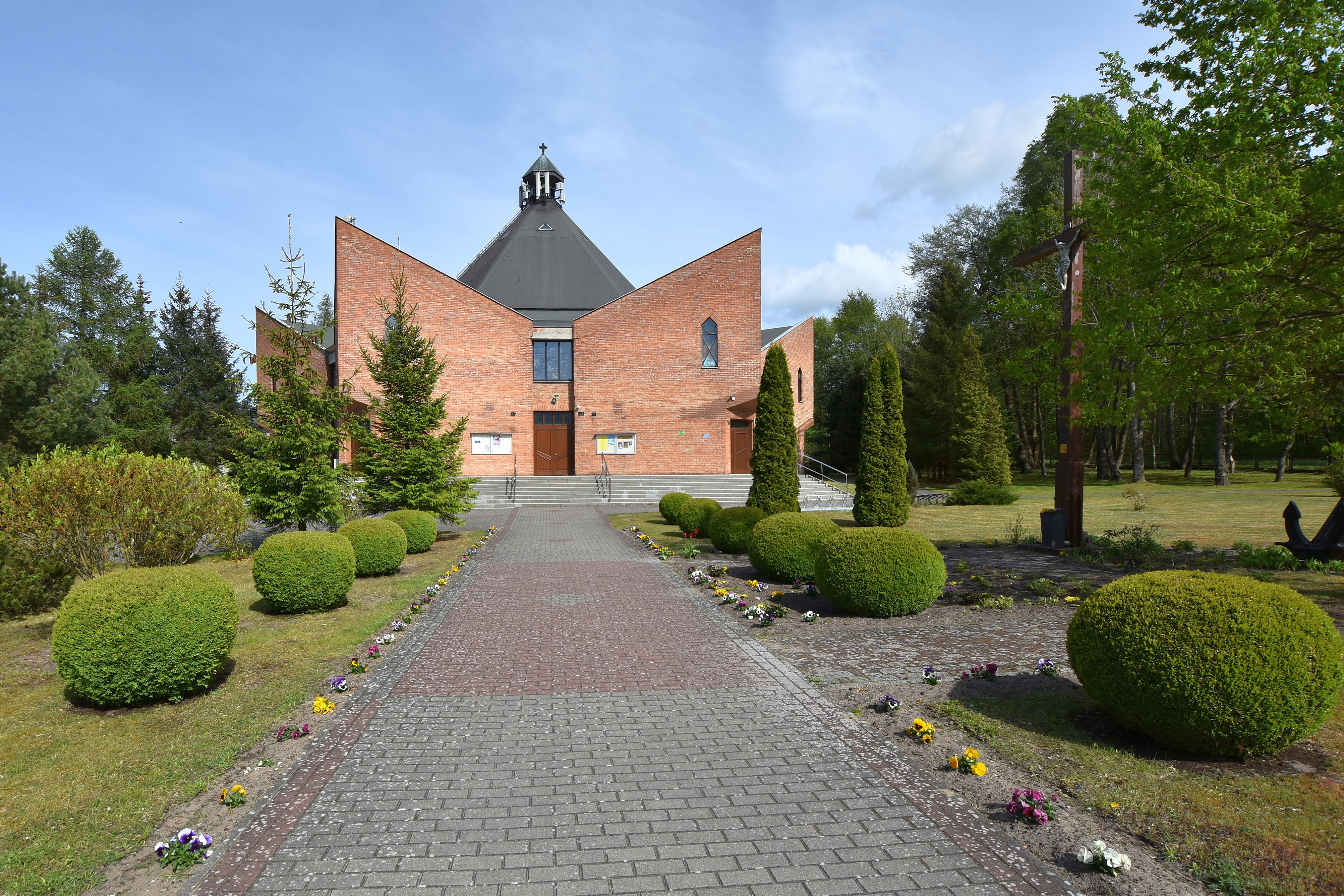
Igreja de Santa Maria Estrela do Mar em Przewloka
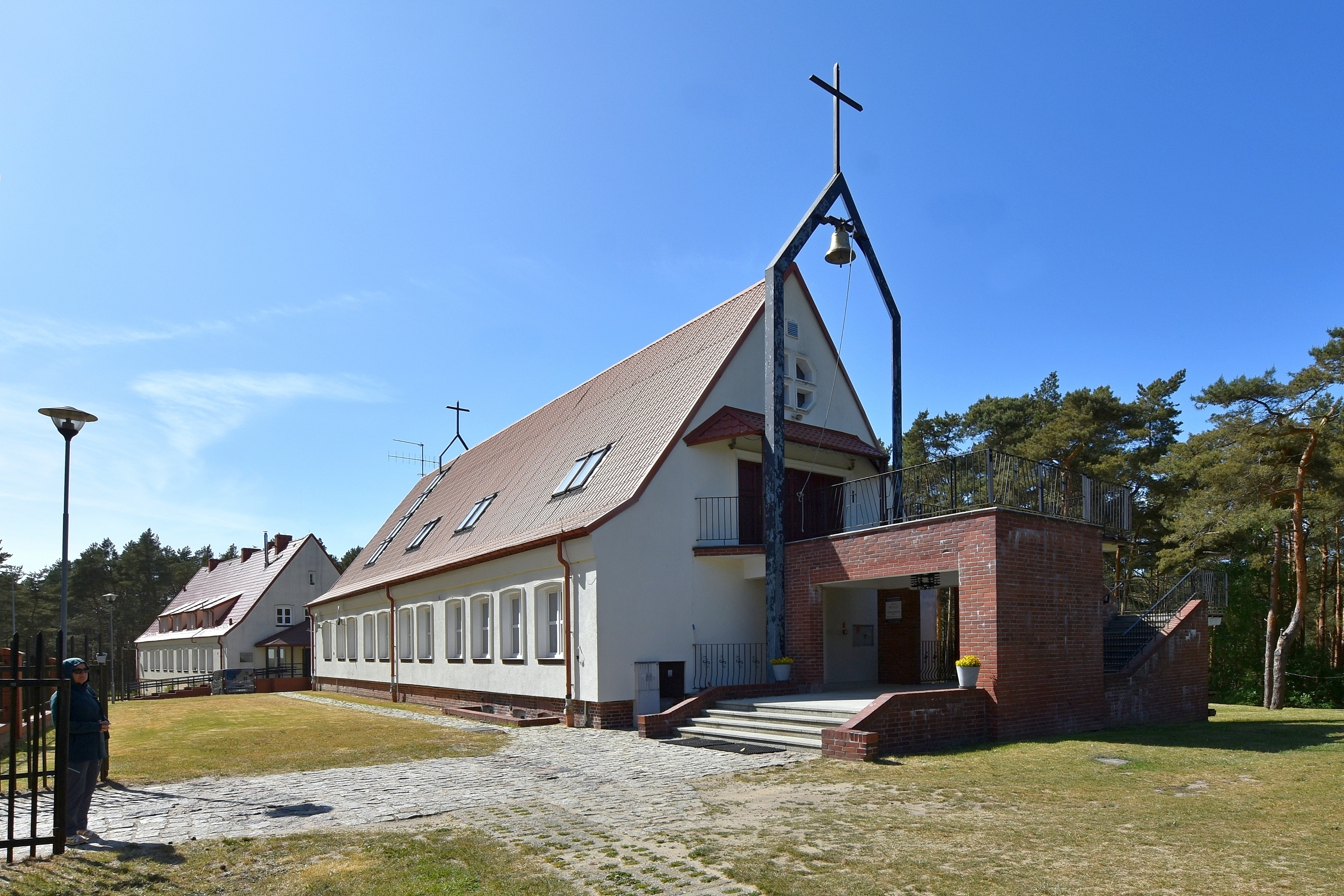
Igreja de São Marcos Evangelista em Lêdów
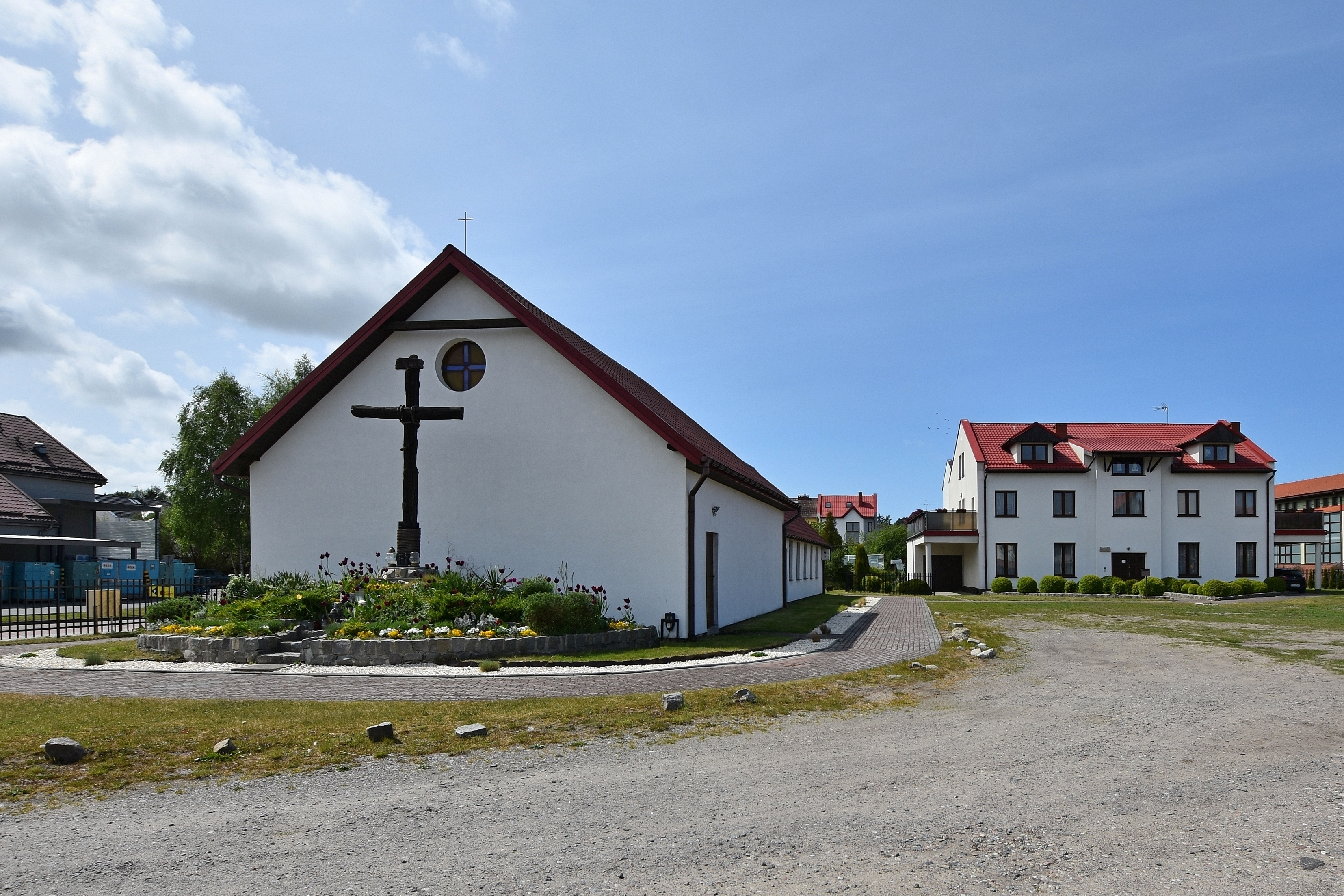
Capela de São Padre Pio
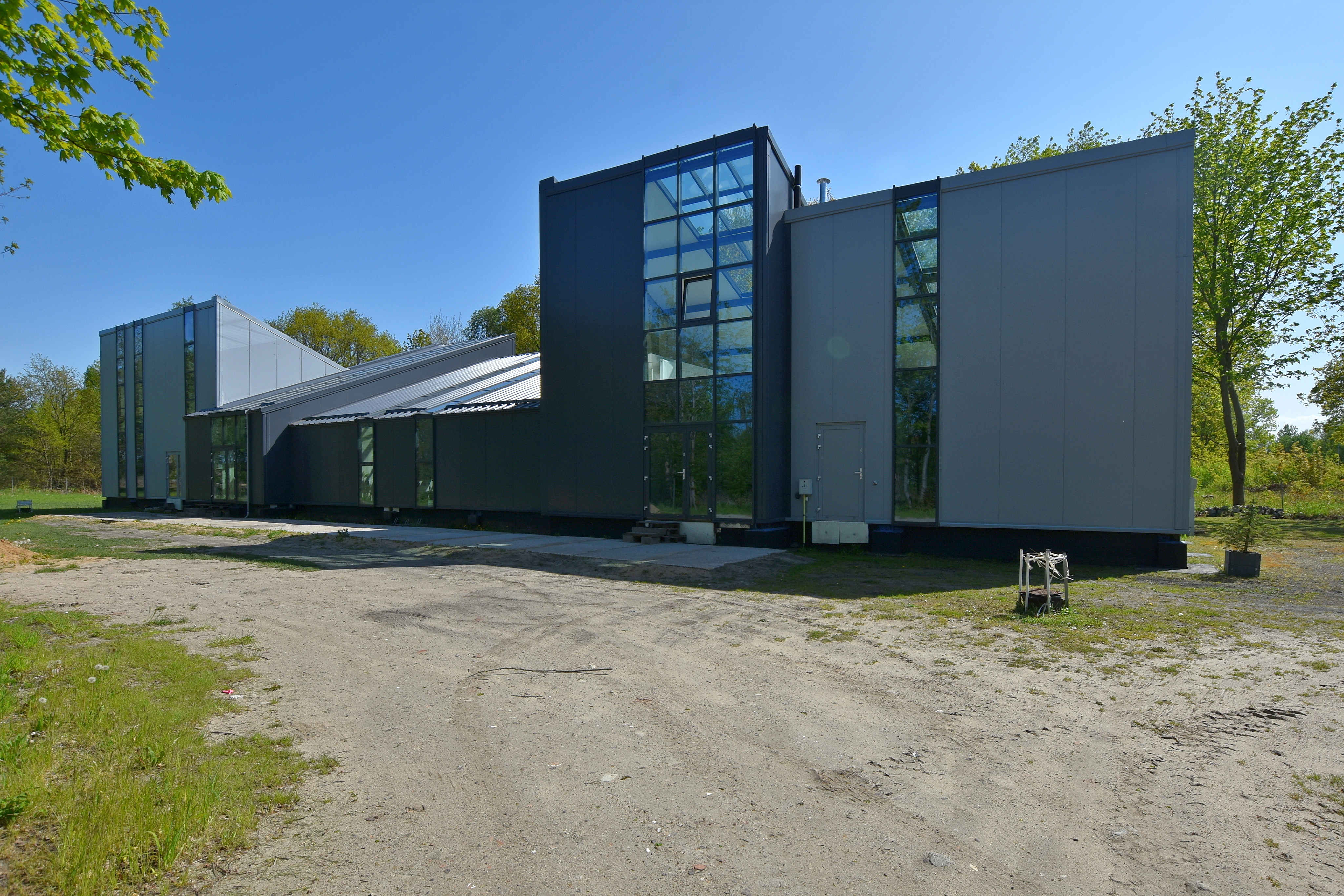
Igreja Pentecostal
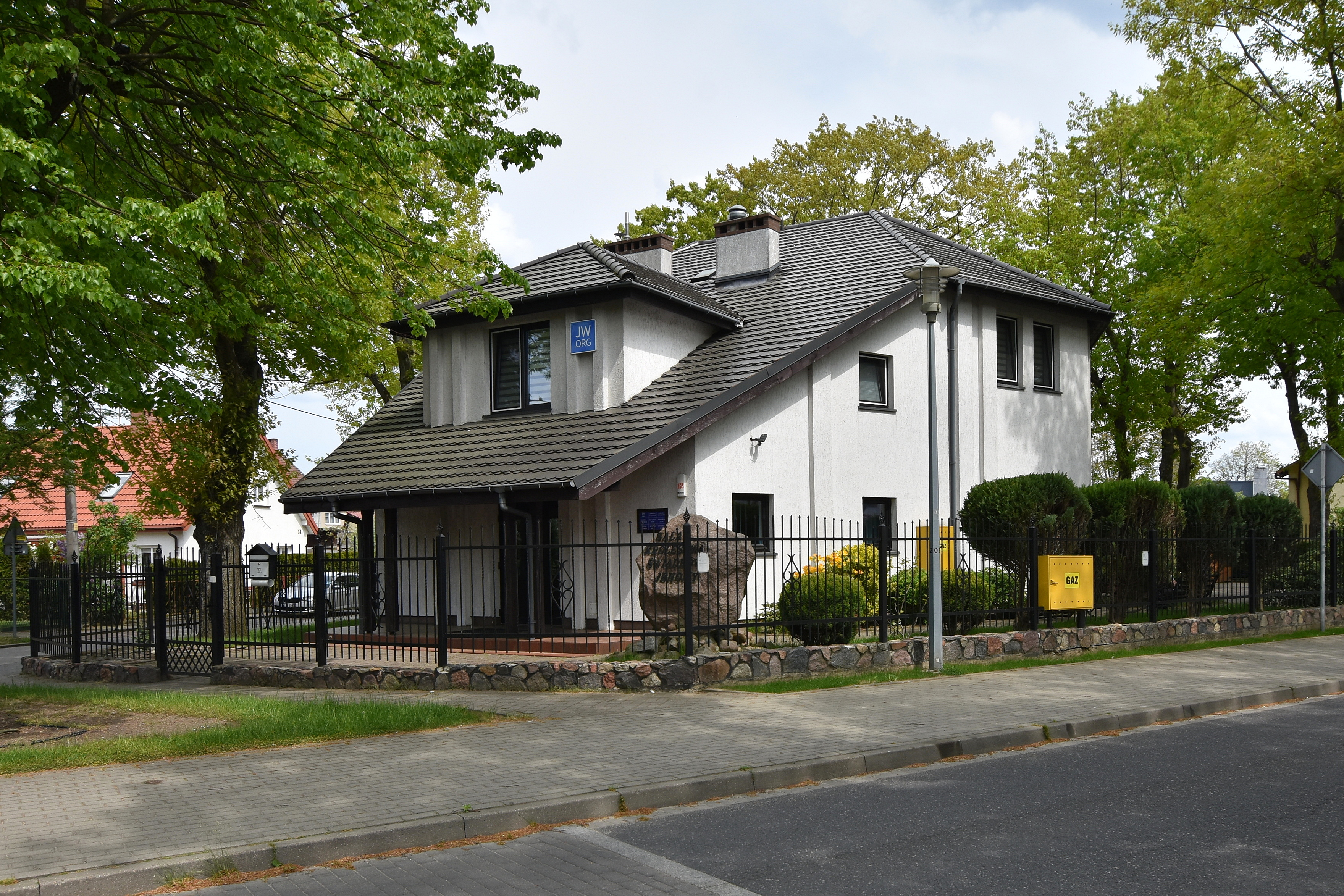
Salão do Reino das Testemunhas de Jeová

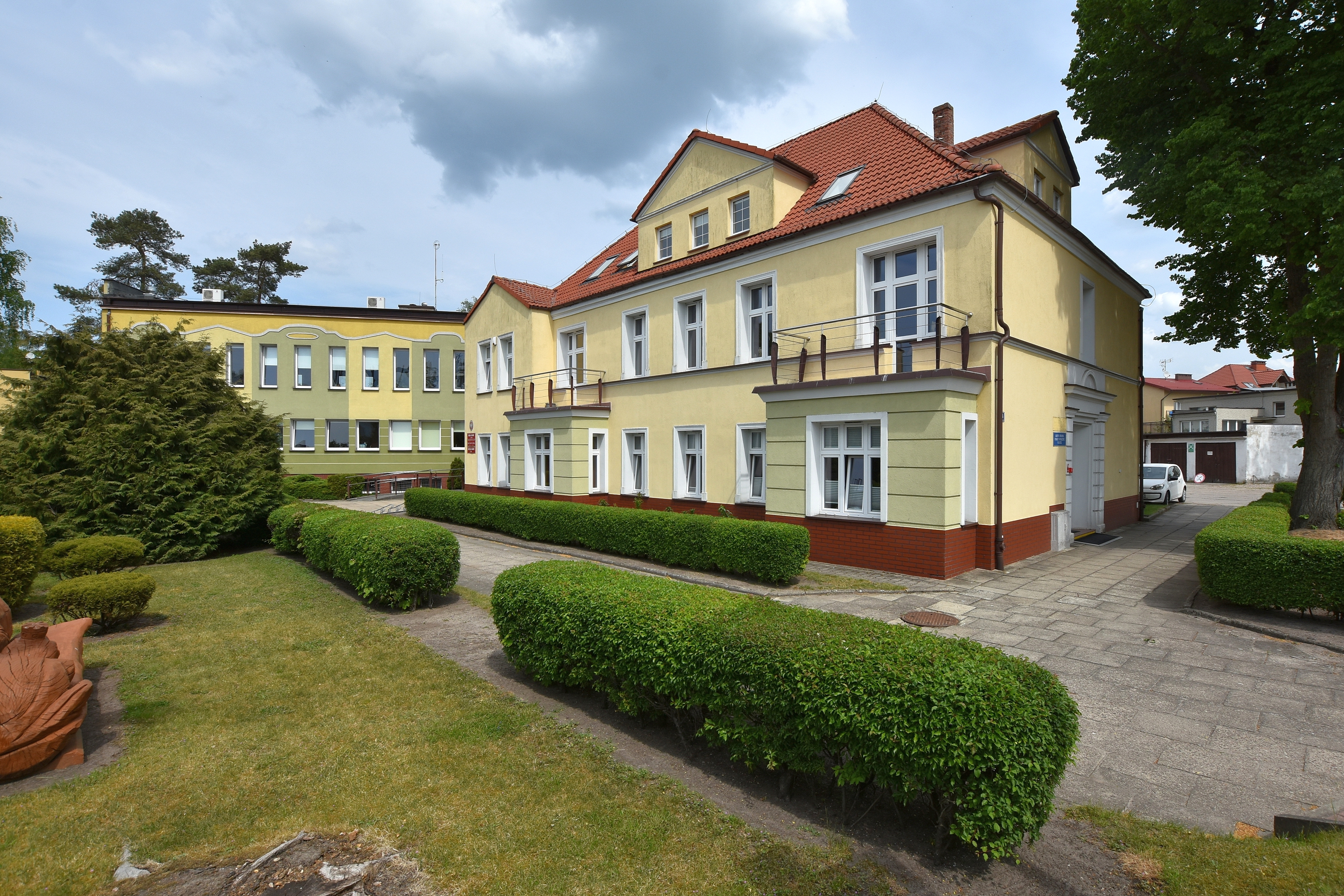
Edifício do escritório da comuna de Ustka

## Administração
Ustka tem a classificação de comuna urbana. Os residentes elegem 15 conselheiros para o Conselho Municipal de Ustka.
Os residentes elegem conselheiros para a assembleia provincial no distrito eleitoral n.º 1. Os membros do Sejm são eleitos pelo distrito eleitoral n.º 26, um senador pelo distrito eleitoral n.º 62 e os membros do Parlamento Europeu pelo distrito eleitoral n.º 1.
Ustka está na jurisdição local do Tribunal Distrital em Słupsk, do Tribunal Regional em Słupsk e do Tribunal de Apelação do Governo Local em Słupsk.